# Biserica de lemn din Dubești

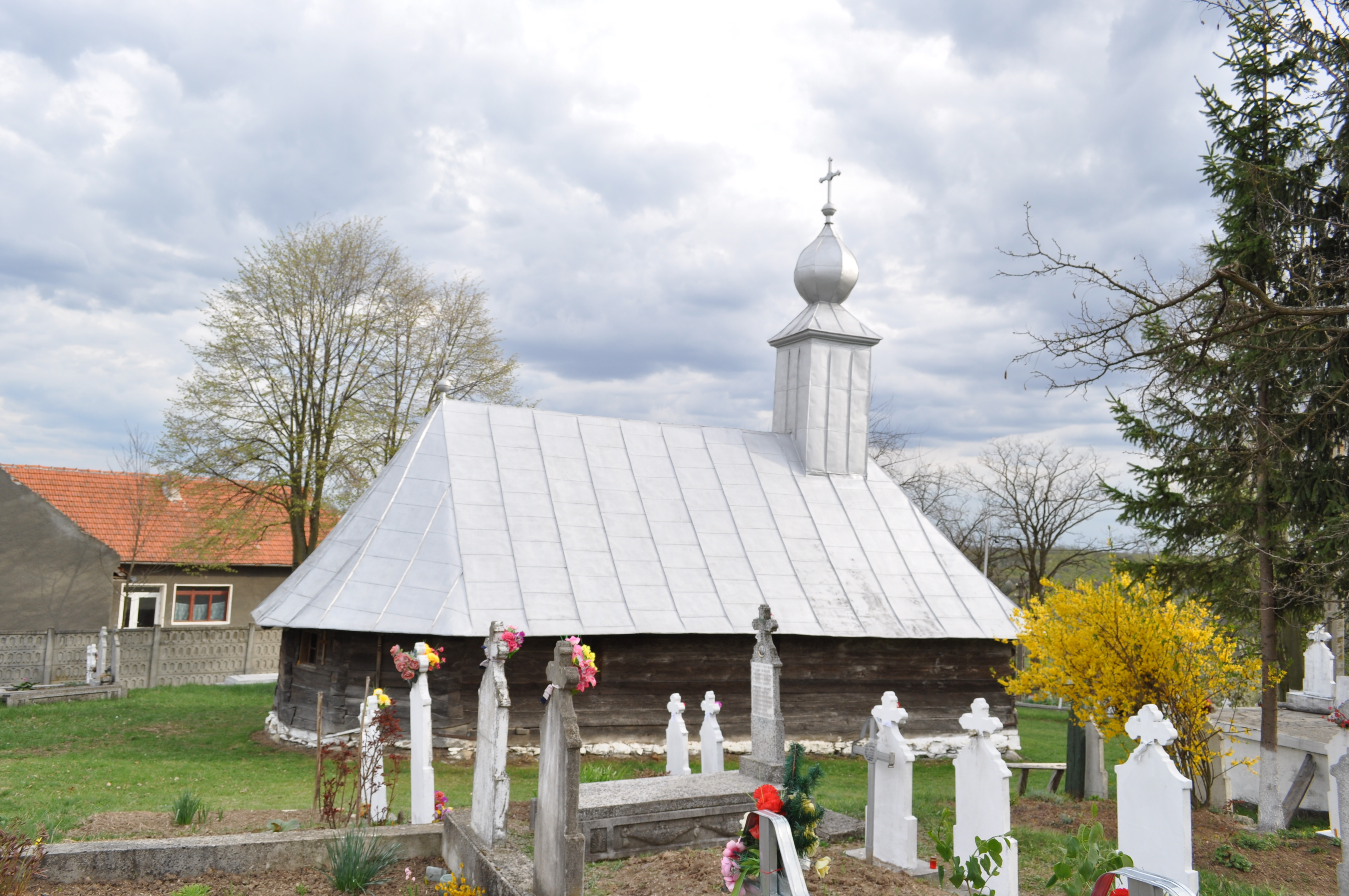
Biserica de lemn „Sfântul Dumitru” din Dubești, comuna Ohaba Lungă, județul Timiș, foto: aprilie 2012.

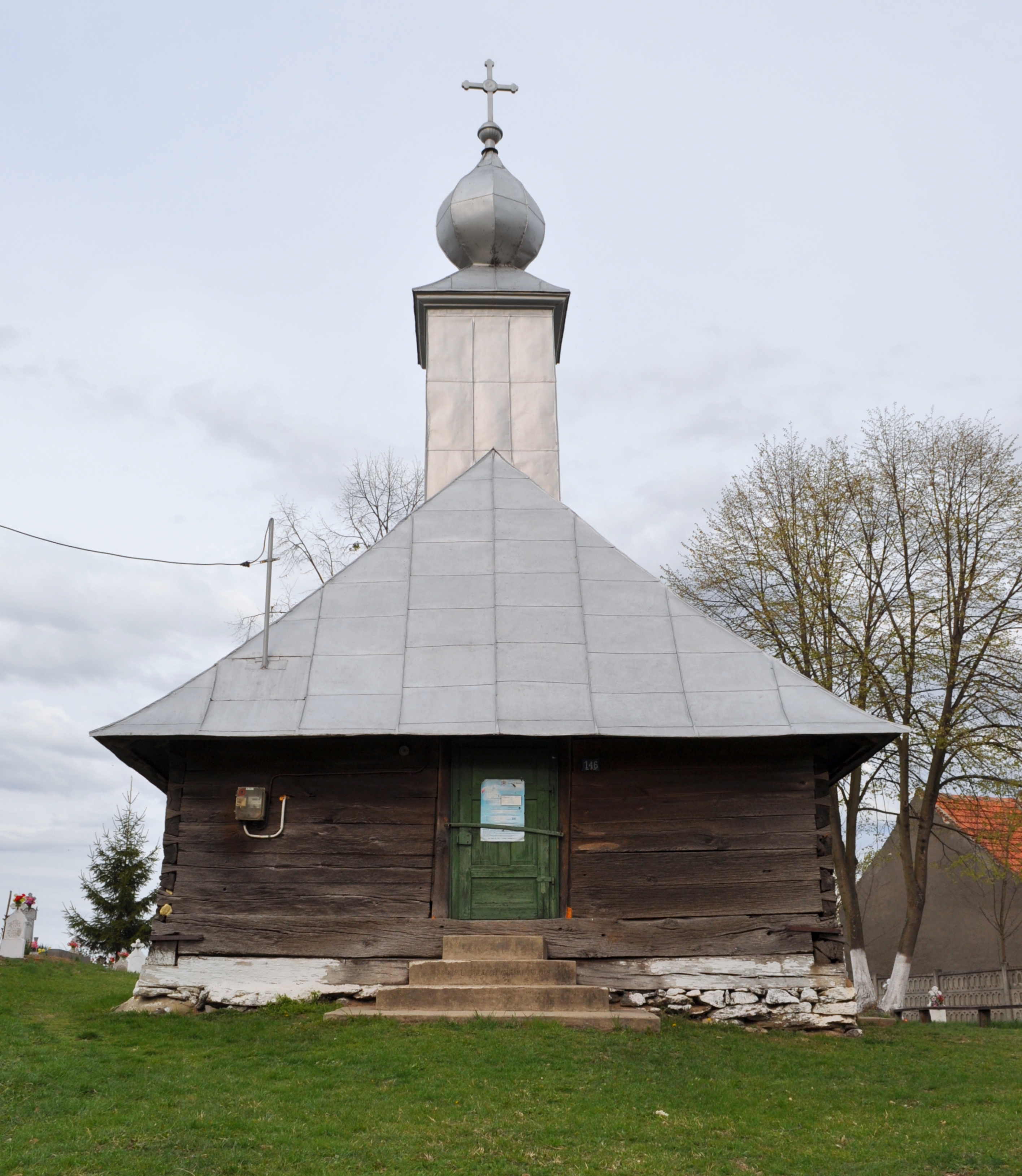
Biserica de lemn „Sfântul Dumitru” din Dubești, comuna Ohaba Lungă, județul Timiș, foto: aprilie 2012.

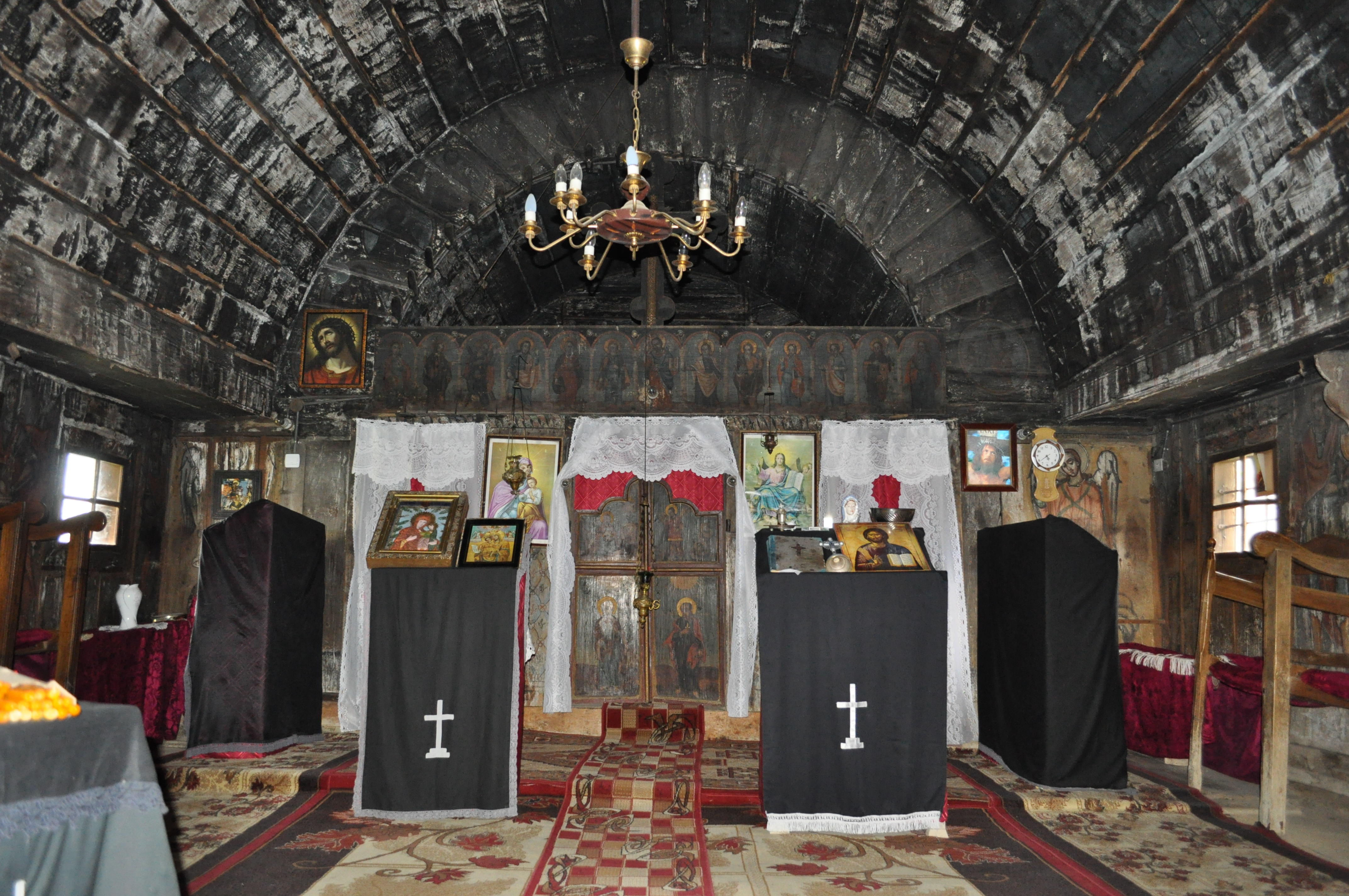
Nava spre iconostas

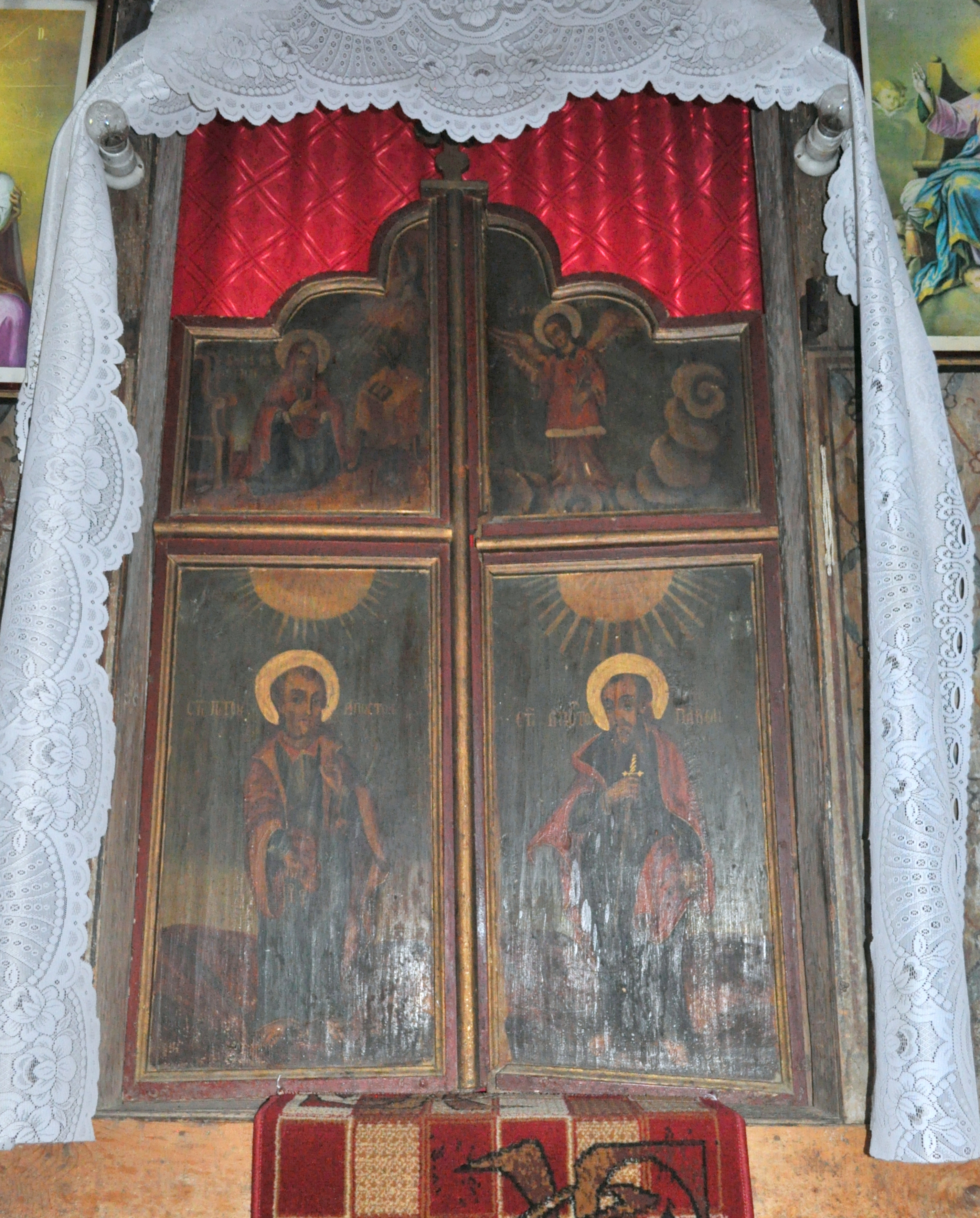
Ușile împărătești

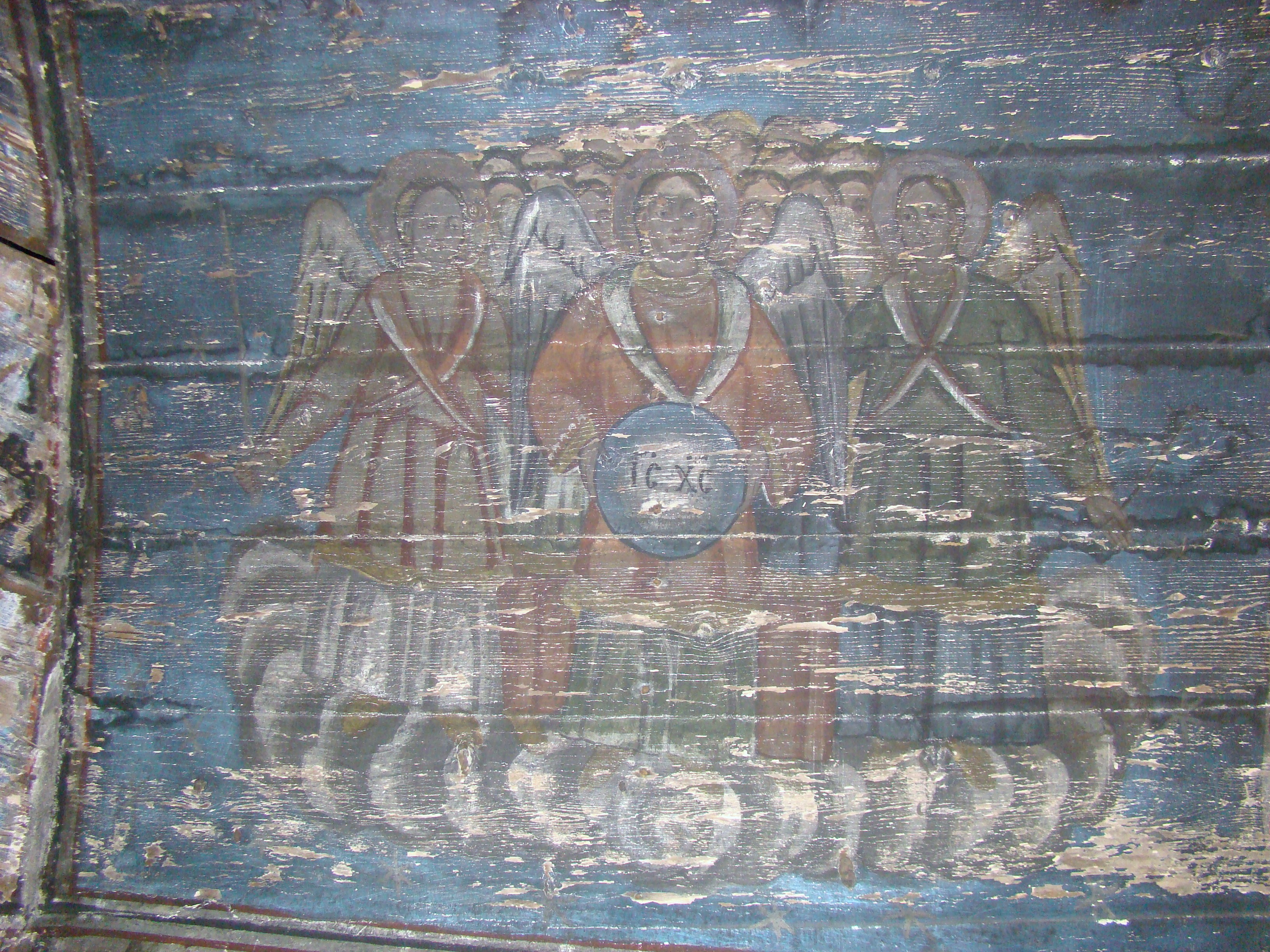
Altar: Soborul Sfinților Arhangheli

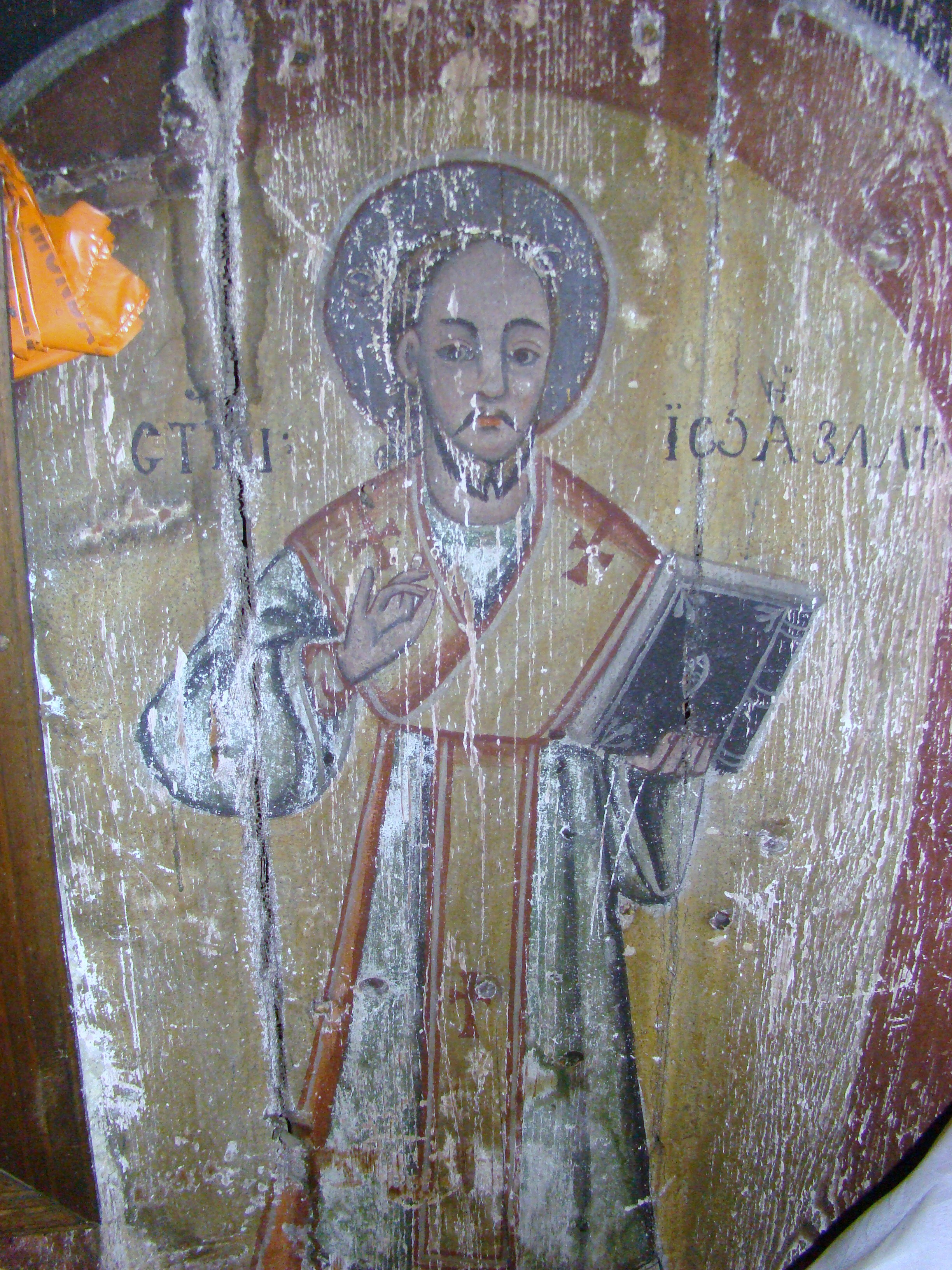
Altar: Sfinții Ierarhi

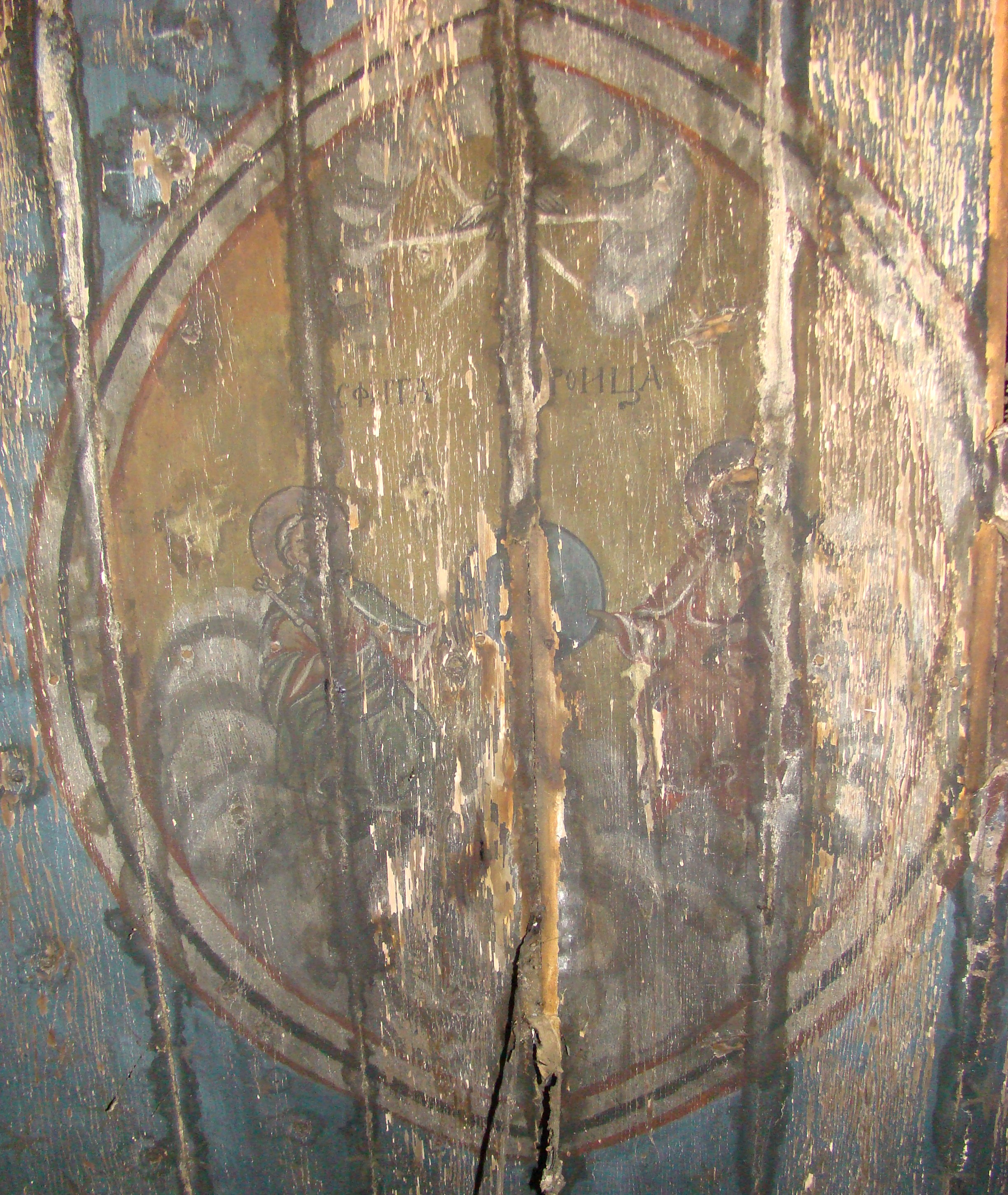
Altar: Sfânta Treime

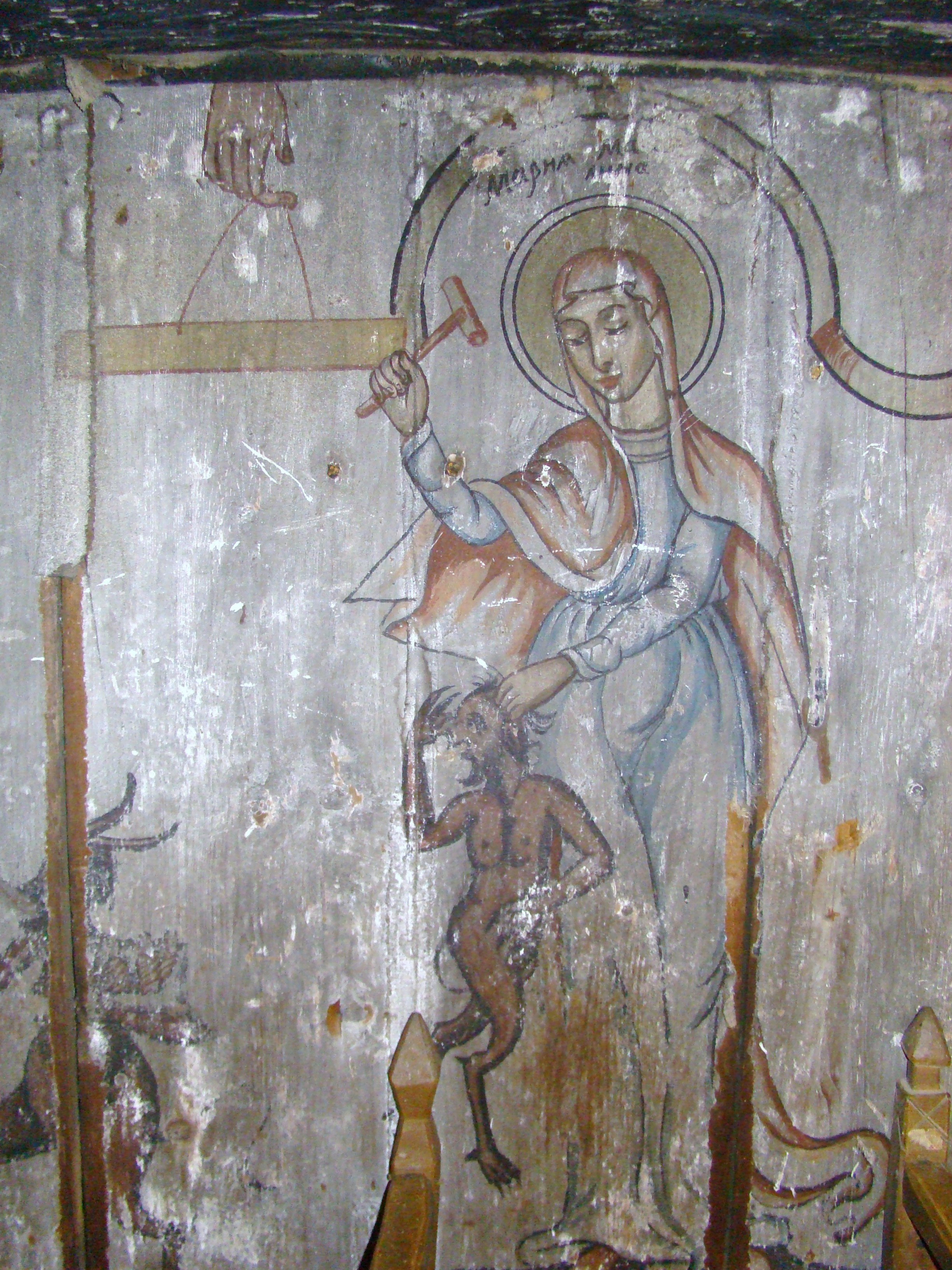
Sfânta Mare Muceniță Marina

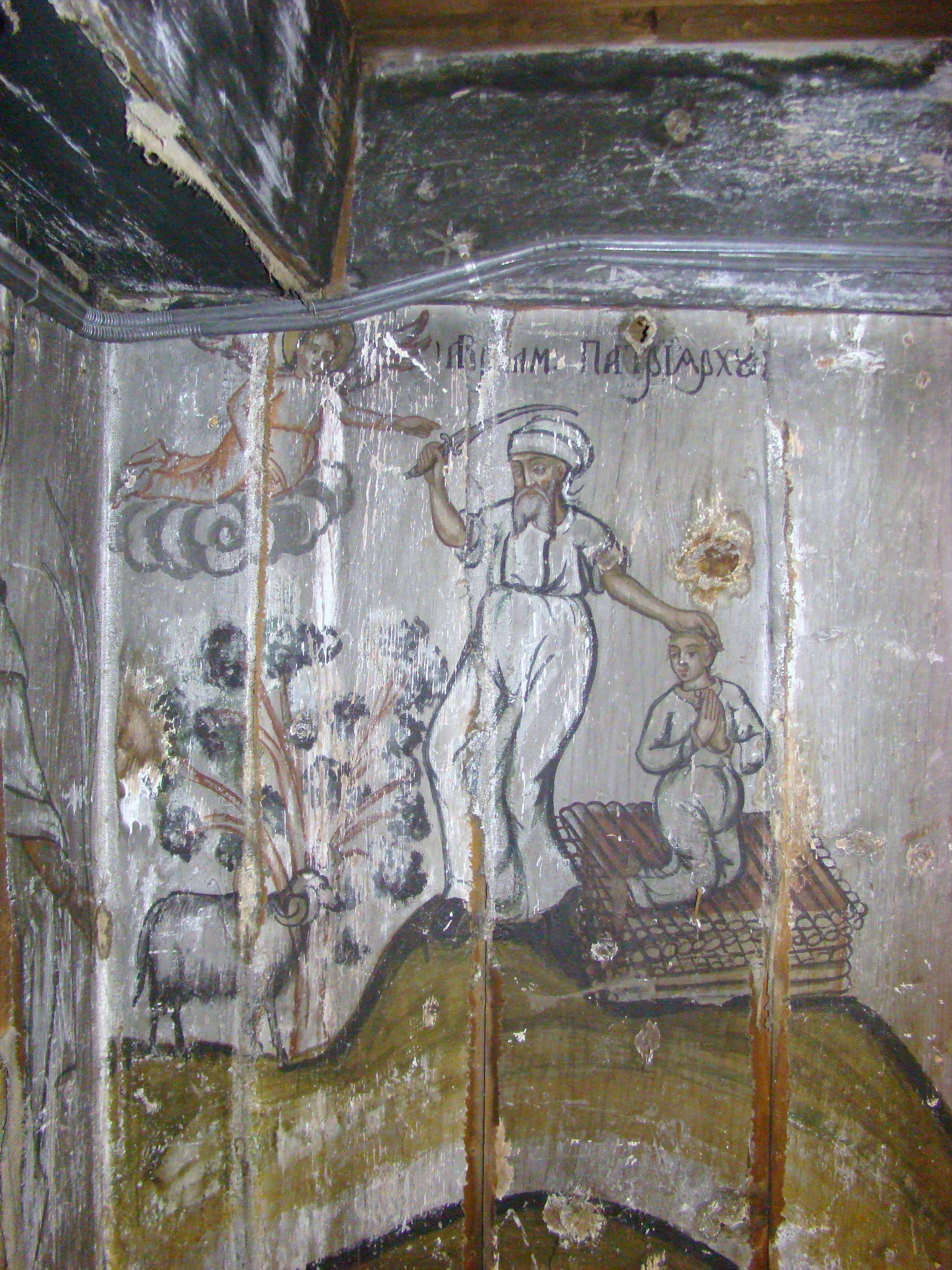
Detaliu din pictura pronaosului

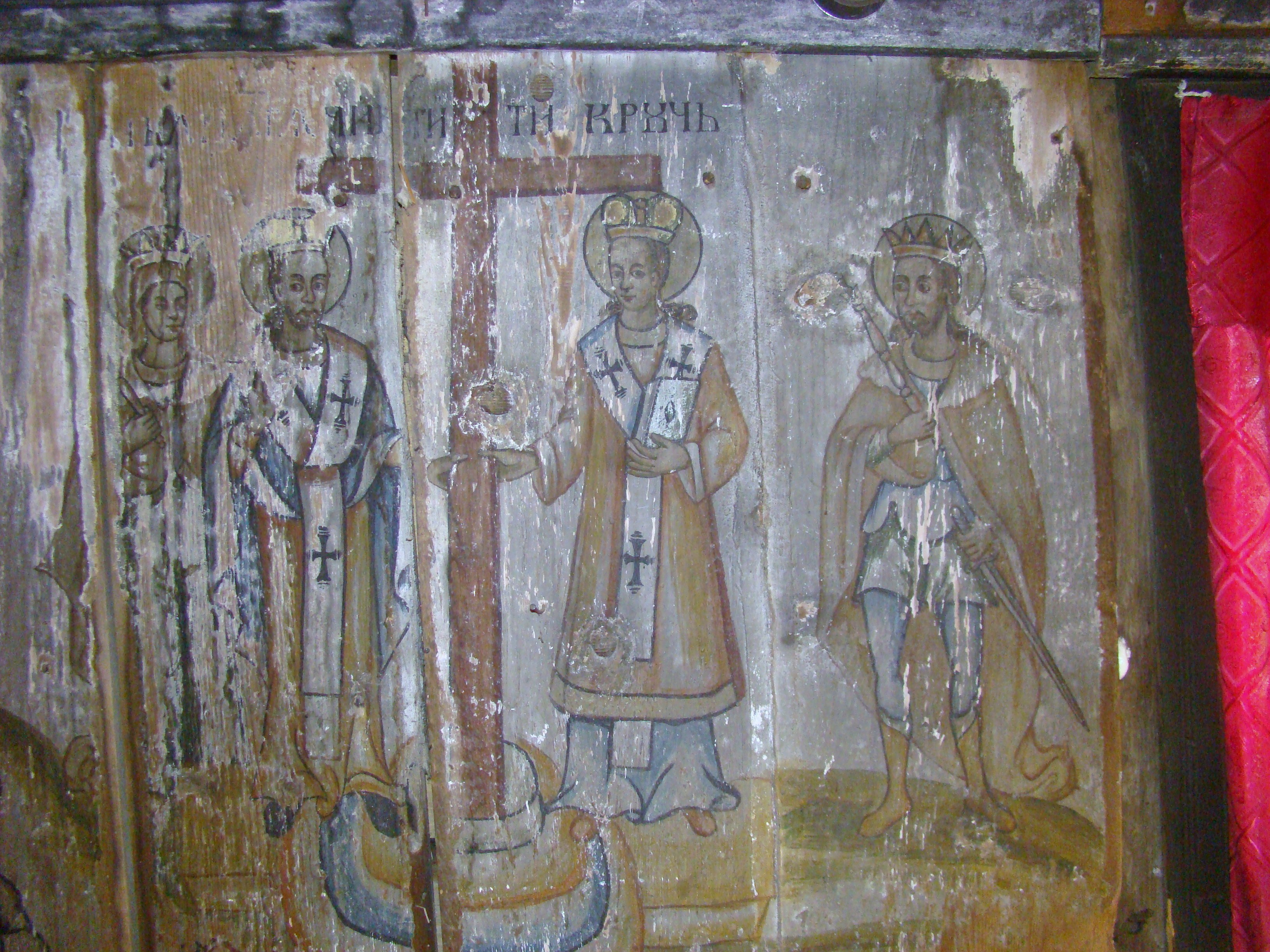
Înălțarea Sfintei Cruci

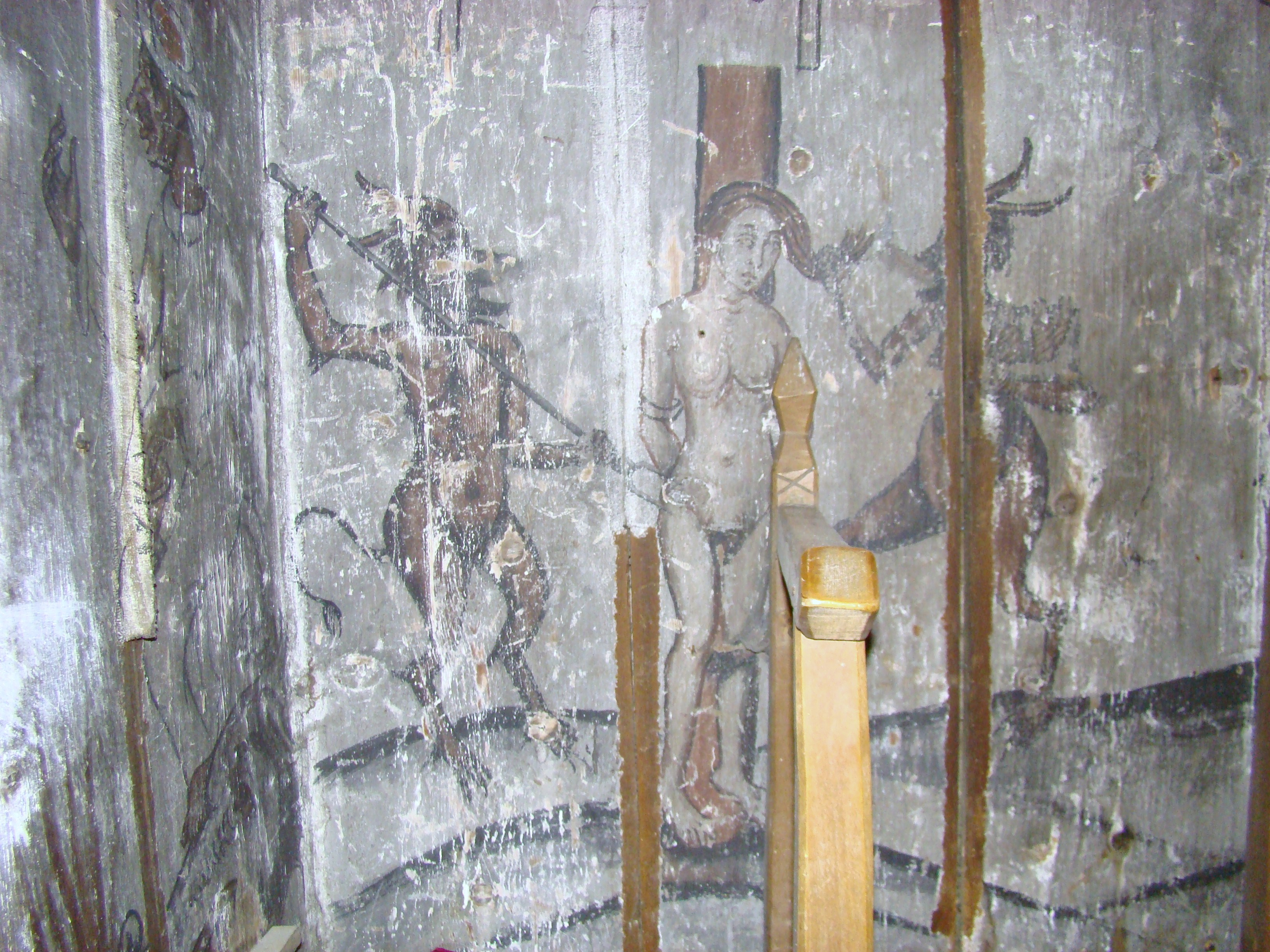
Pronaos: detaliu din scena Judecății de Apoi

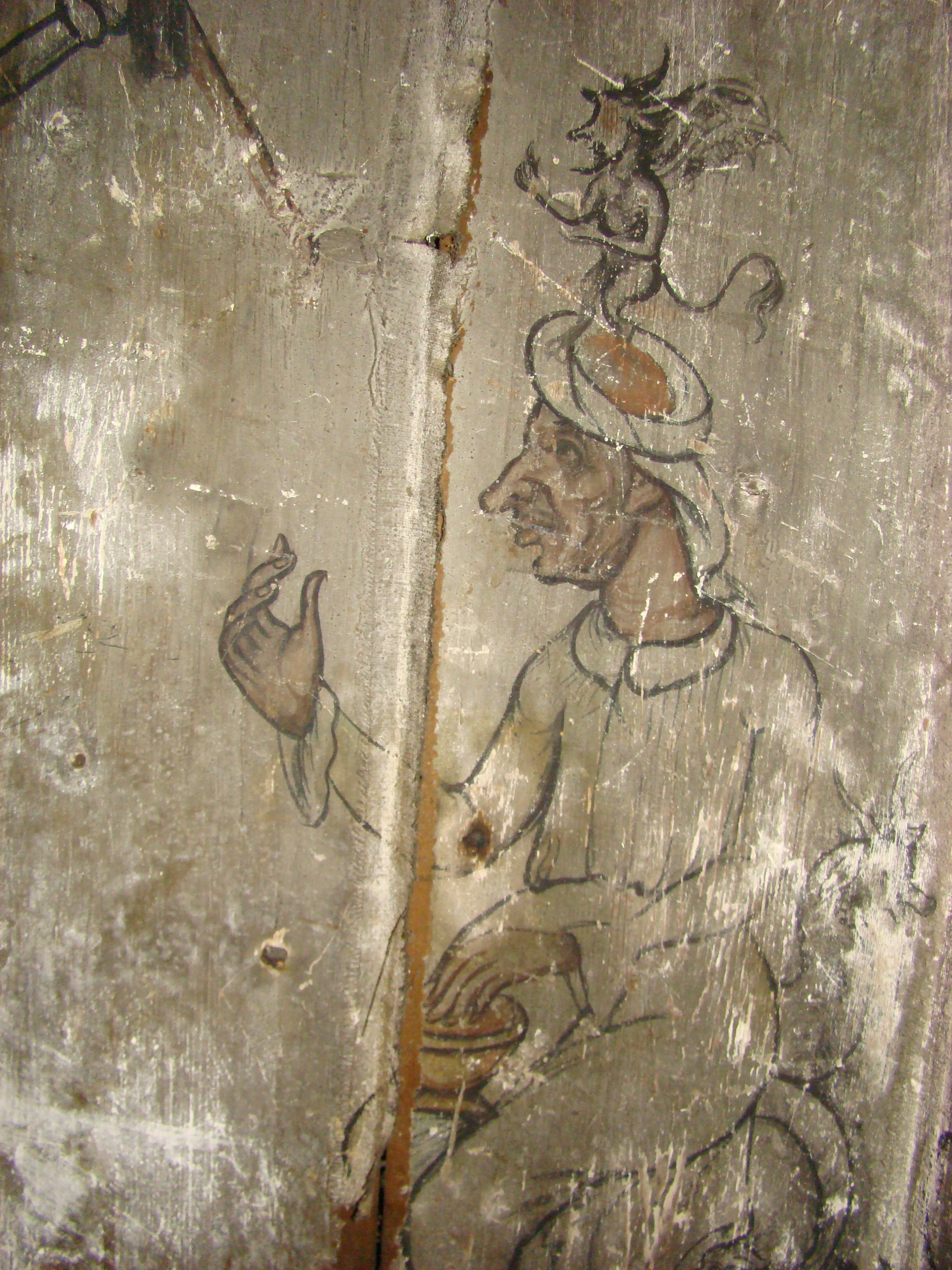
Pronaos: detaliu din scena Judecății de Apoi

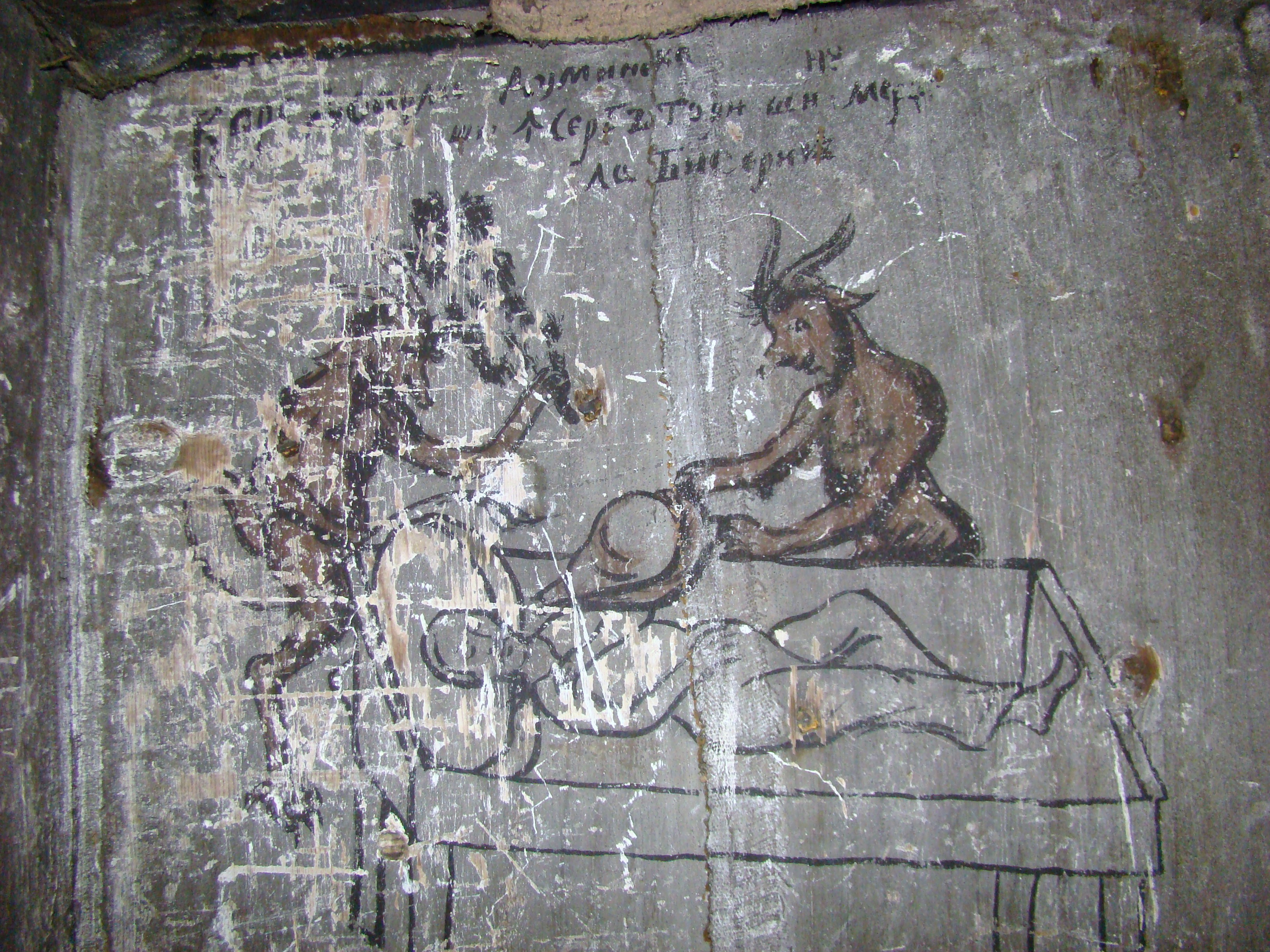
Pronaos: detaliu din scena Judecății de Apoi

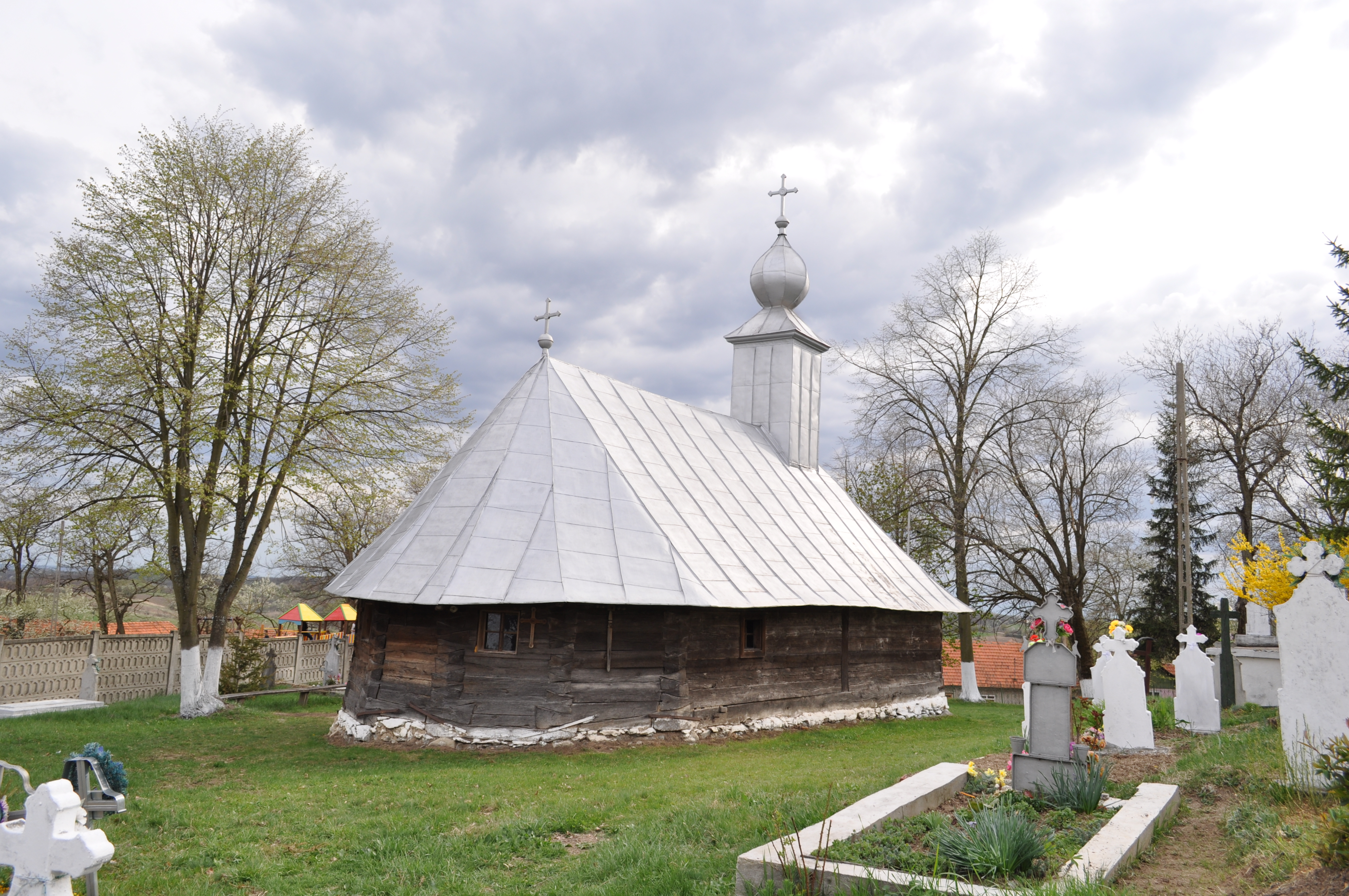
Biserica (nord-est)

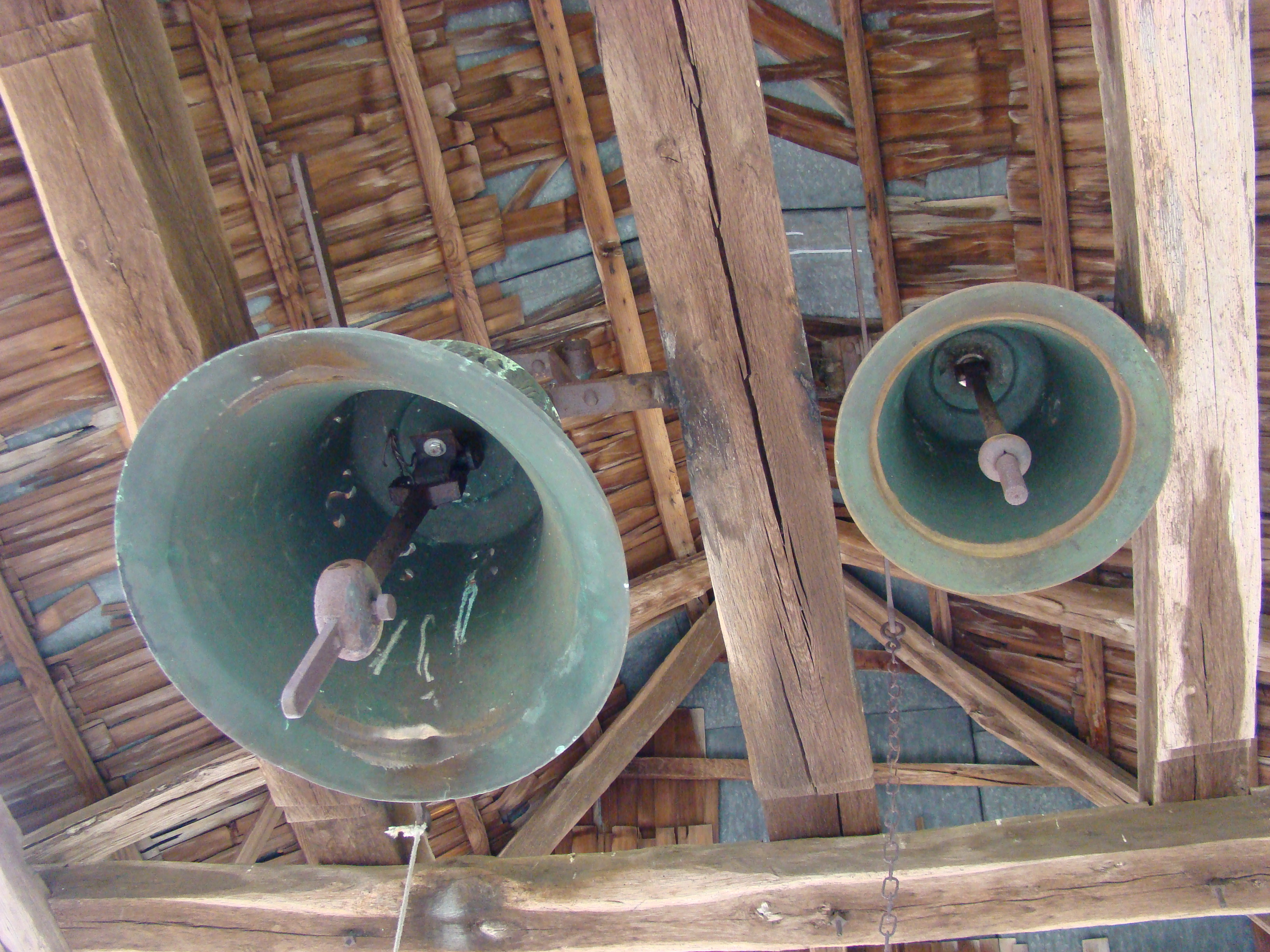
Clopotele bisericii

Biserica de lemn din Dubești, comuna Ohaba Lungă, județul Timiș datează din anul 1764. Are hramul „Sfântul Dumitru”. Biserica se află pe noua listă a monumentelor istorice sub codul LMI:  TM-II-m-A-06220.

## Istoric și trăsături
Situat la 15 km de Făget, satul Dubești este atestat documentar abia la 1514-1516, când - la fel ca alte localități din zonă - se afla inclus în domeniul Cetății Șoimoș, aflat în proprietatea lui George Brandemburg. Sunt amintiți cu această ocazie 11 iobagi din Dubești.
În conscripția din 1717 figurează cu 20 de case. Tradiția locală spune că în vechime satul era răspândit în trei cătune așezate pe pârâul Zărnoaiei și care și-ar fi construit o biserică pe la 1650. Cu timpul satul s-a compactizat, restrângându-și vatra. Atunci între locuitori au izbucnit certuri privind locul unde să se mute biserica. Unii optau pentru dealul "Dudărie", alții pentru dealul "Toplii". Prin tragere la sorți au câștigat adepții celei de-a doua variante. Se pare - după unele surse- că aceste evenimente s-au petrecut prin anul 1828.
Cert este că, până azi, biserica satului cu hramul "Sfântul Dimitrie" se prezintă într-o stare excepțională. Construită din bârne masive de stejar aparent, lăcașul are absida altarului decroșată. îmbinări excepționale la colțuri, realizate prin cioplirea cu barda.
În 1931 s-a înlocuit vechea învelitoare a acoperișului din șindrilă cu cea actuală din tablă zincată; măsură salutară, ce a salvat monumentul și parțial podoaba pictată din interior.
În anul 1959 s-a refăcut temelia, ridicându-se biserica cu 50 de centimetri, prilej cu care s-au înlocuit și tălpoaiele.
Pereții interiori sunt acoperiți cu aștereală de brad, pe care s-a aplicat pictura. Aceasta pare a fi de la începutul secolului al XlX-lea după unii specialiști, după alții din a doua jumătate a veacului al XVIII-lea.
În altar a fost pictată "Sfânta Treime", o scenă mare, flancată de-o parte și de alta de Sf. Mihail și Gavril cu soborul îngerilor. Pe cele trei triunghiuri sferice este zugrăvită Maria Orantă, iar pe pereții laterali apar marii ierarhi ai bisericii.
Ușile împărătești sunt simple, păstrate în stare bună; în registrul superior este pictată Bunavestirea, iar în cel inferior sunt Sf. Petru și Pavel. Din icoanele împărătești se mai păstrează două: Maica Domnului cu Pruncul și Isus arhiereu. Pe peretele iconostasului dinspre altar găsim următoarea inscripție: "Pomenește Doamne pe robul tău preotul Vichentie Triponescu. 1862". Deasupra ușilor Isus și cei 12 apostoli, în timpanul de vest al naosului apare o scenă mare: Coborârea de pe cruce. Pereții laterali mai păstrează pictura doar înspre strane: în dreapta Sf. Mihail și Dimitrie, iar în stânga Sf. Gheorghe și Theodor Tiron.
Pictura de pe bolta naosului este rău stricată, doar vag se mai pot distinge scene din Patimile Mântuitorului, în apexul bolții apare, conform canoanelor, Isus Panthocrator, dar și aici pictura este rău degradată. Pictura din tindă s-a conservat mai bine. Alături de scene biblice, apar aici și scene moralizatoare.
În vestul bisericii se păstrează o masivă clopotniță, construită dintr-un puternic schelet din lemn, cu acoperișul în patru pante și cu învelitoare de tablă.

### Studii regionale
- Miloia, Ioachim (1933). „Bisericile de lemn din Banat”. Vestul. 1933.
- Oprișa, I. Longhin (1965). „Bisericile de lemn, monumente istorice din arhiepiscopia Timișoarei și Caransebeșului”. Mitropolia Banatului (1-3).
- Cristache-Panait, Ioana și Dimitriu, Florica (1971). „Bisericile de lemn ale Banatului”. Mitropolia Banatului. 1971 (10-12): 550–564.
- Nicolae Săcară- Bisericile de lemn ale Banatului, Editura Excelsior, Timișoara 2001

## Imagini din exterior

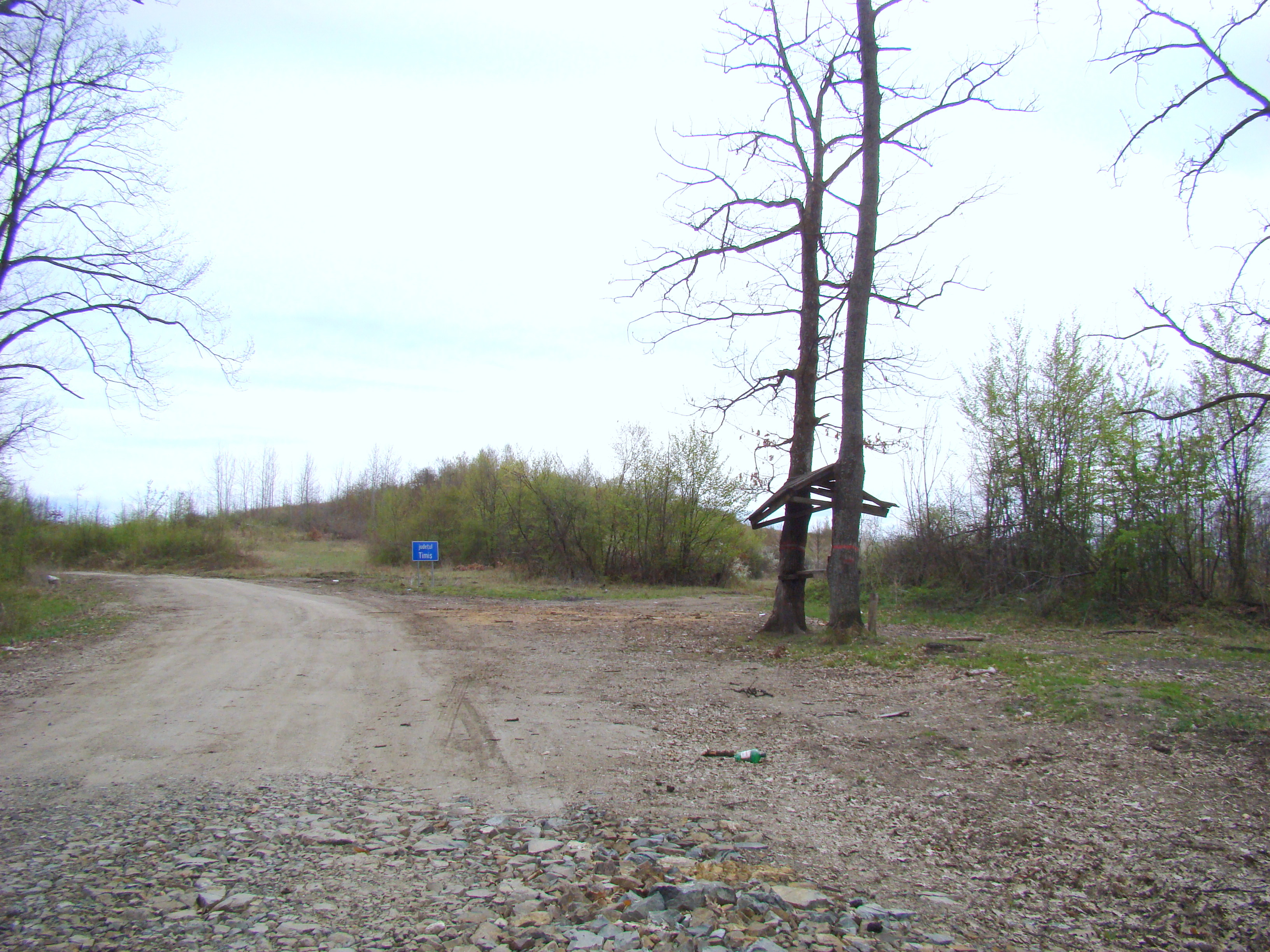
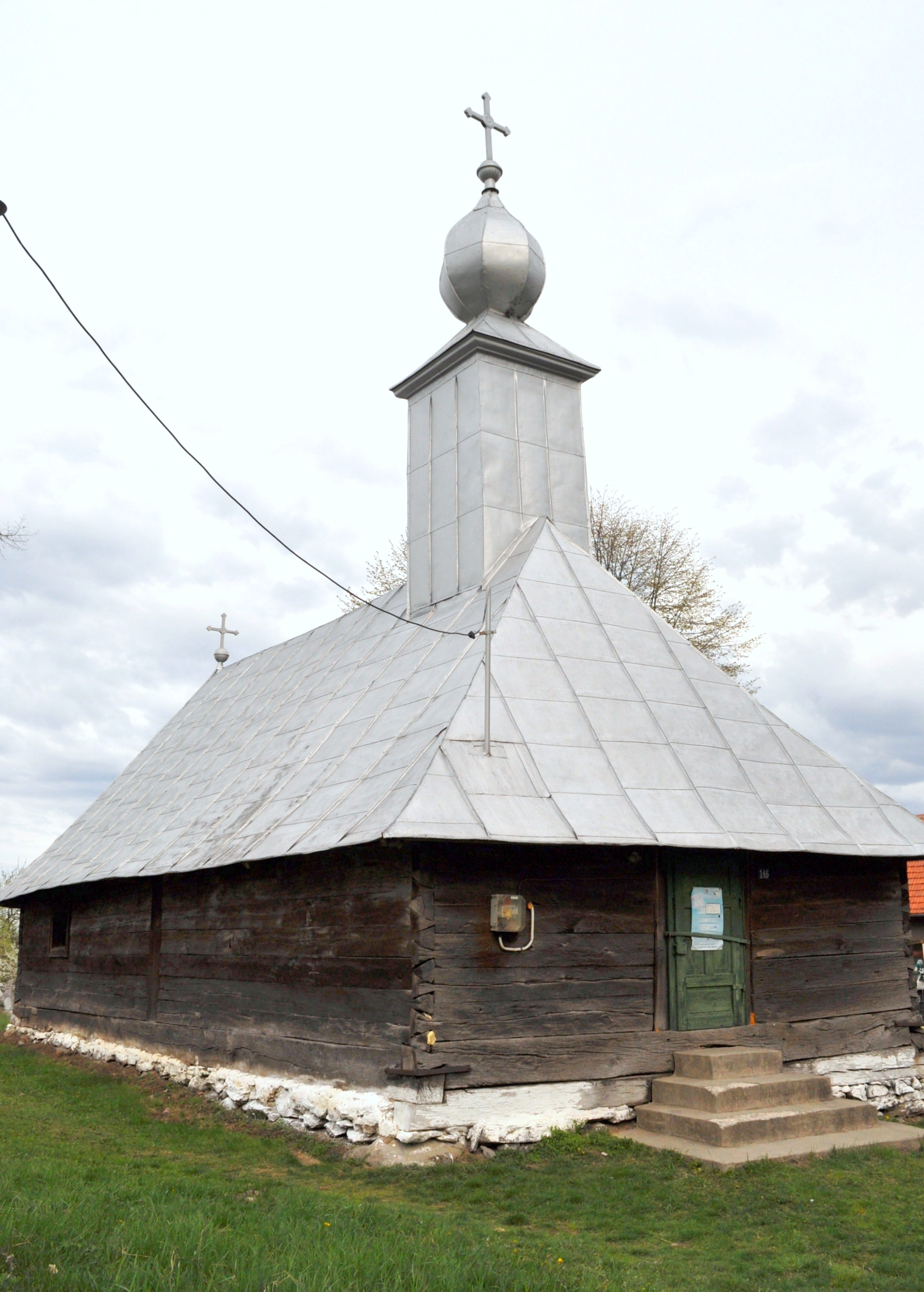
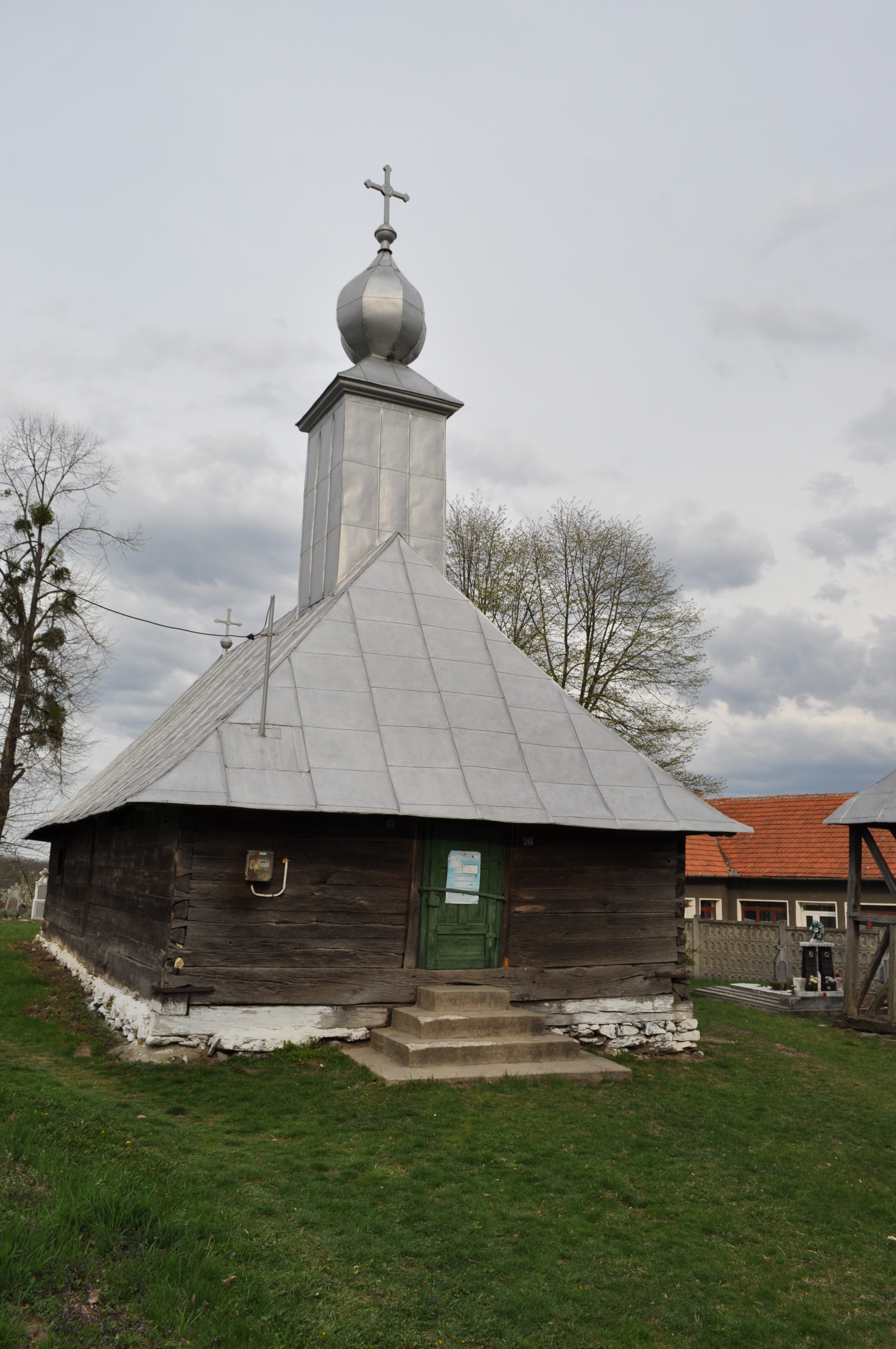
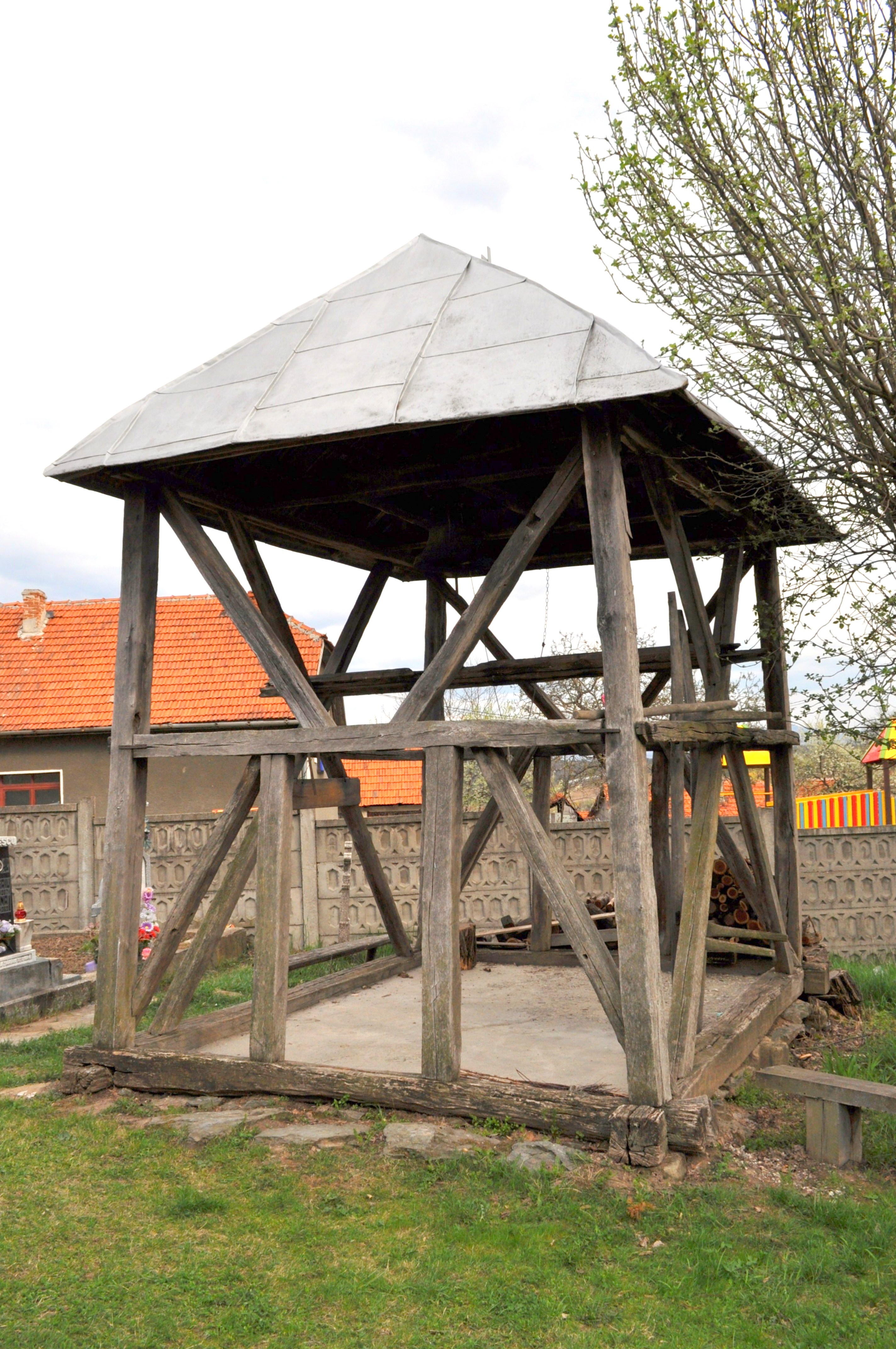
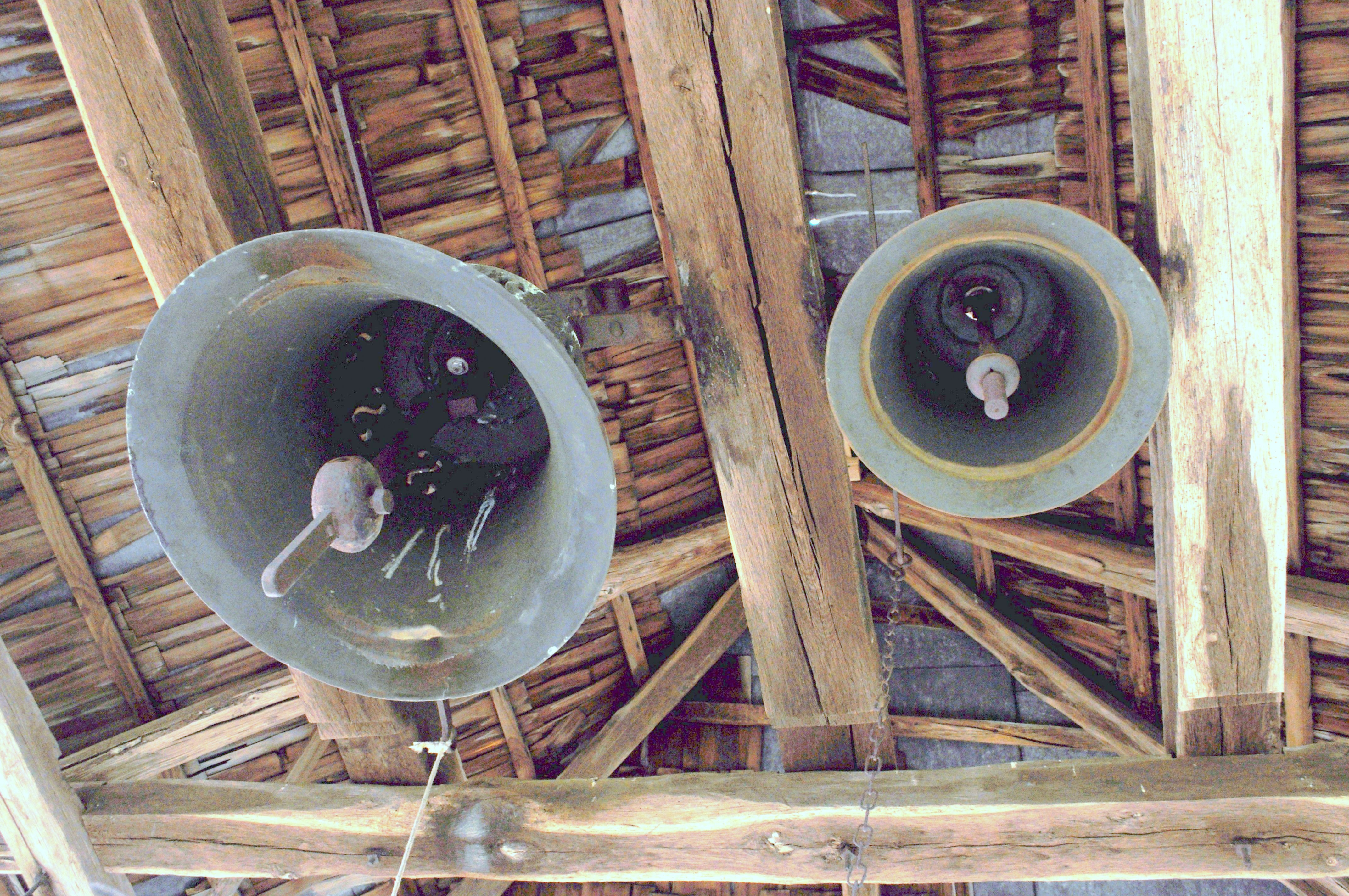
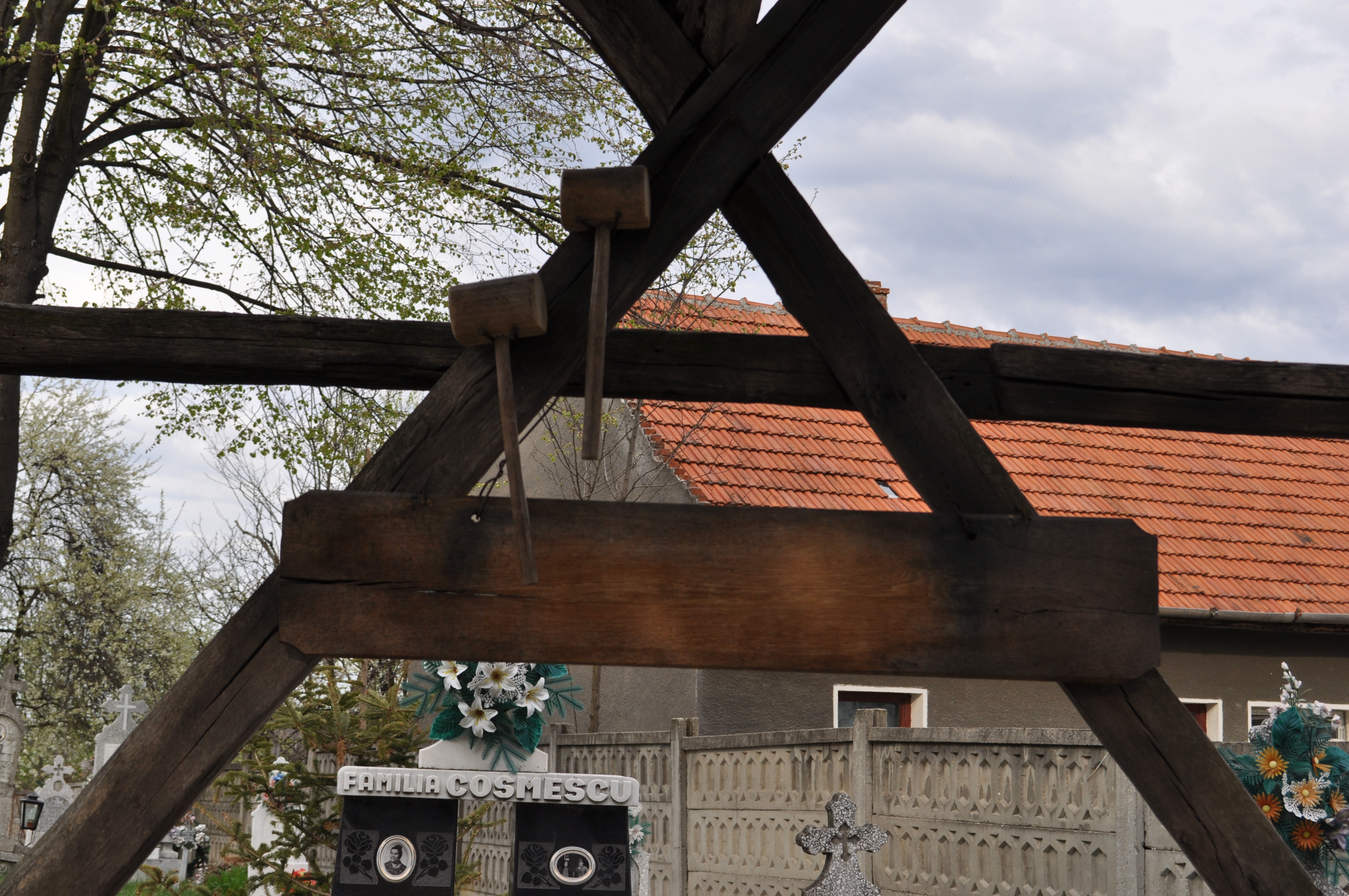
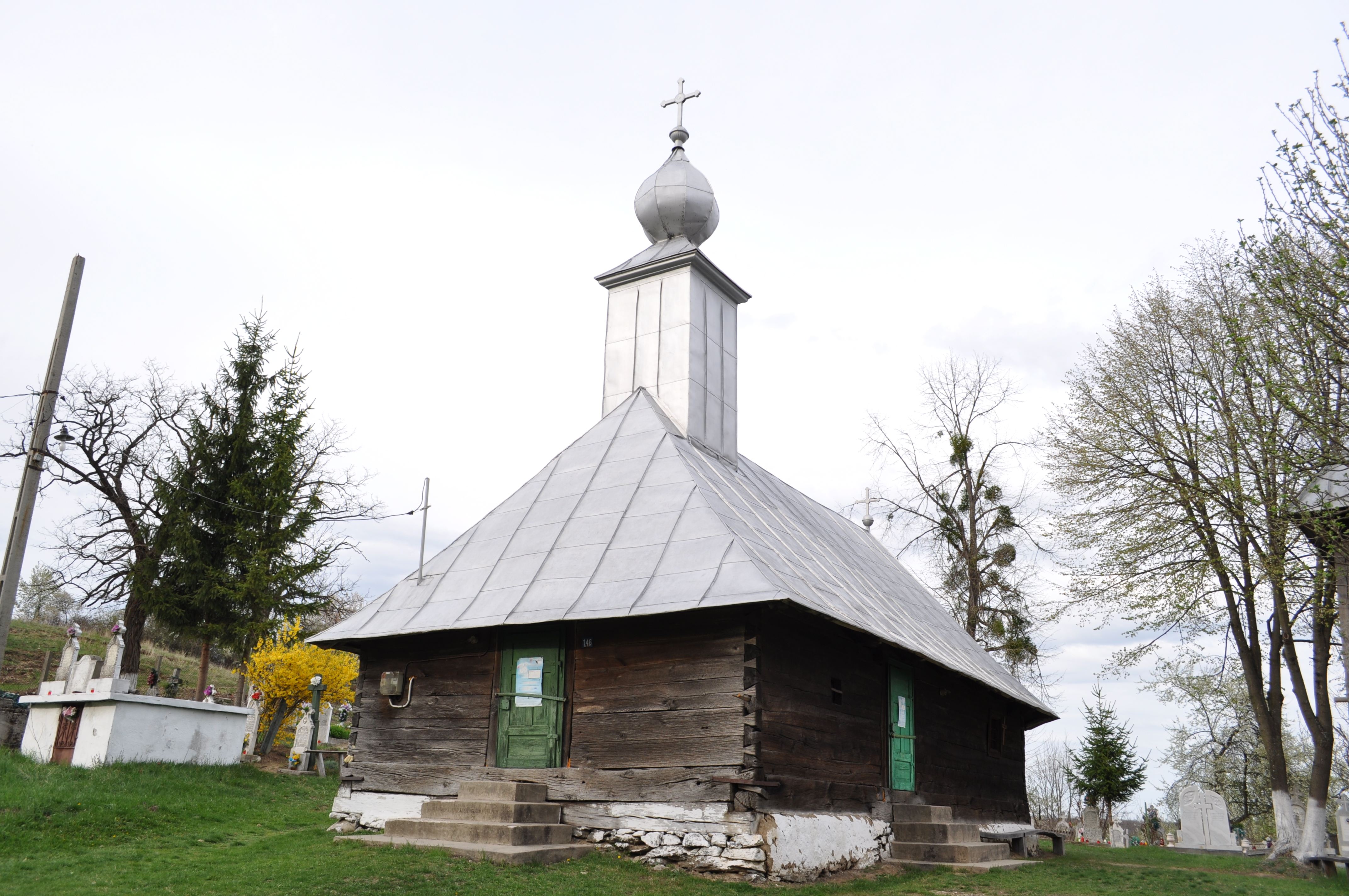
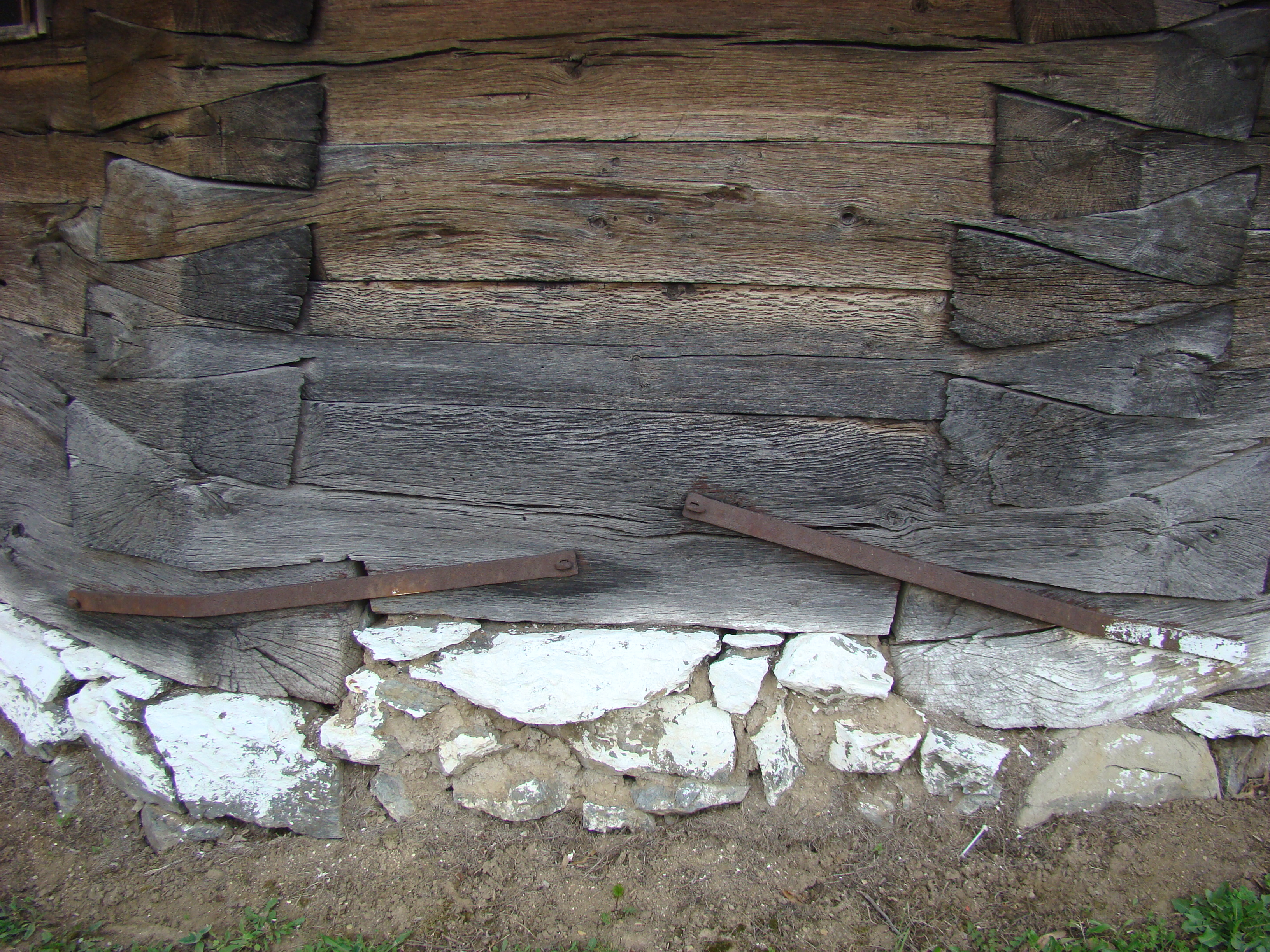
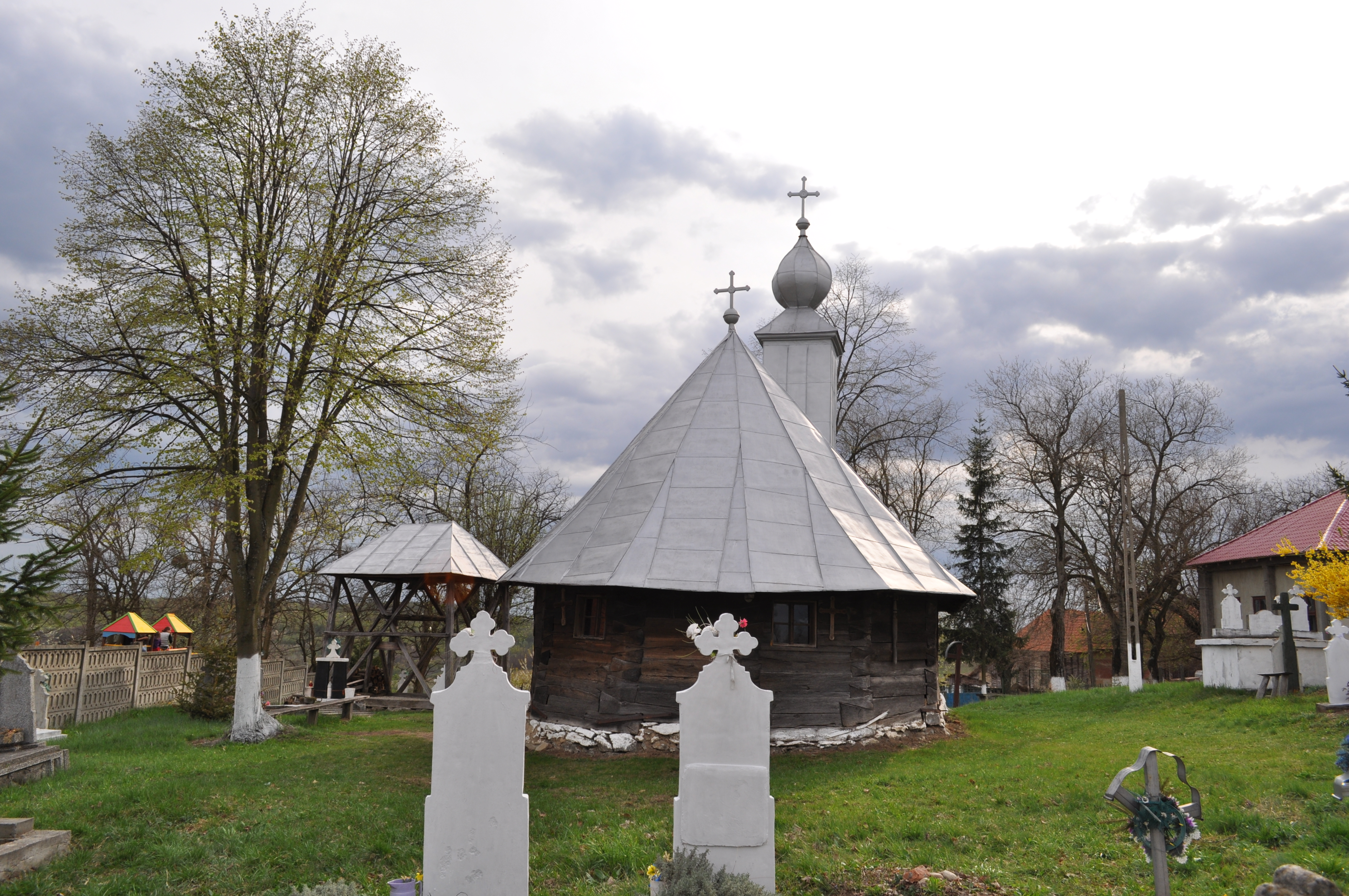
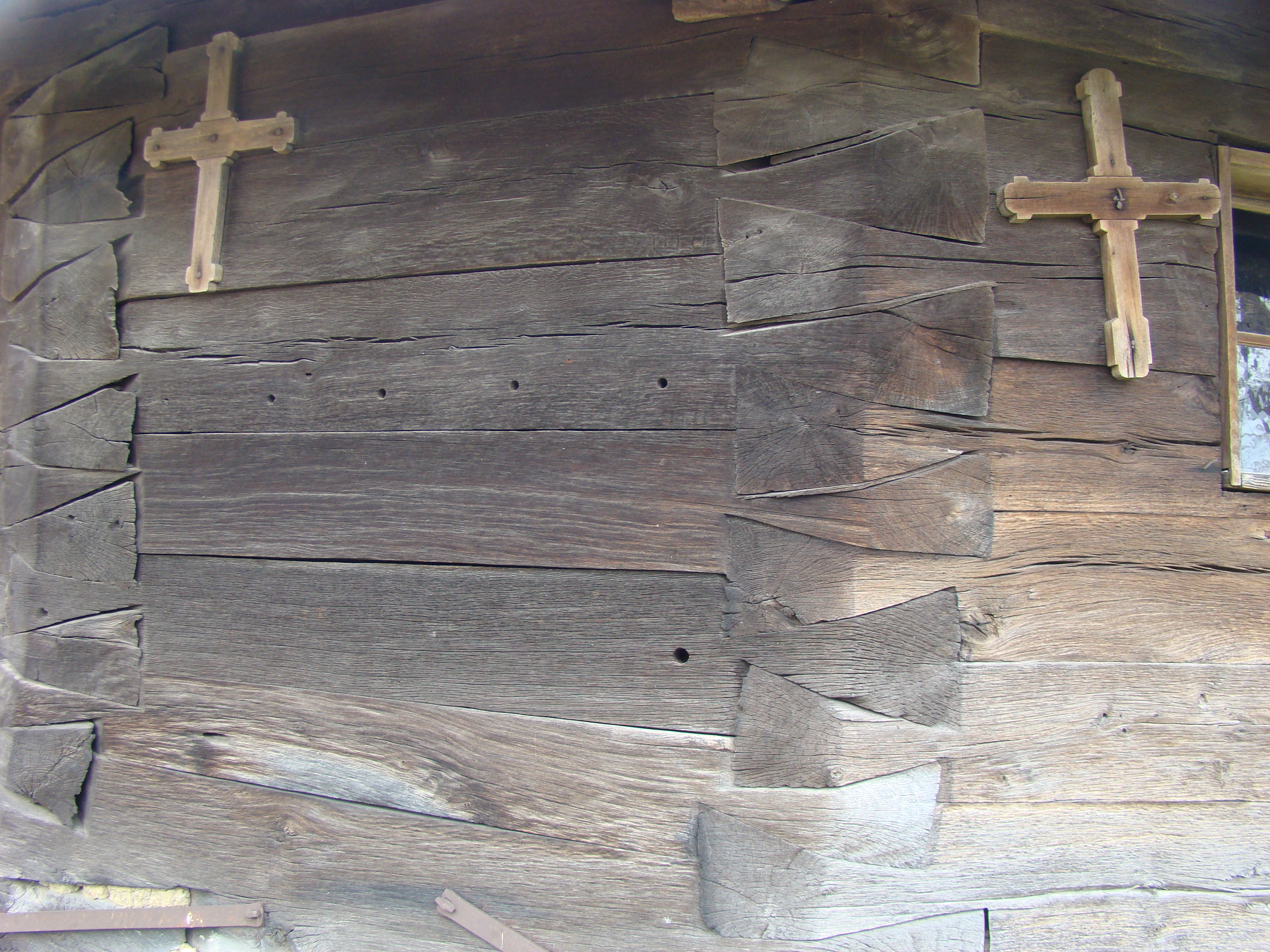
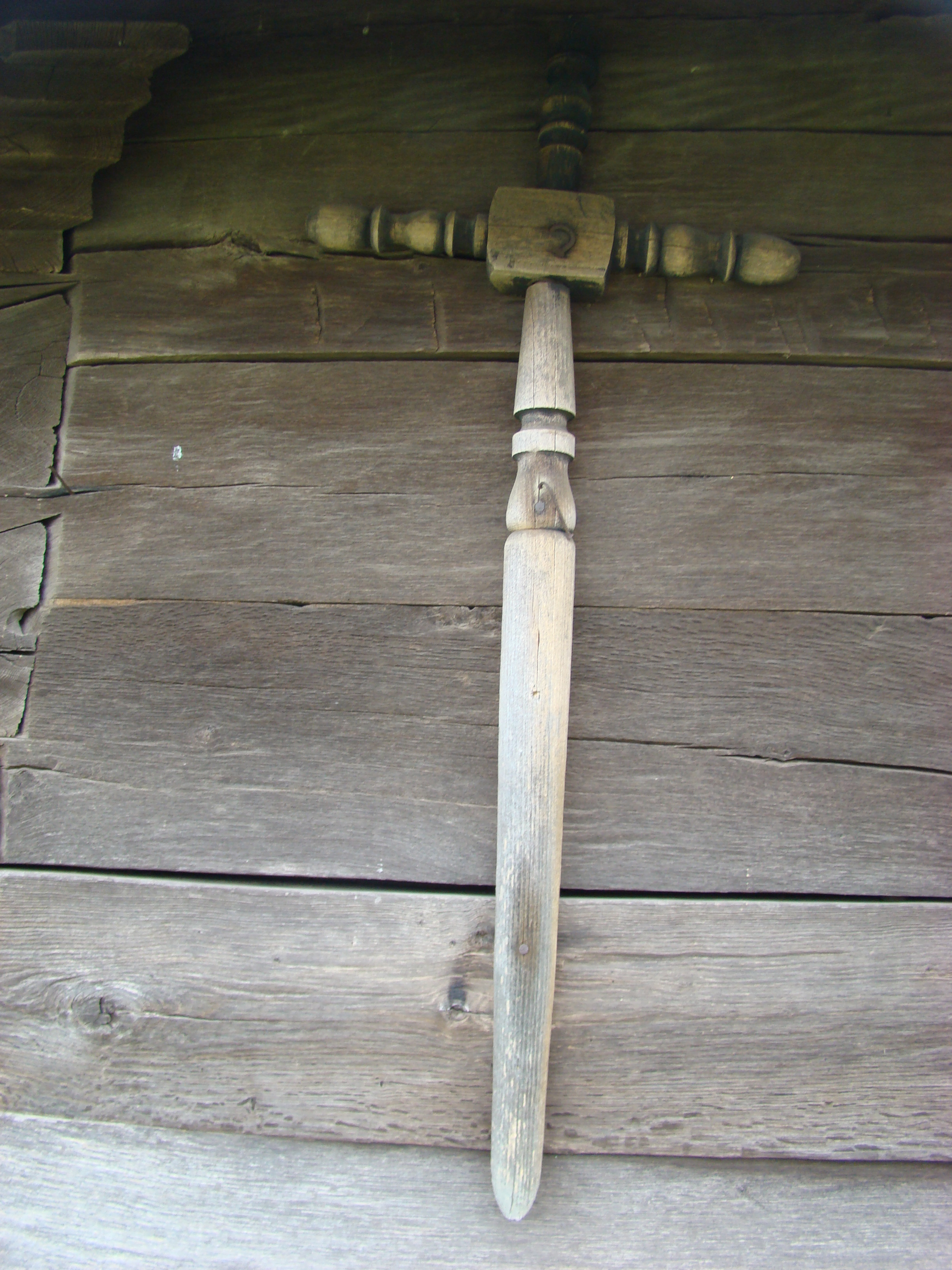
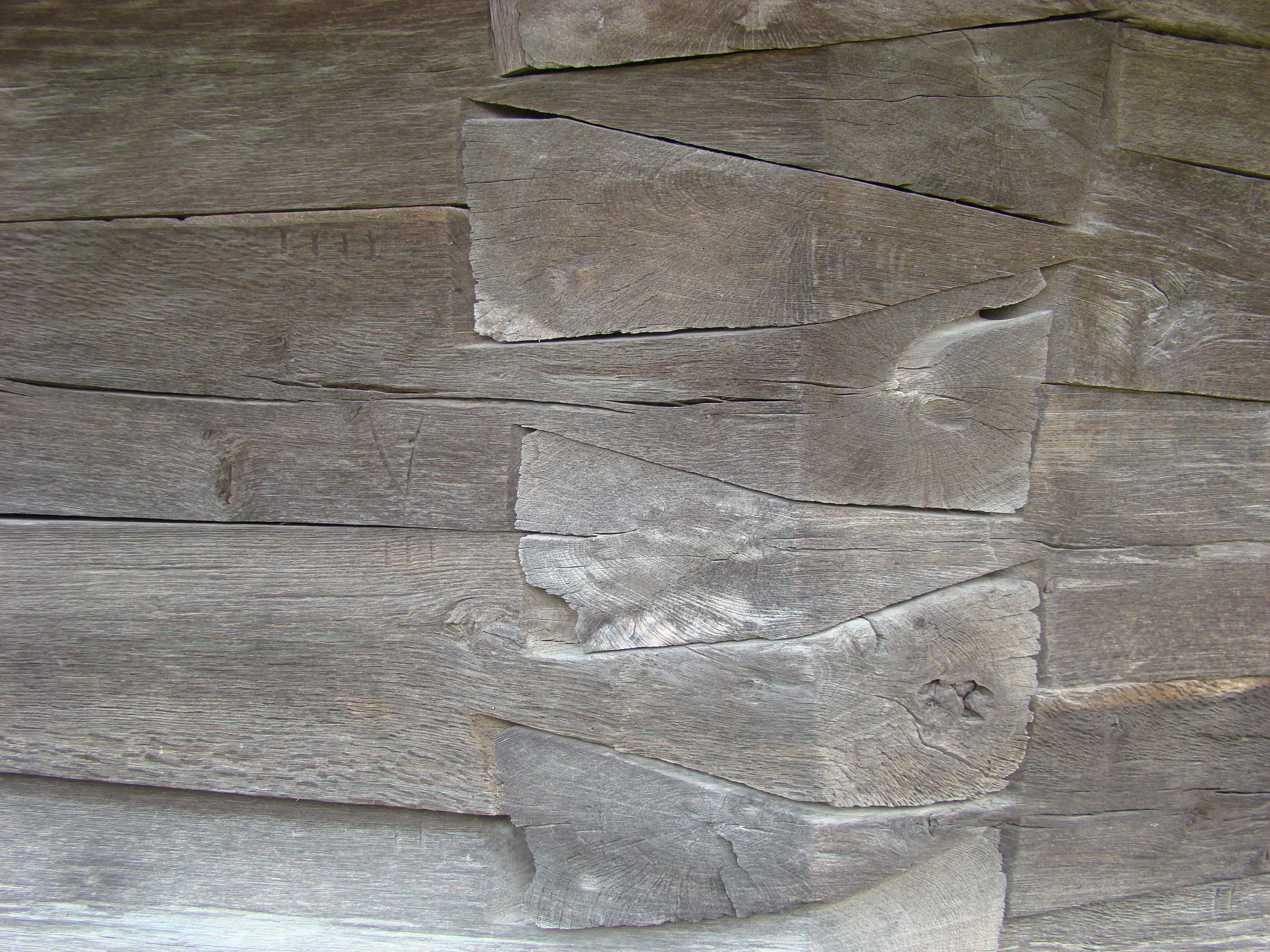
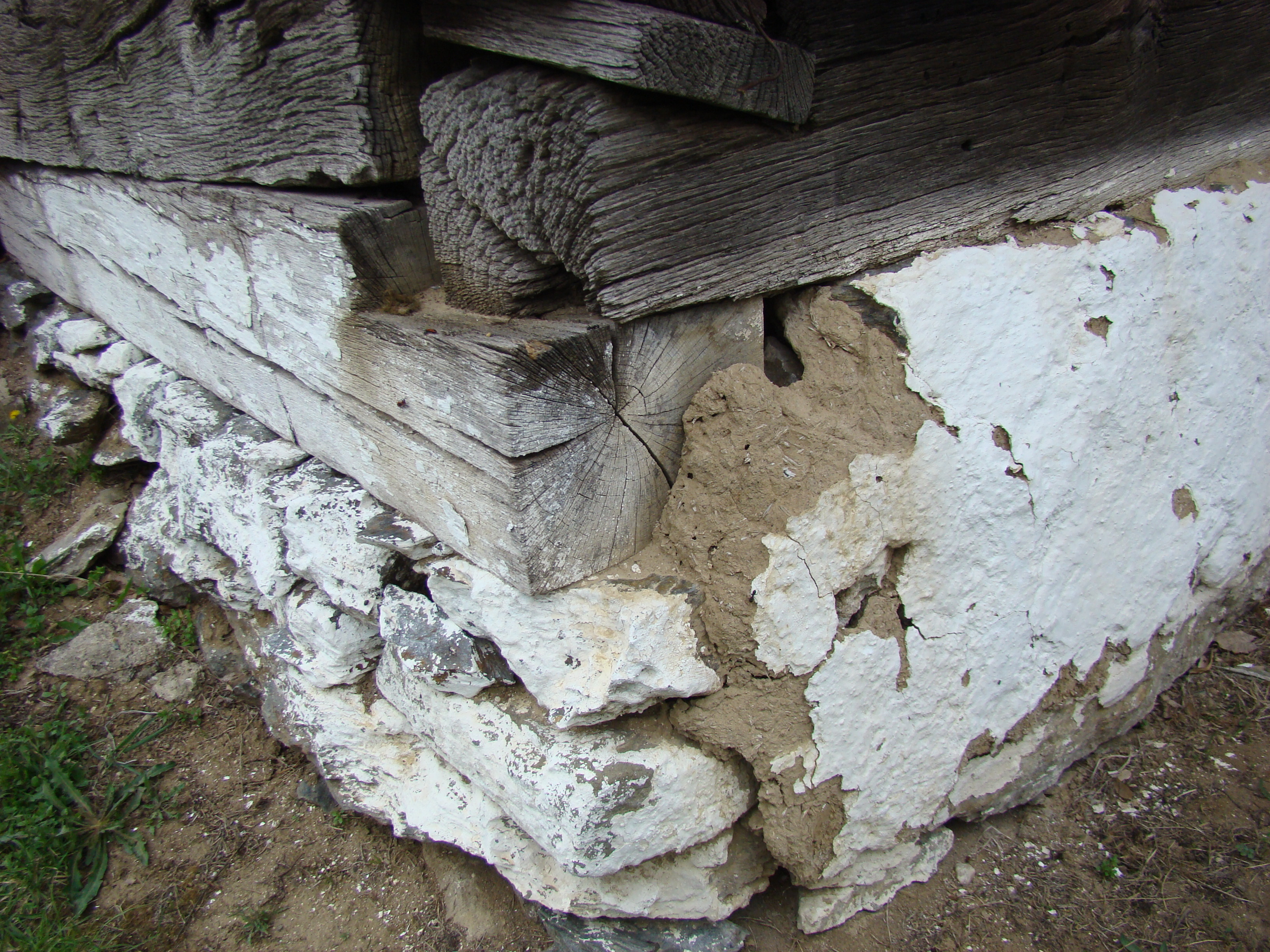
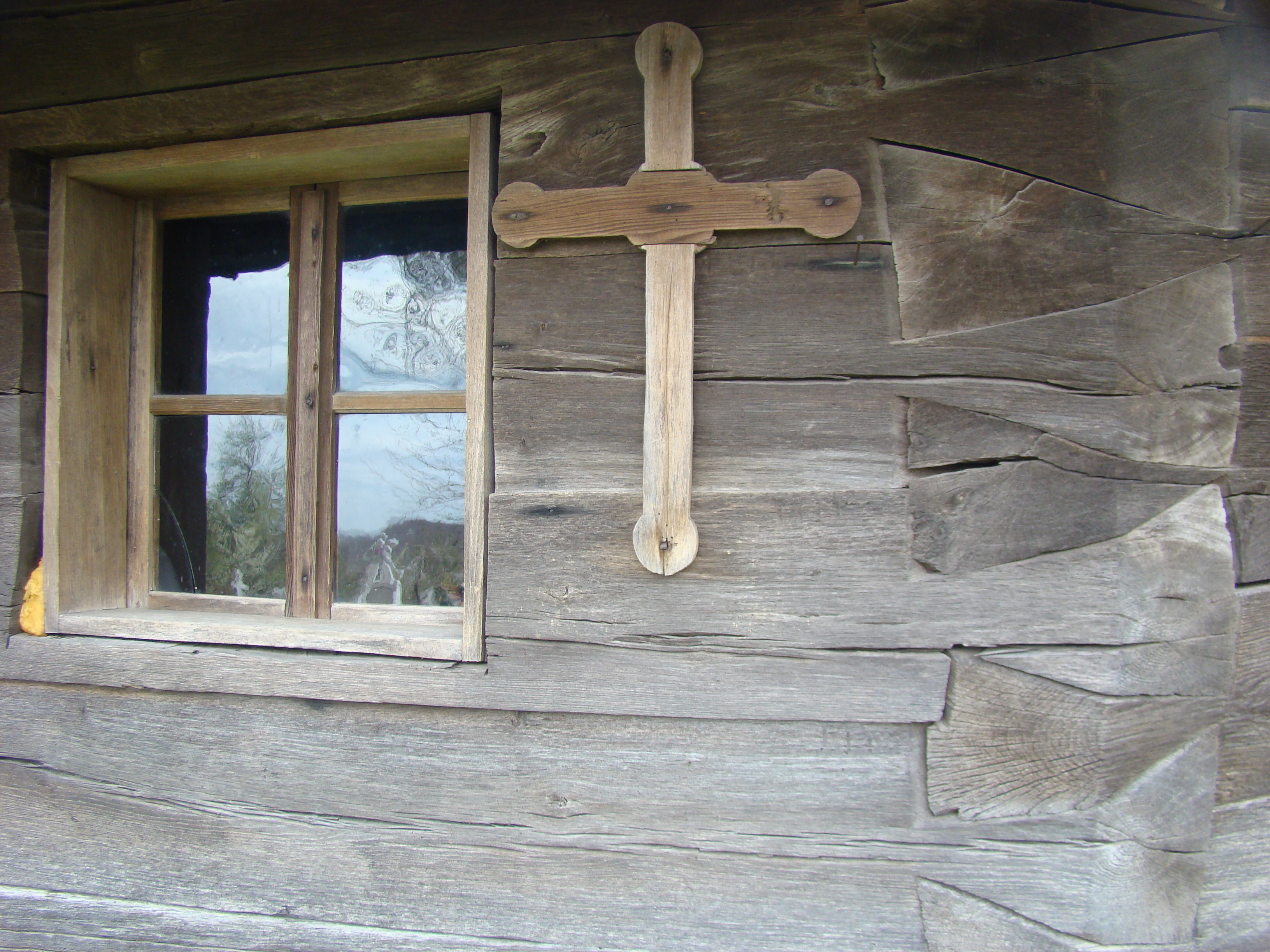
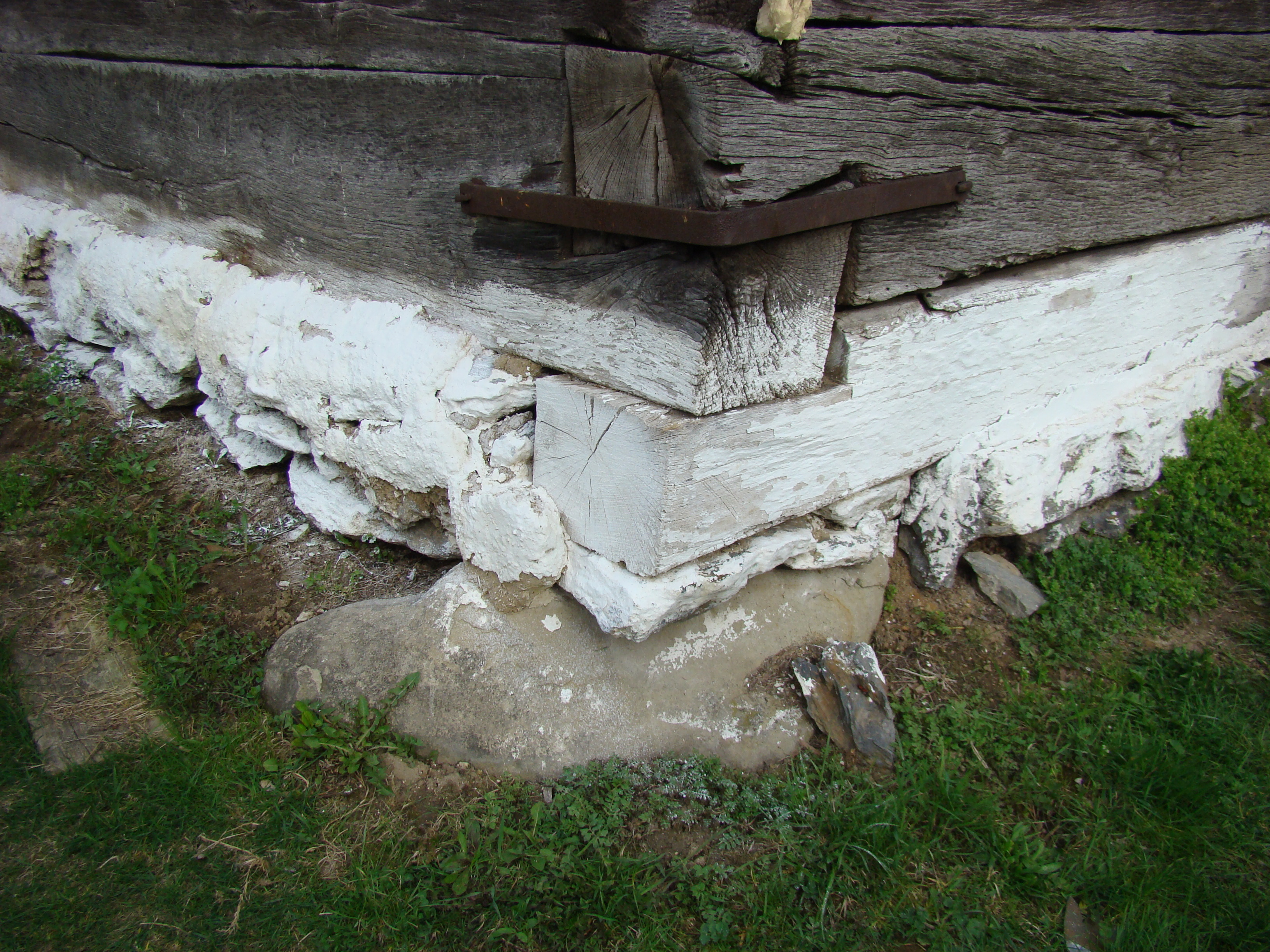
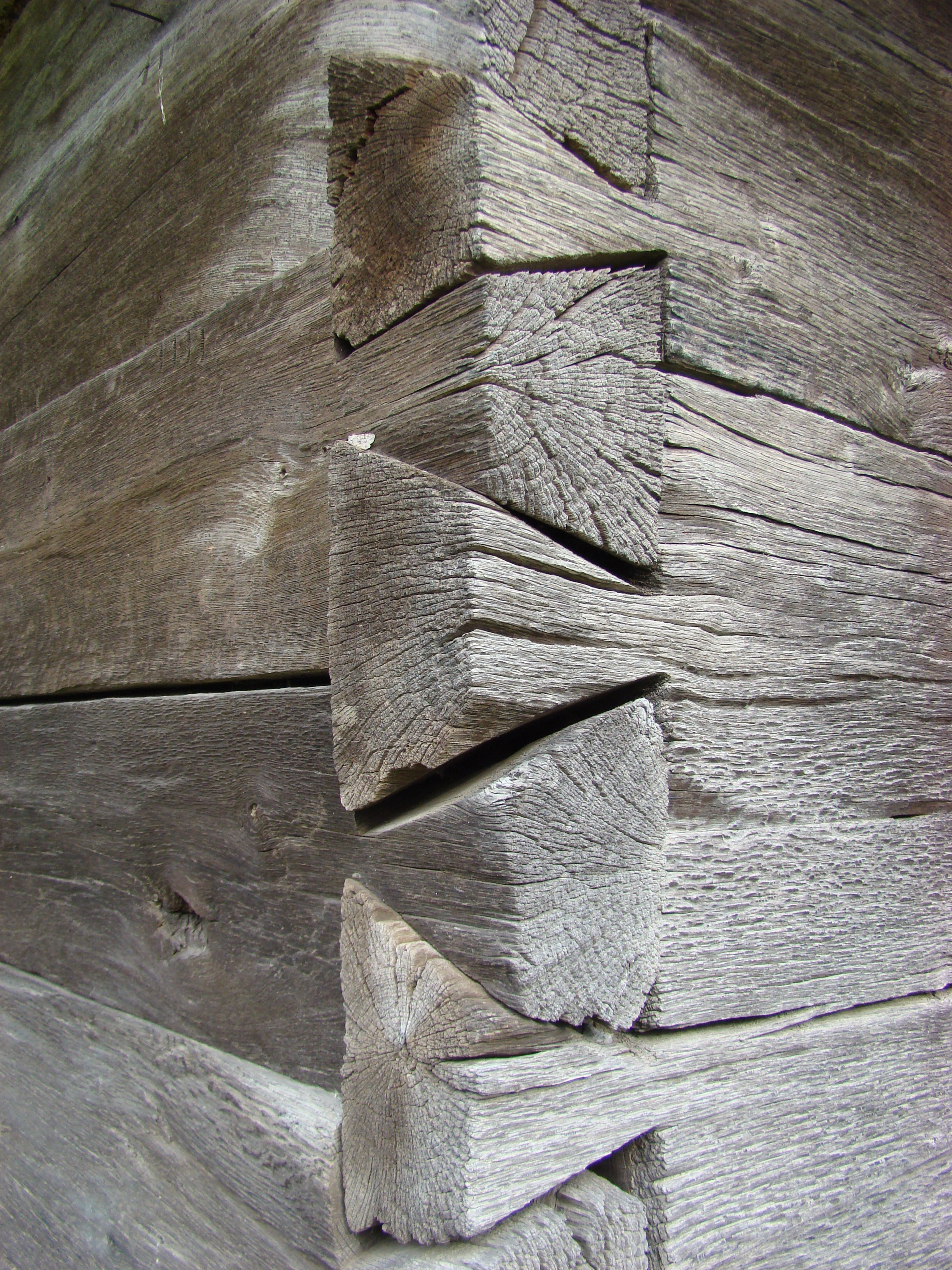
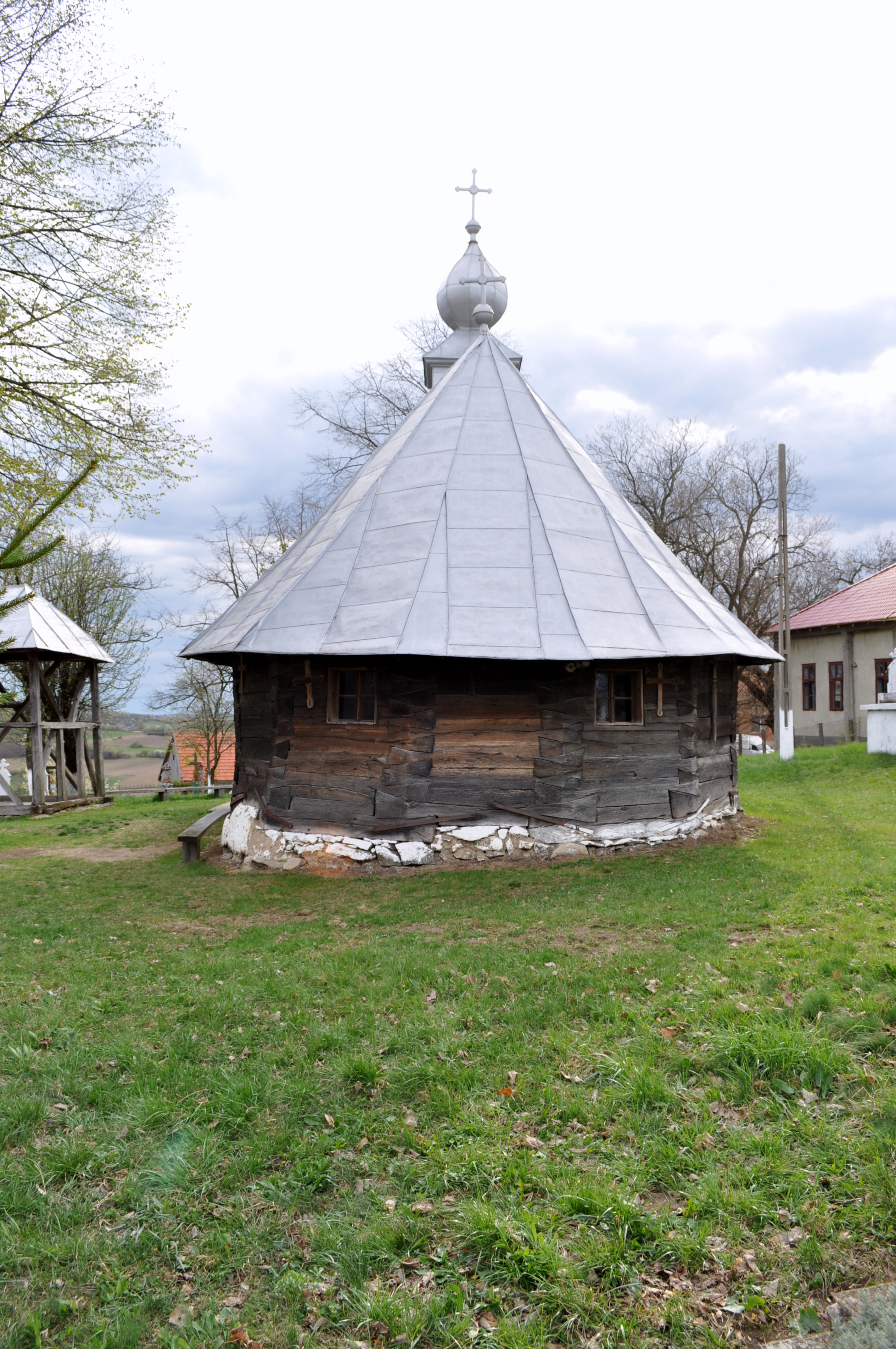
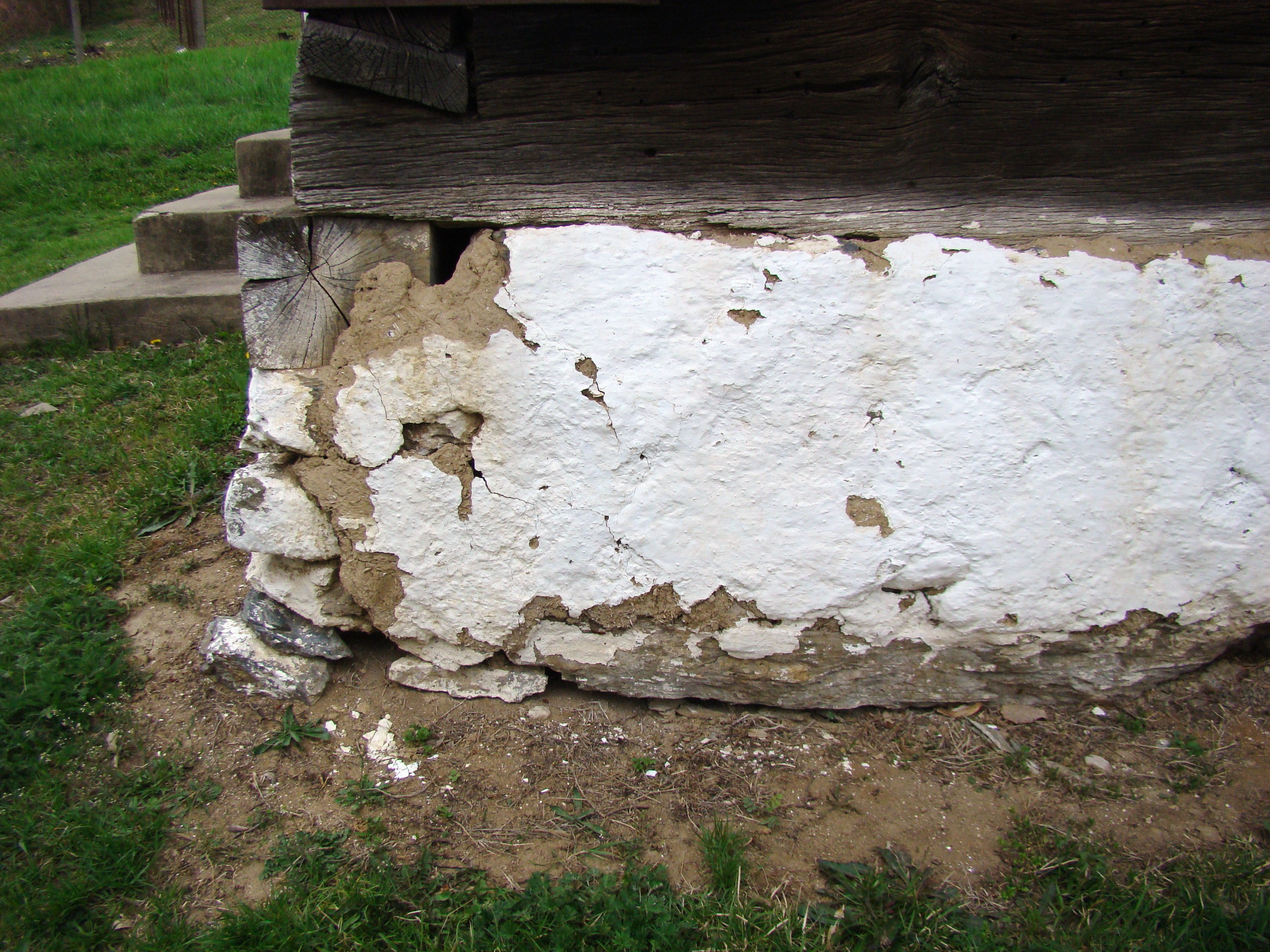
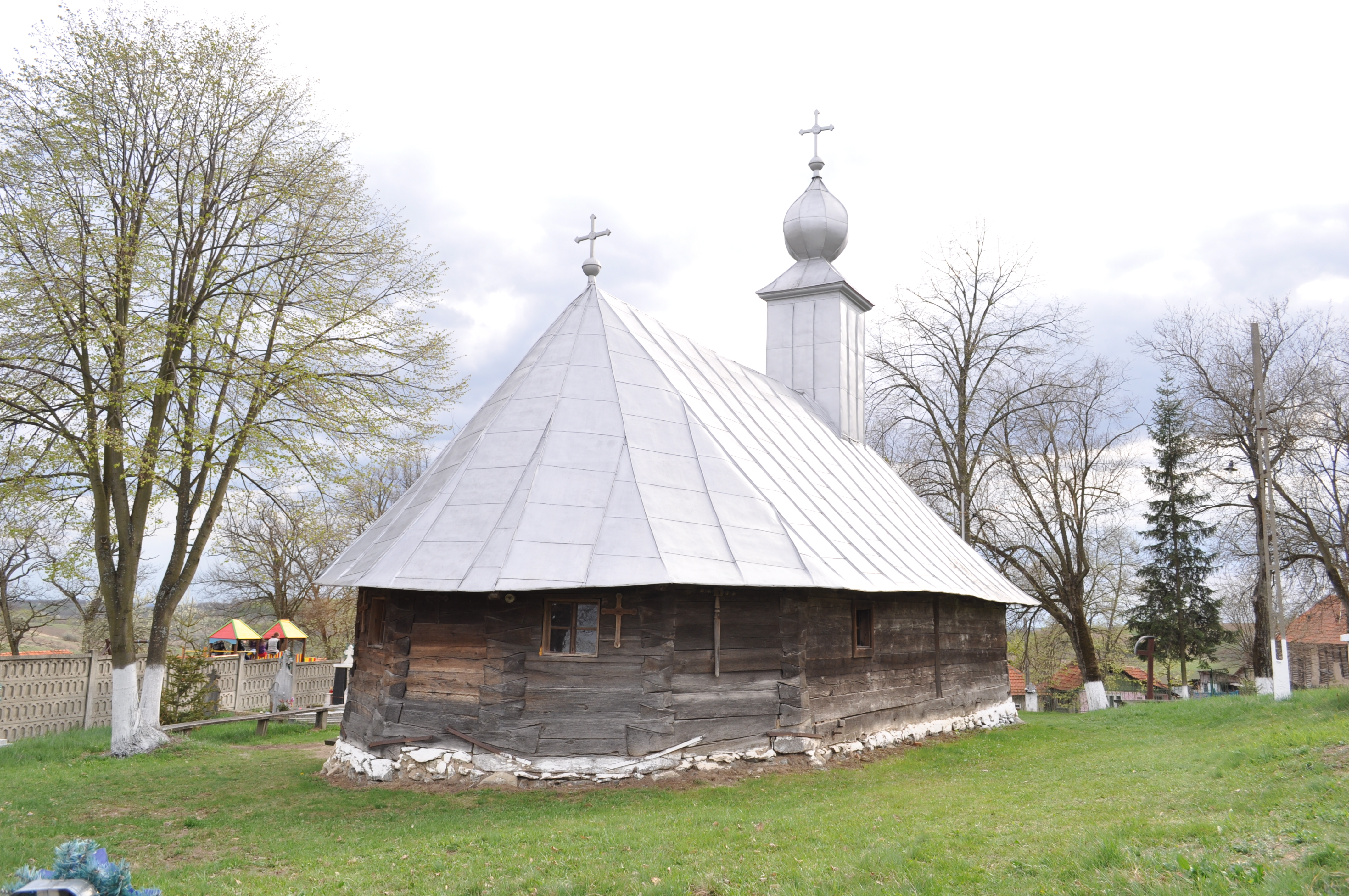
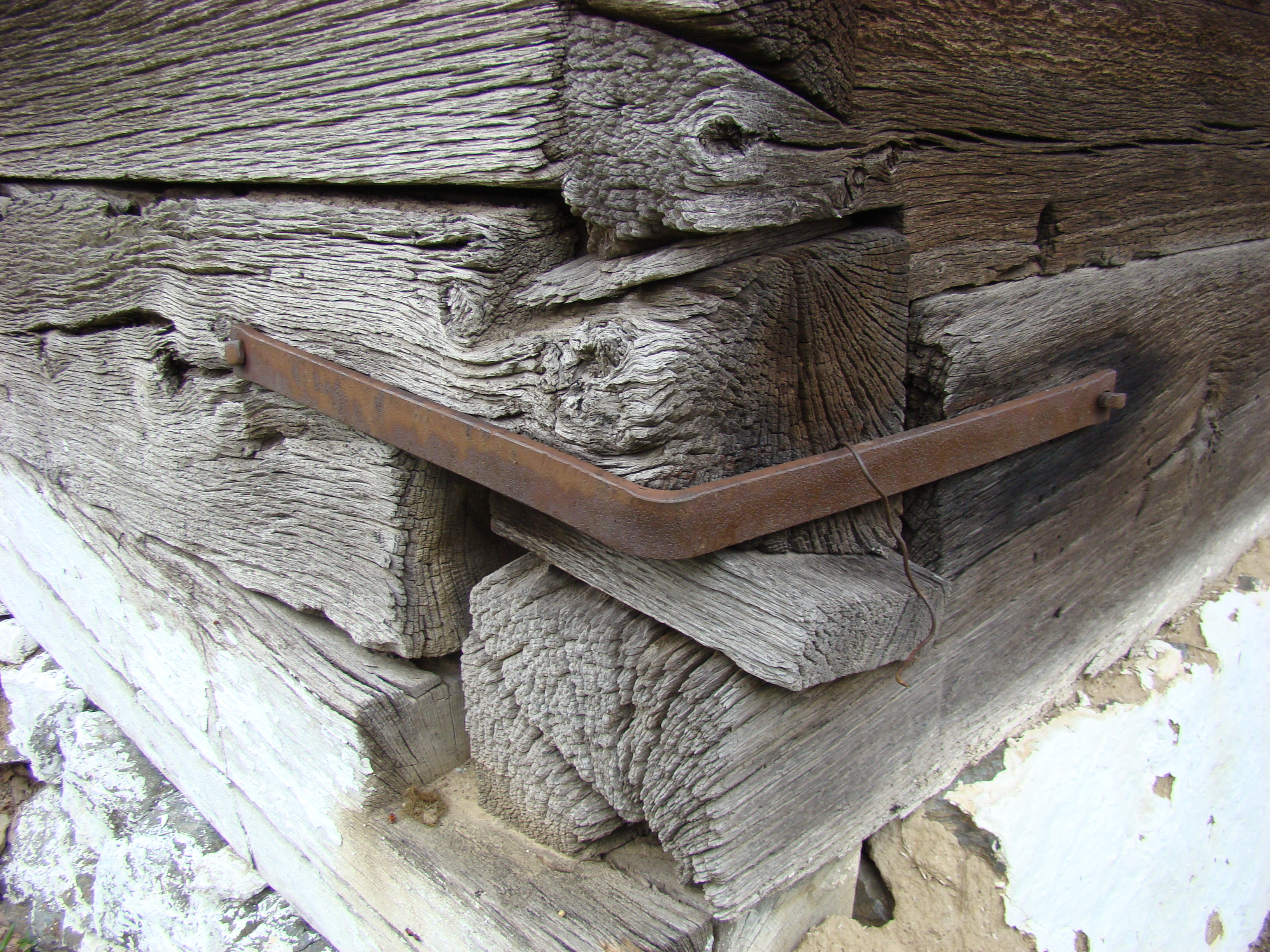
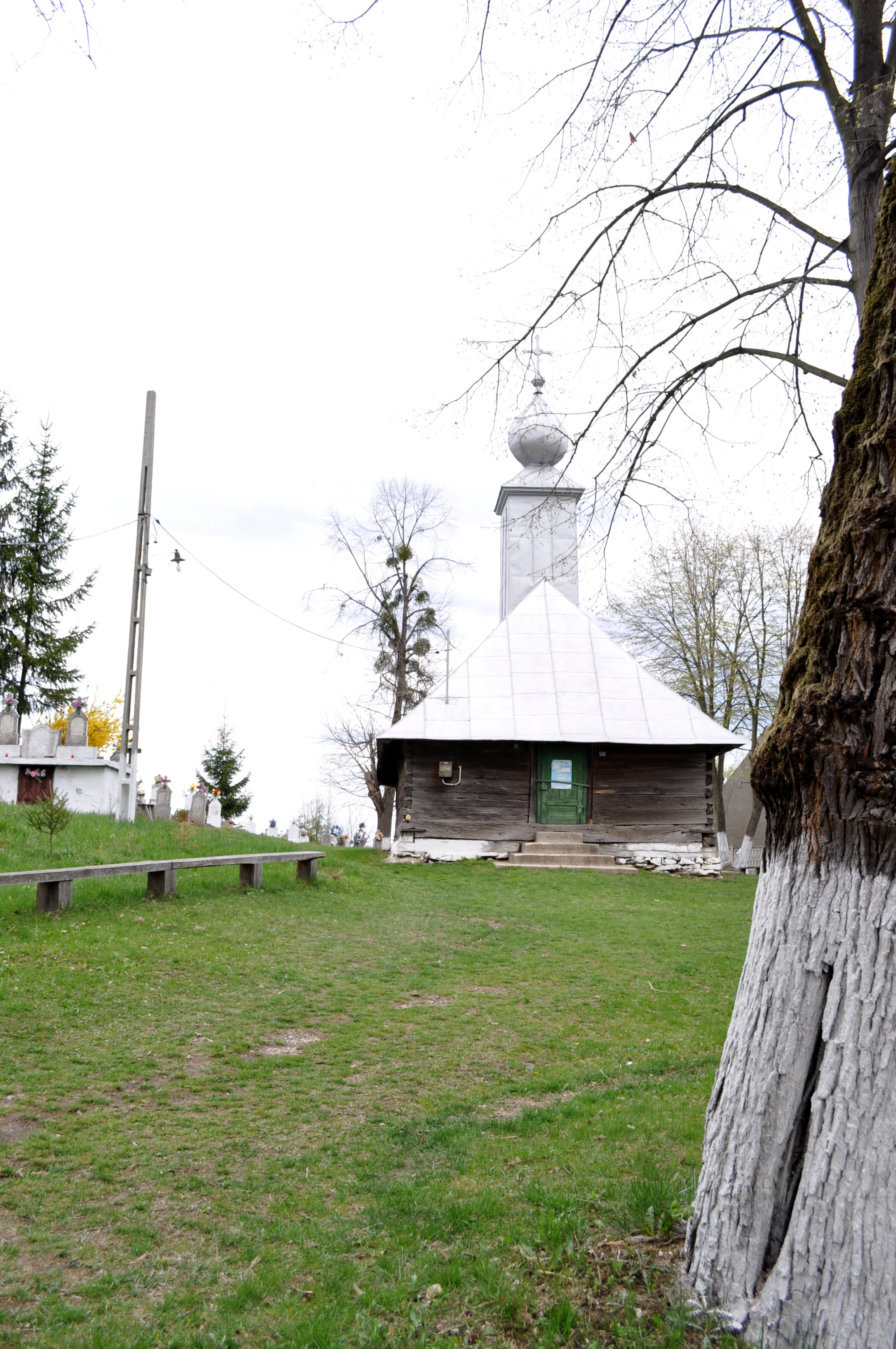

## Imagini din interior

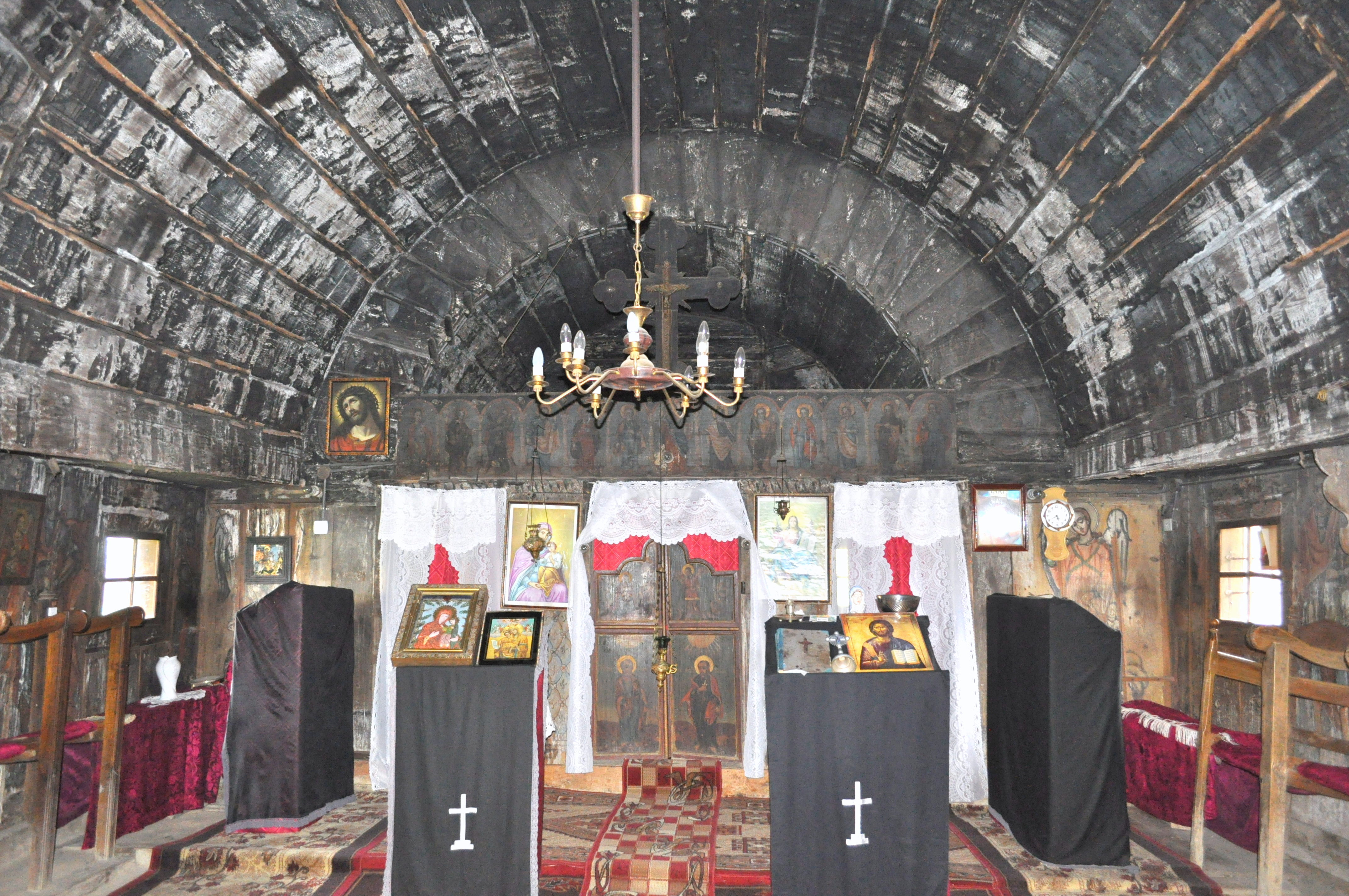
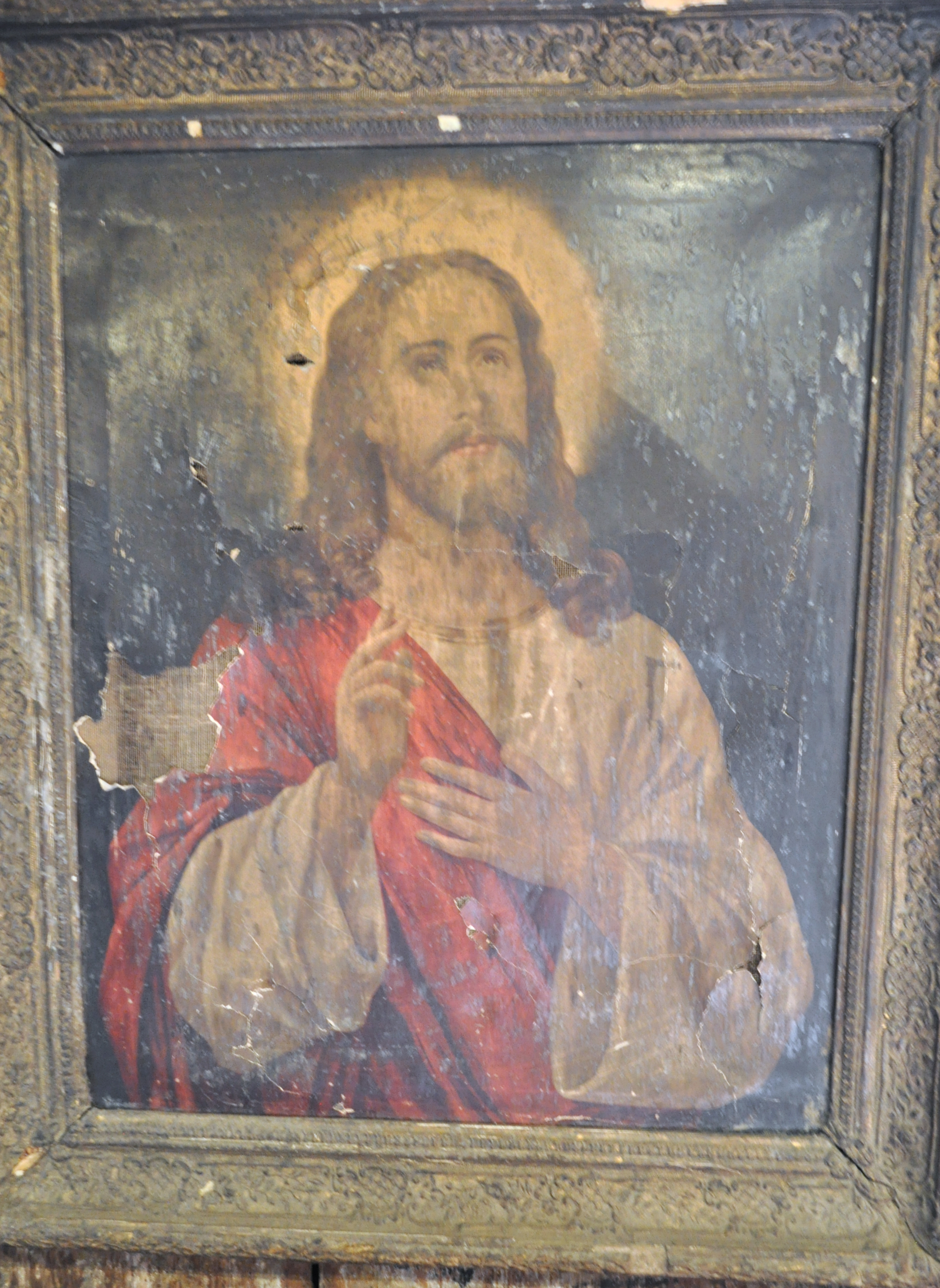
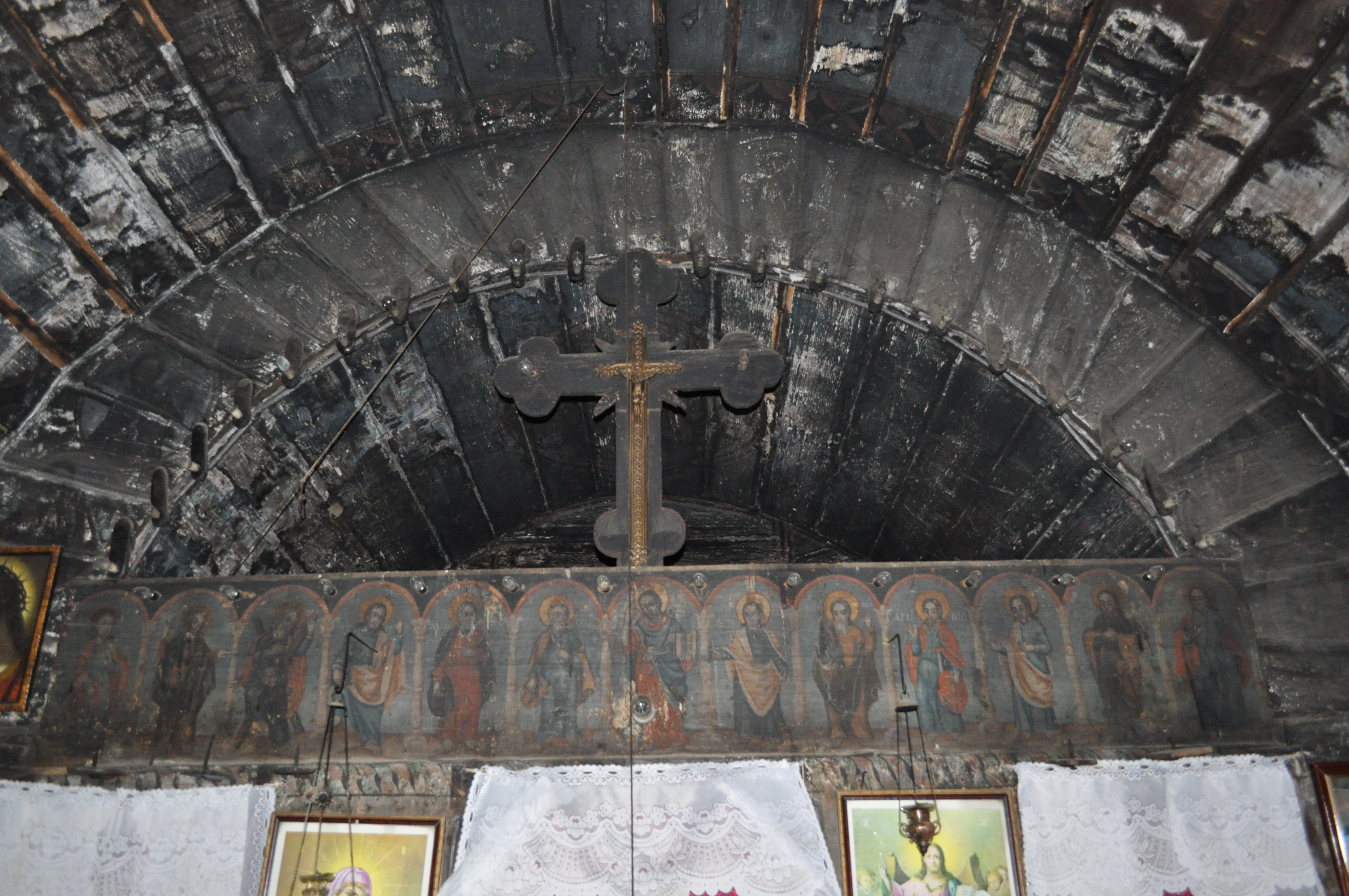
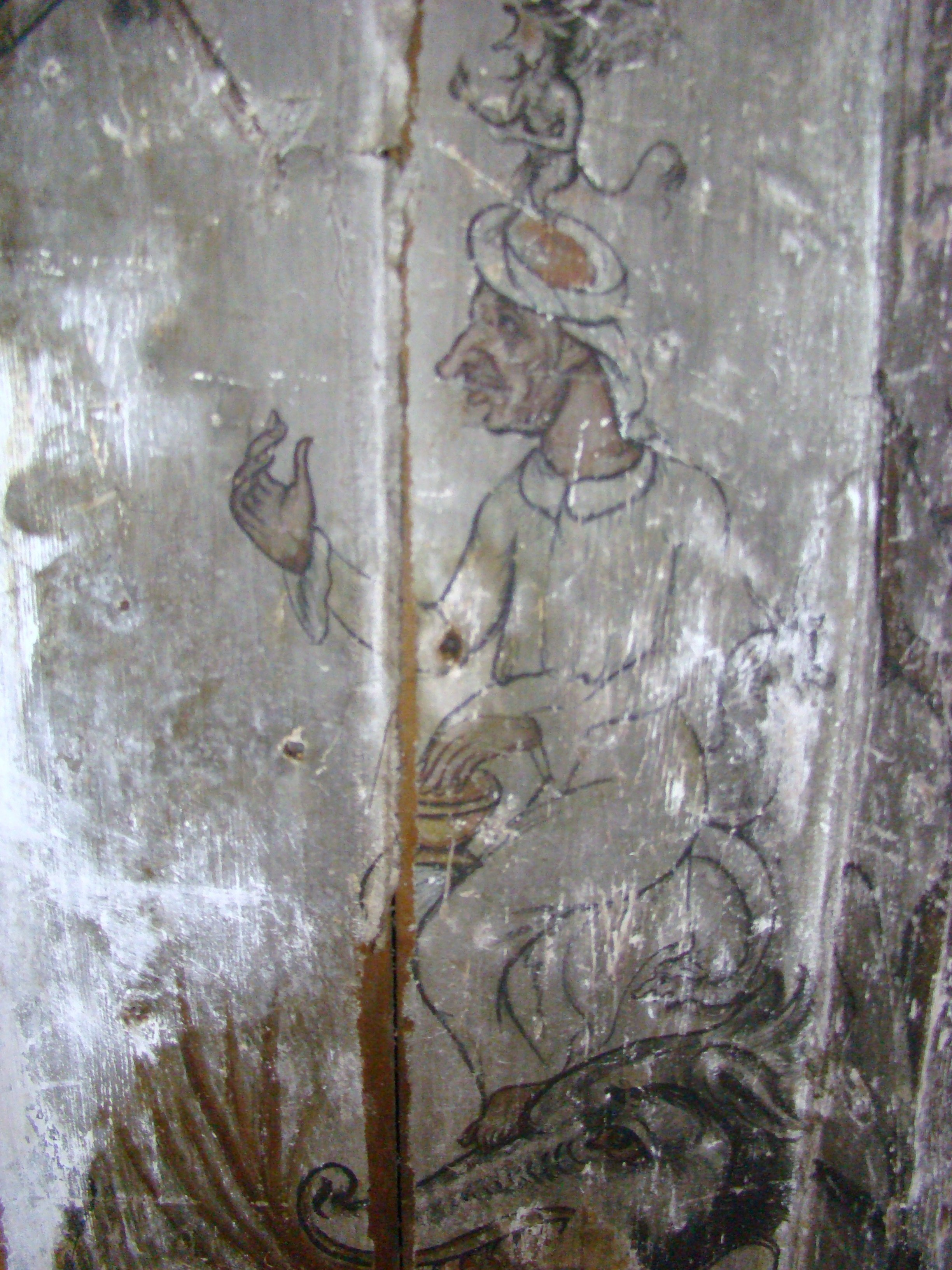
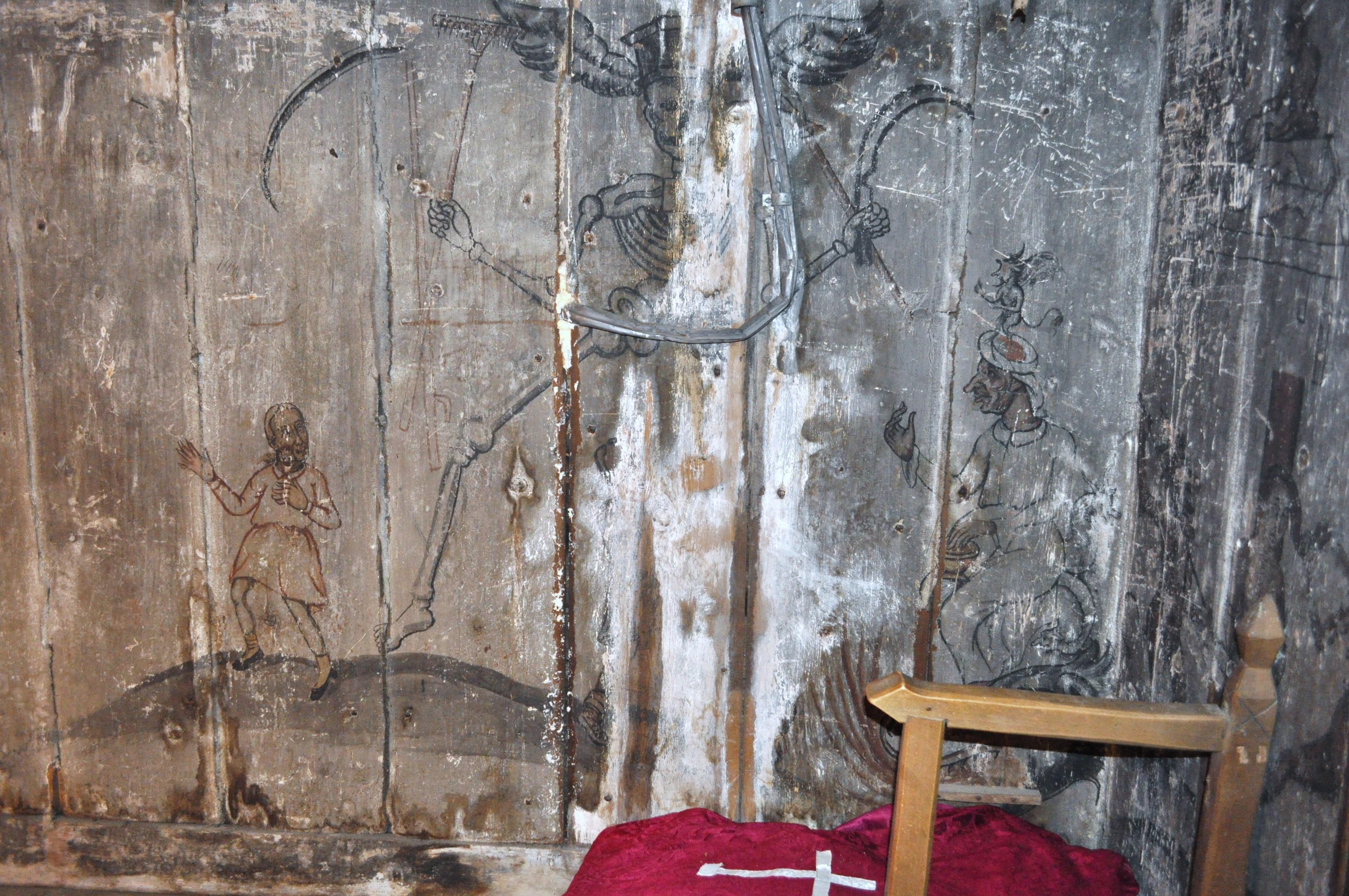
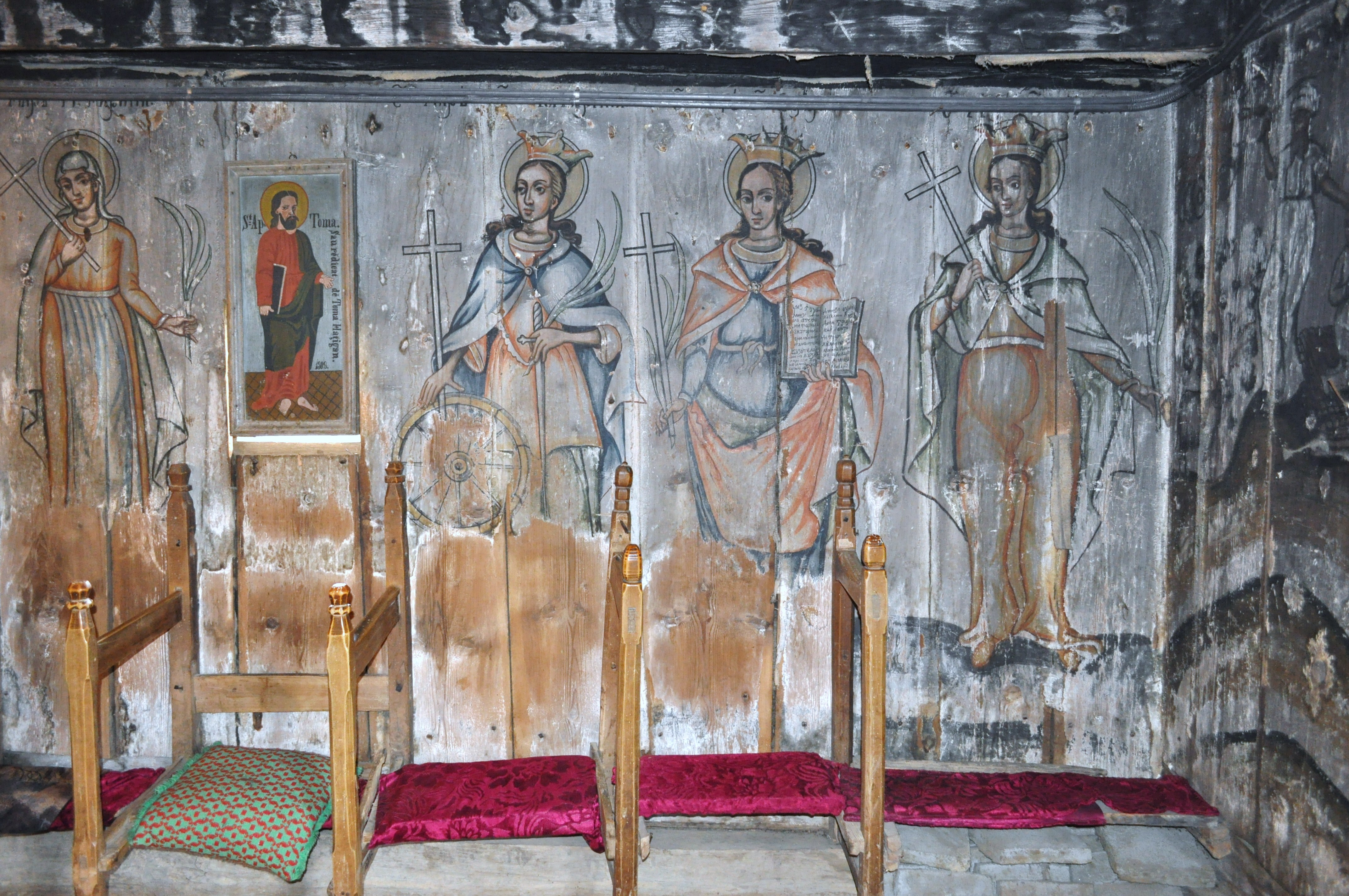
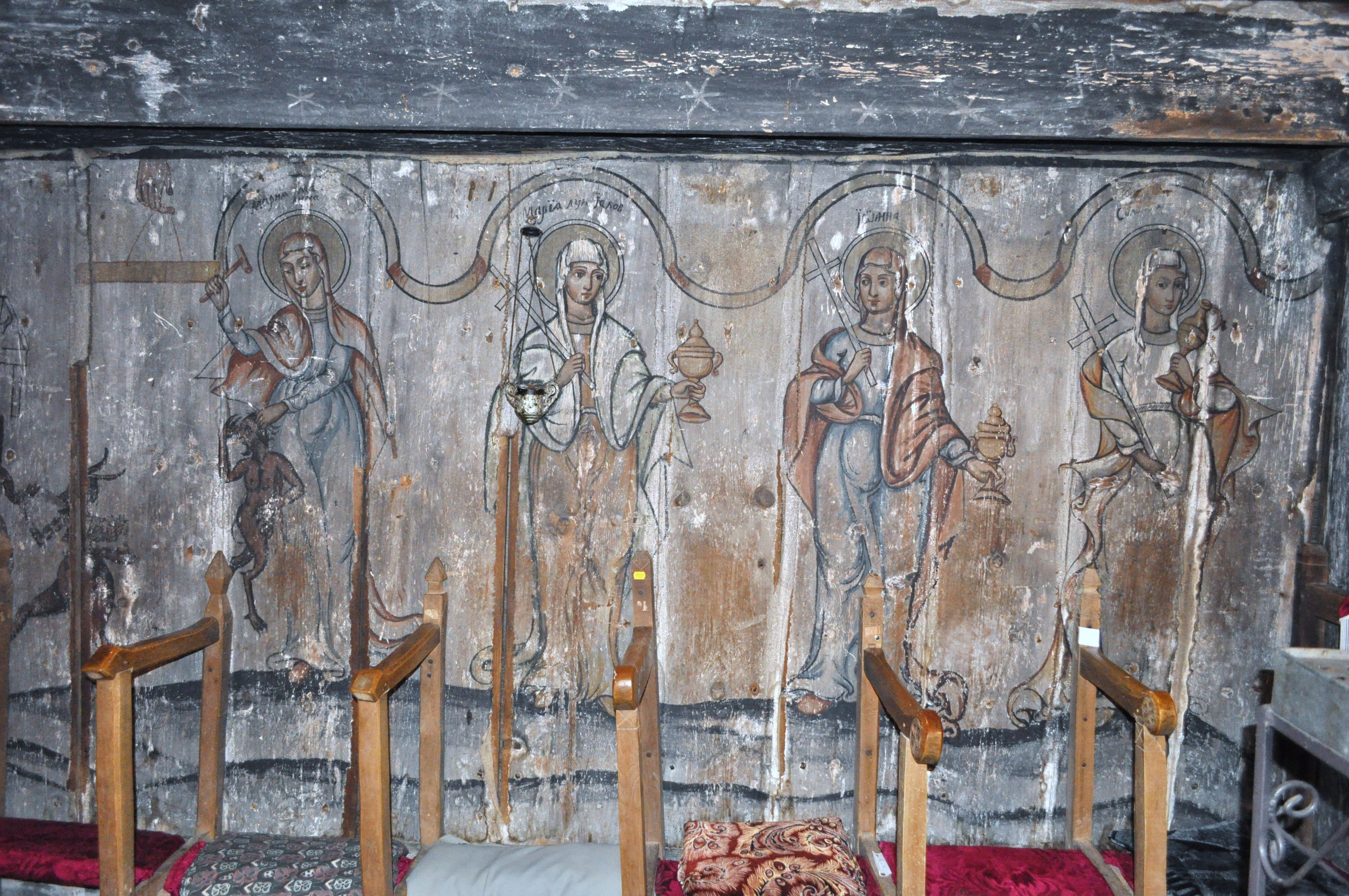
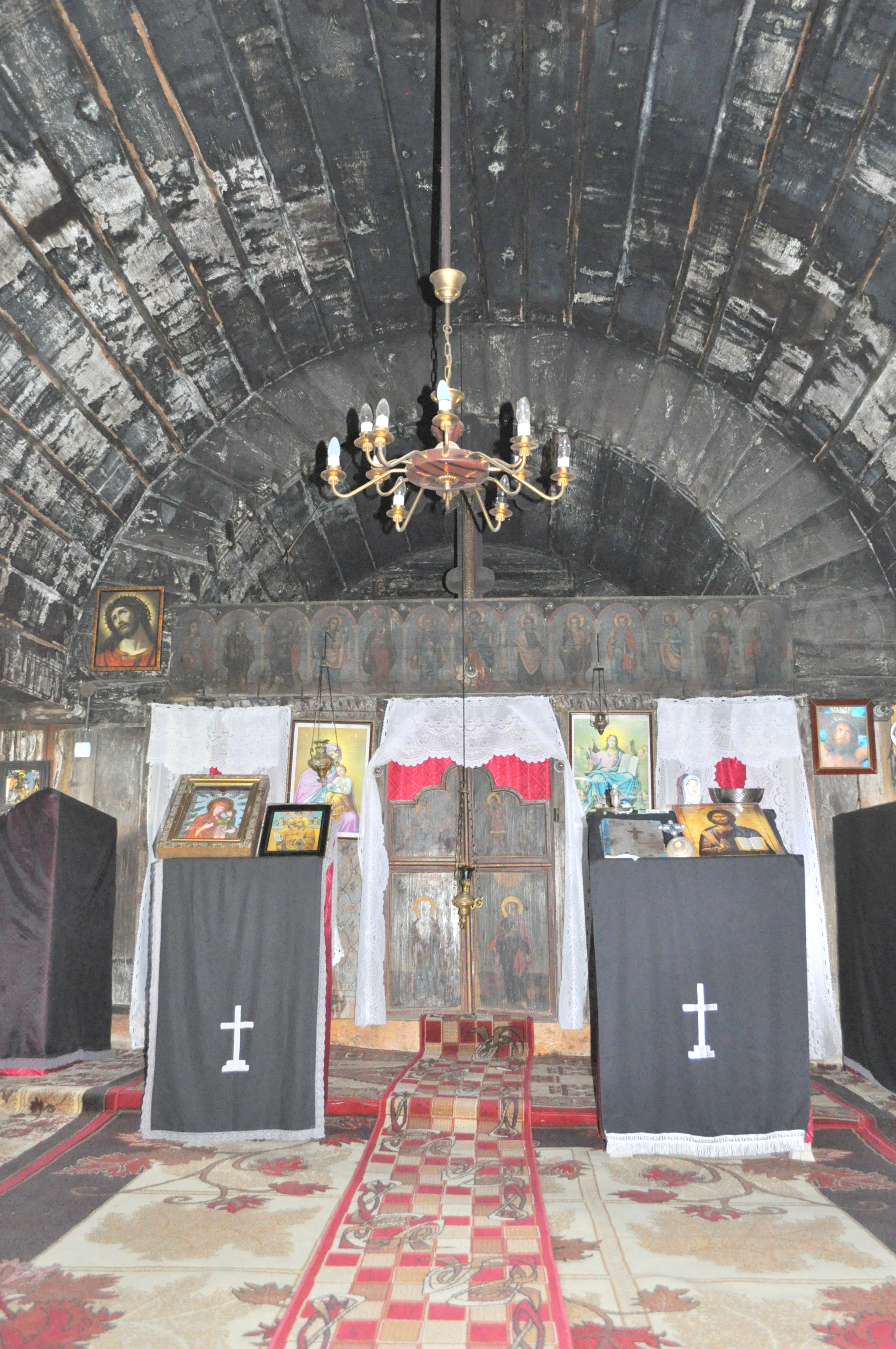
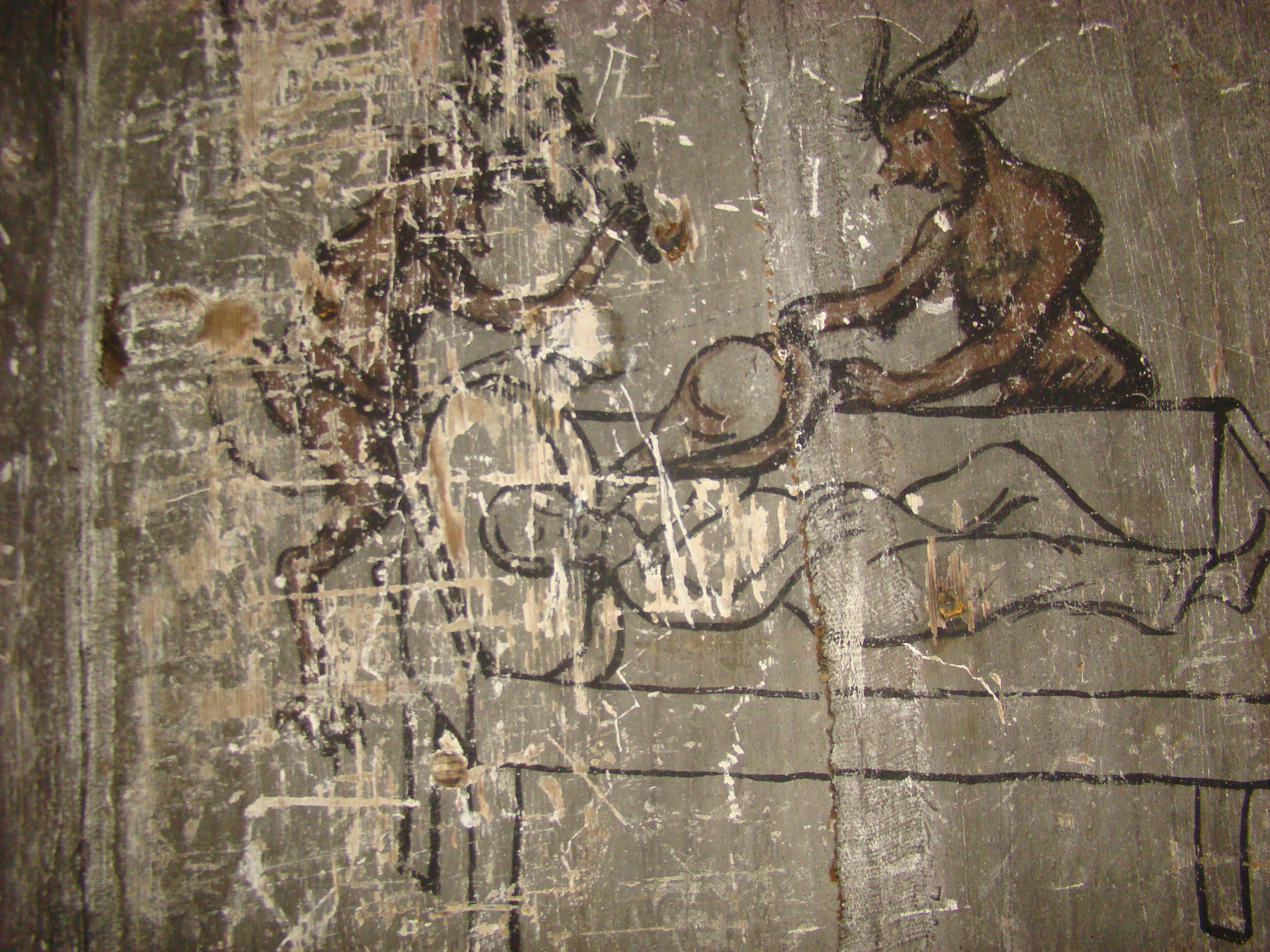
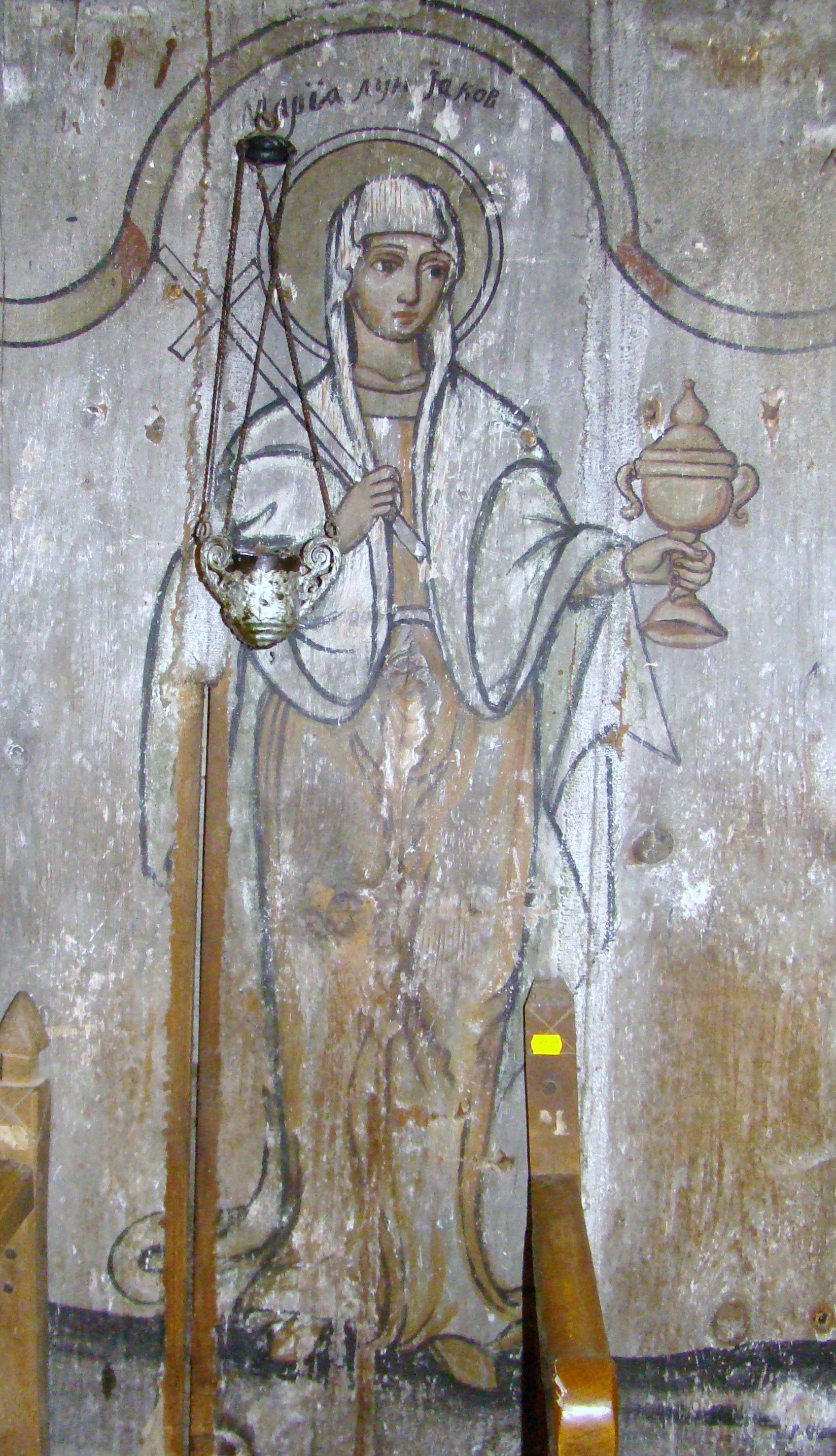
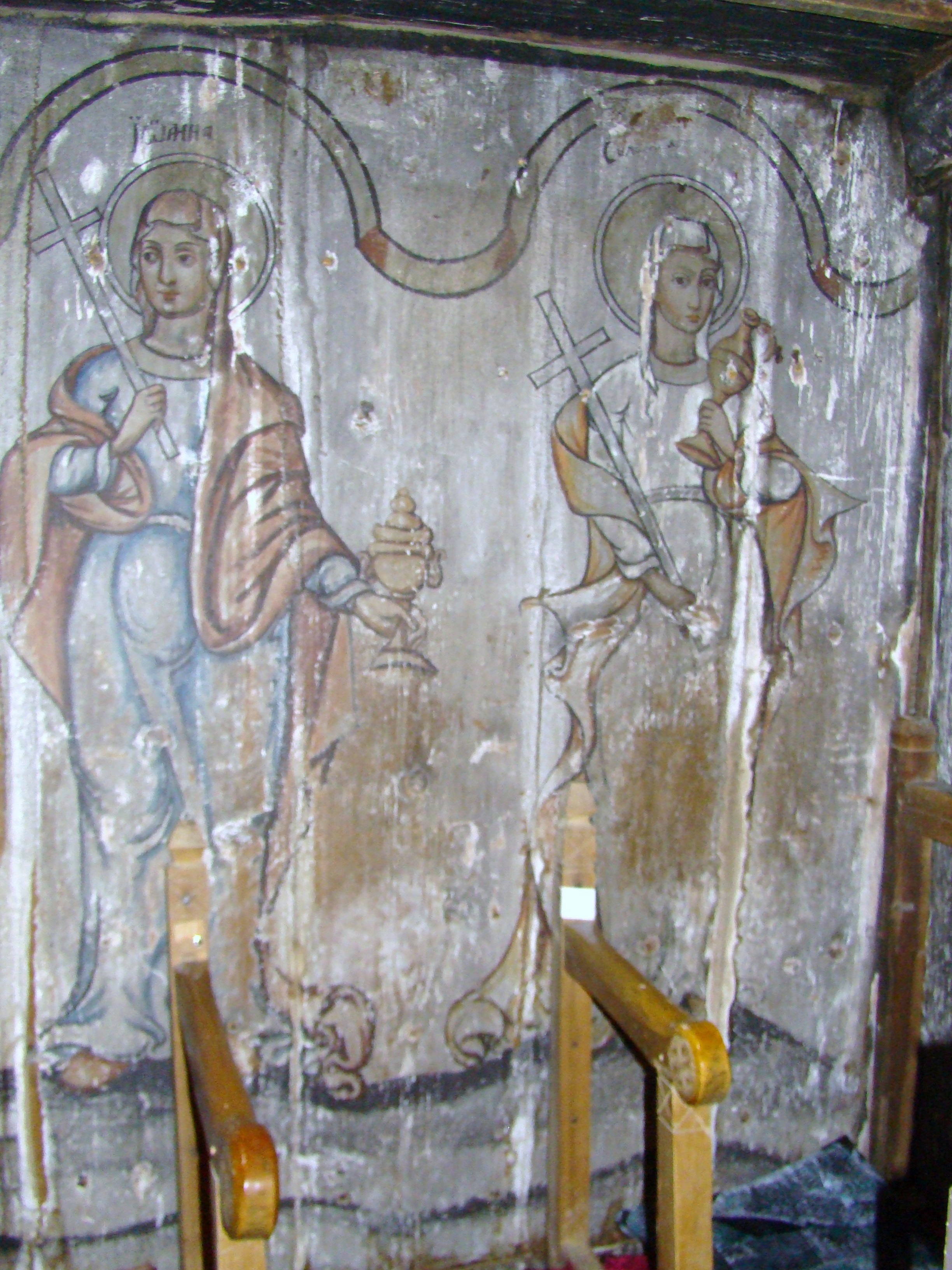
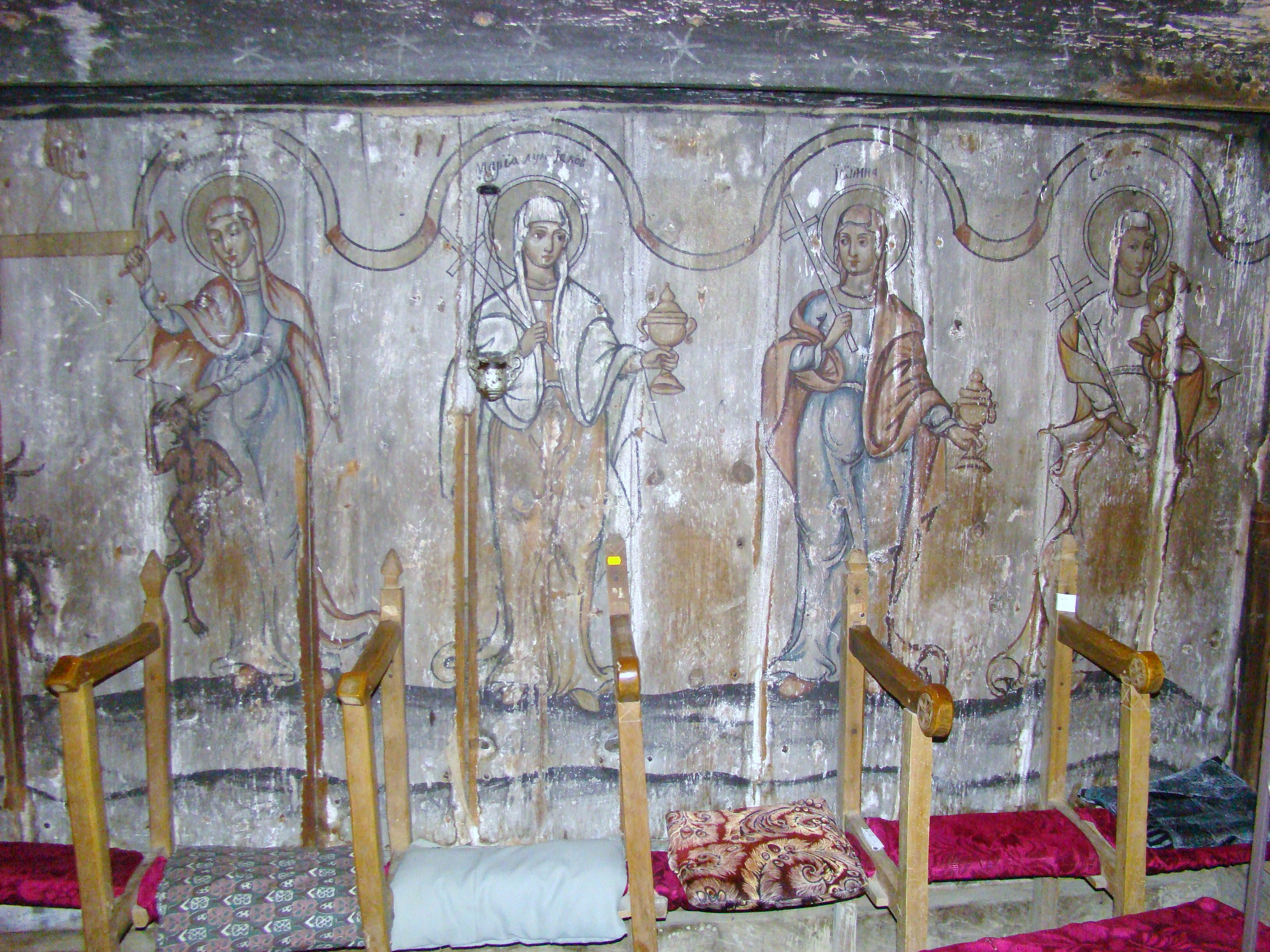
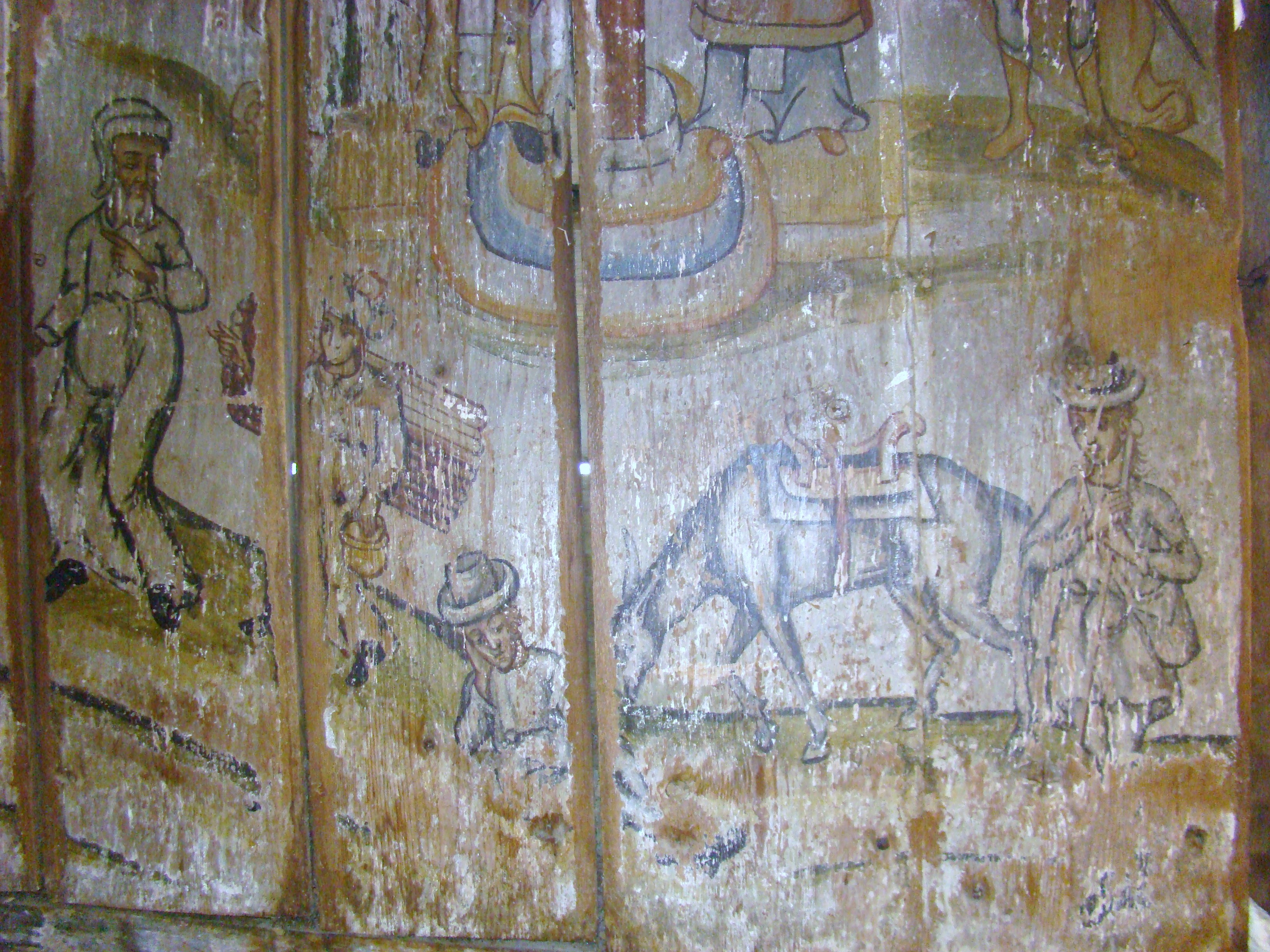
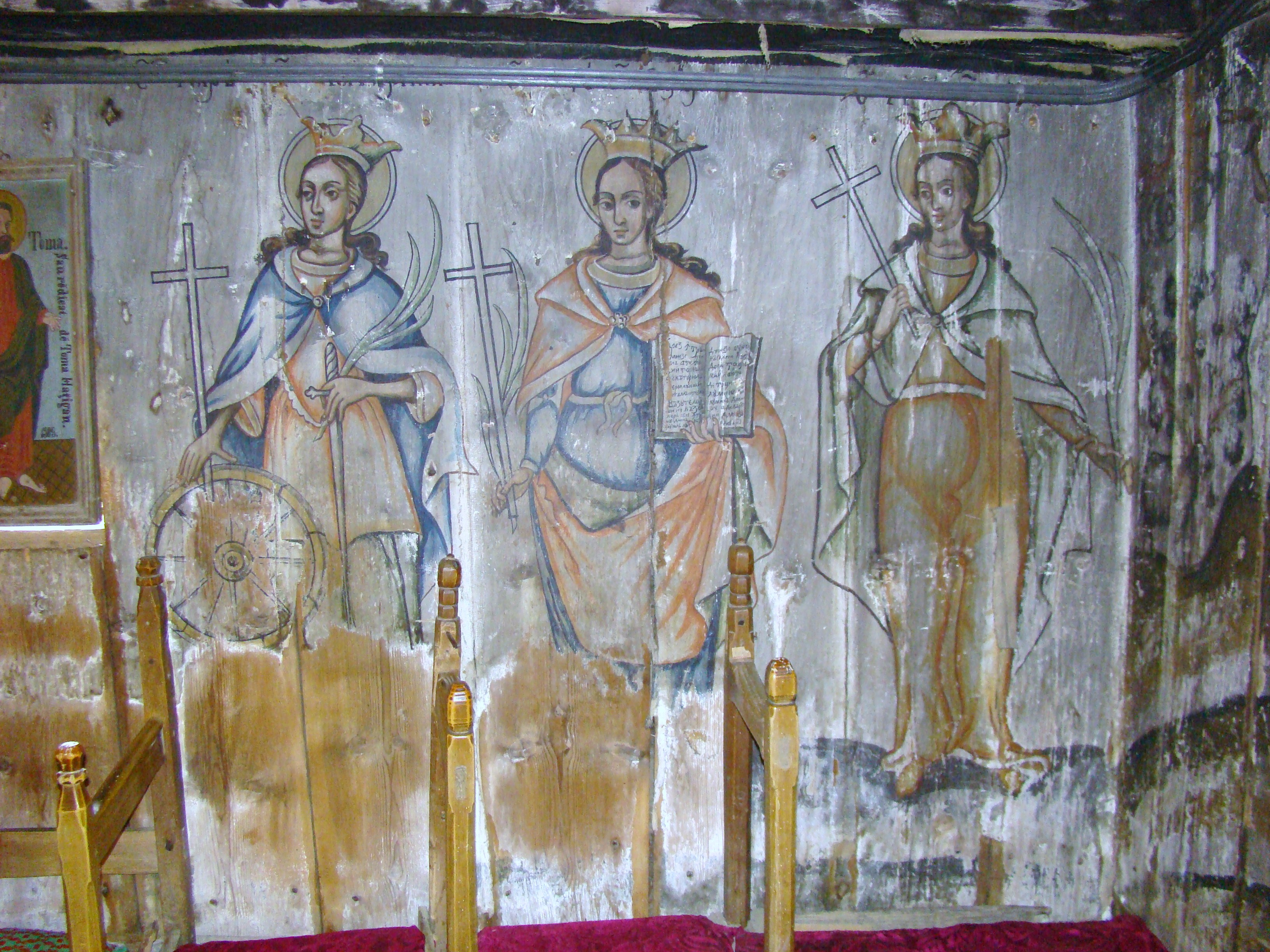
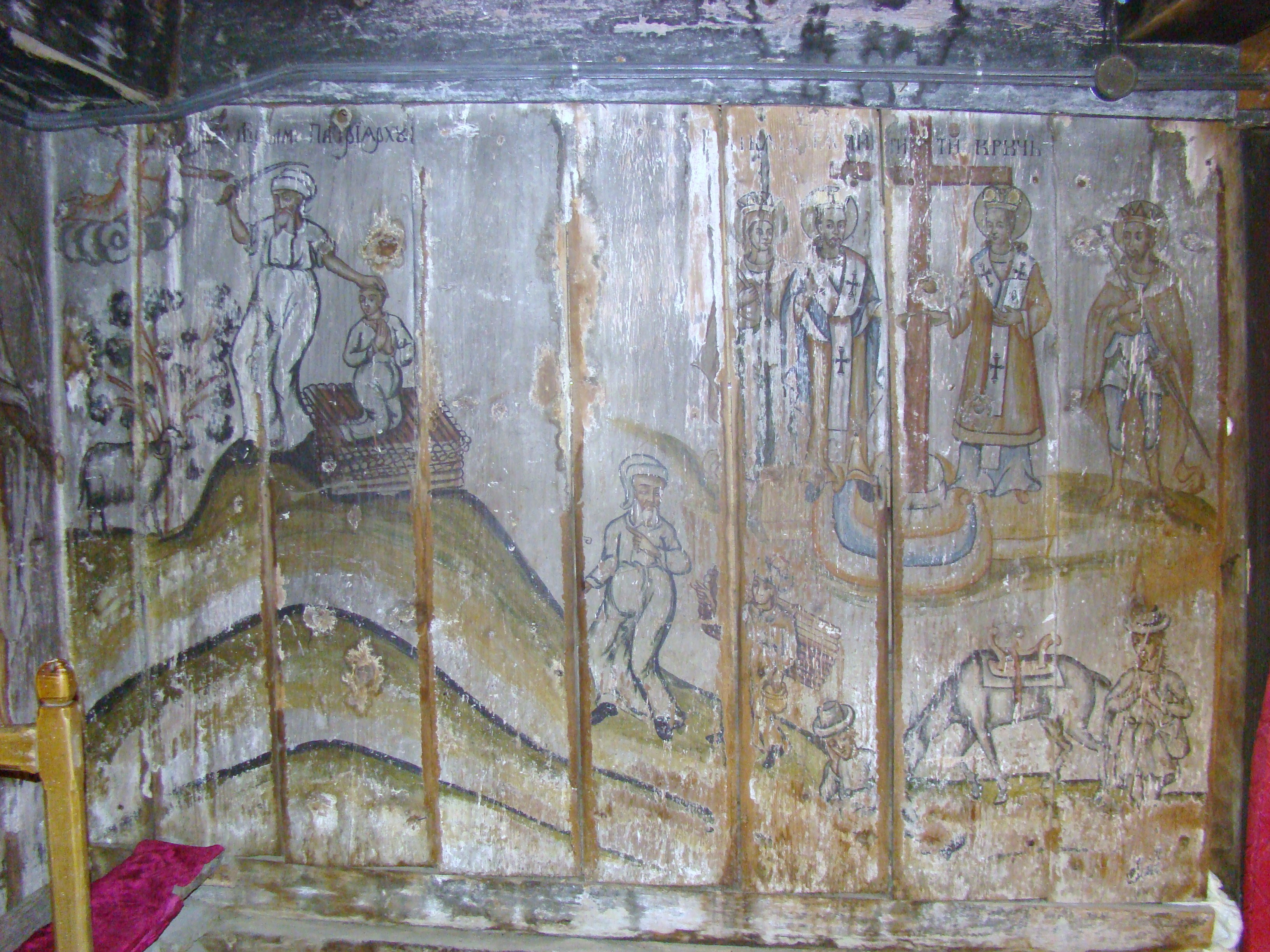
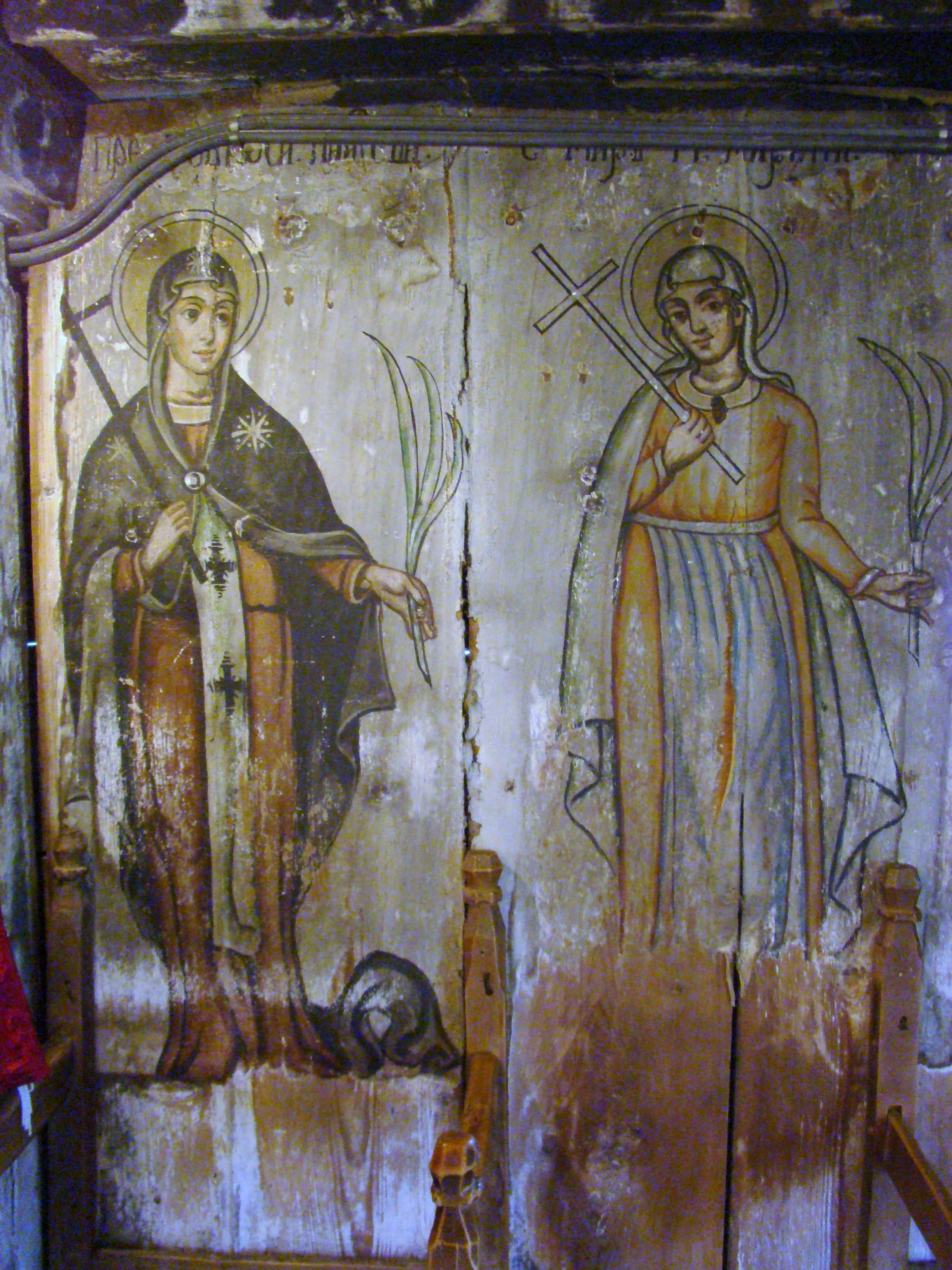
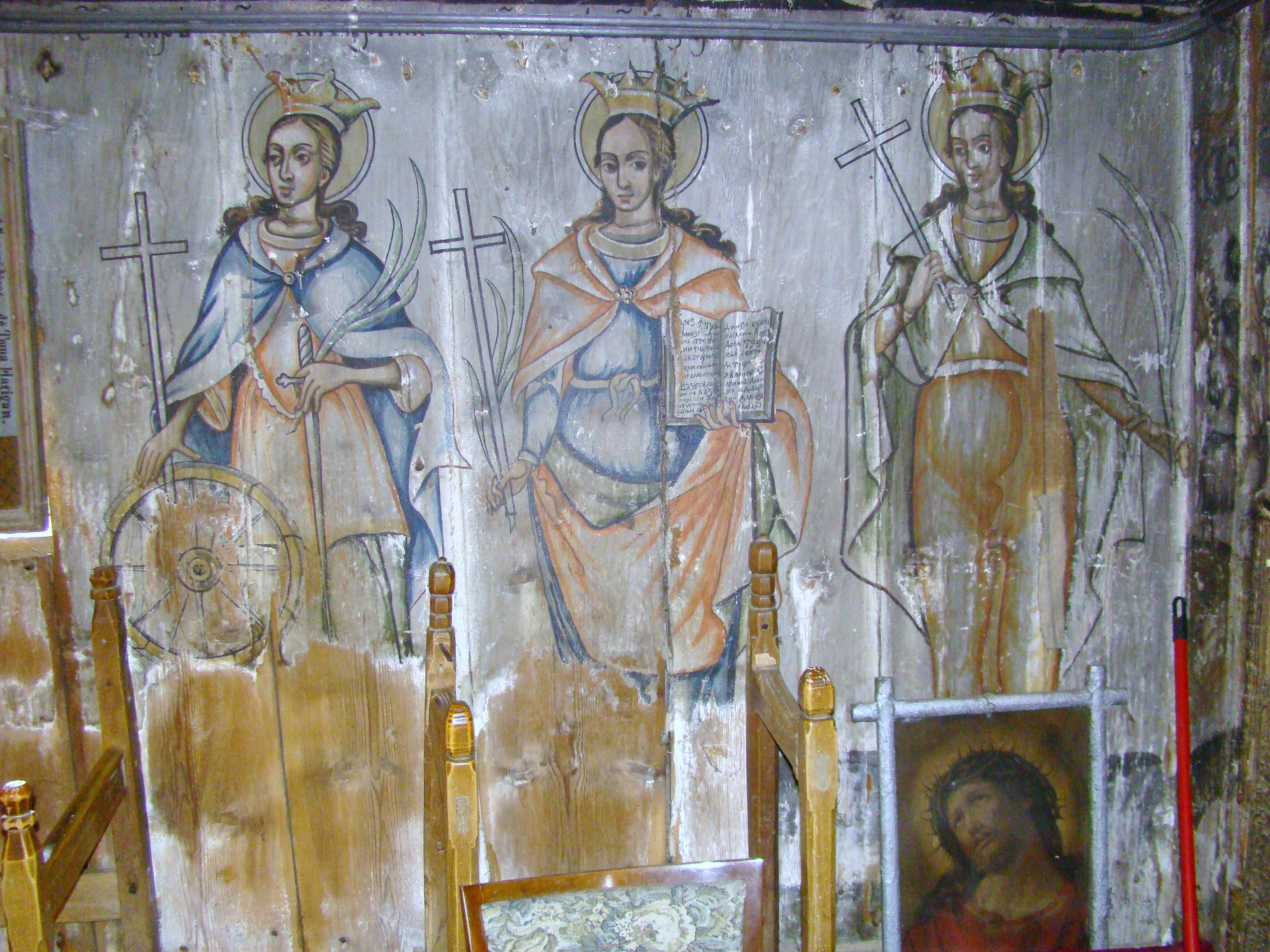
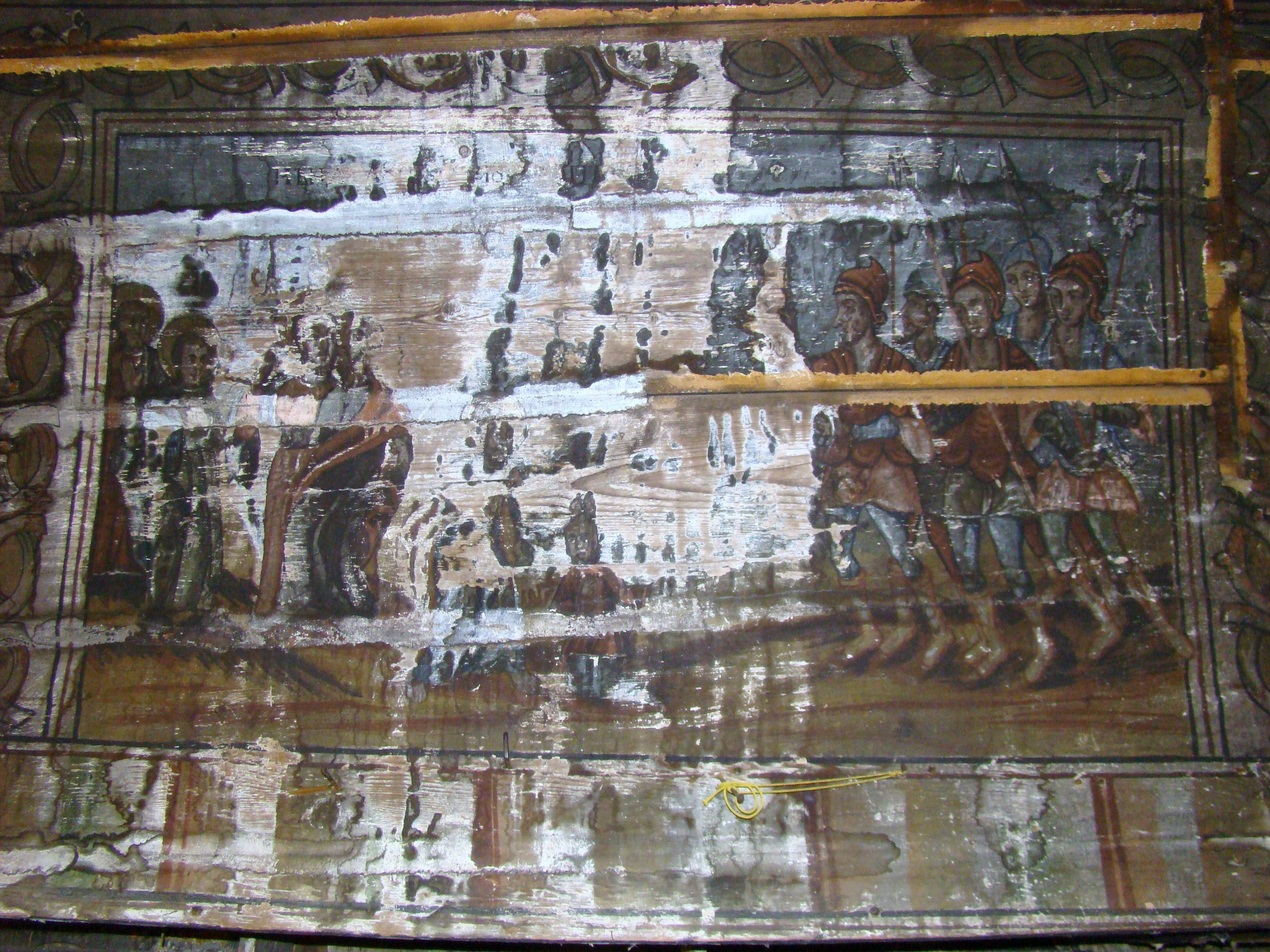
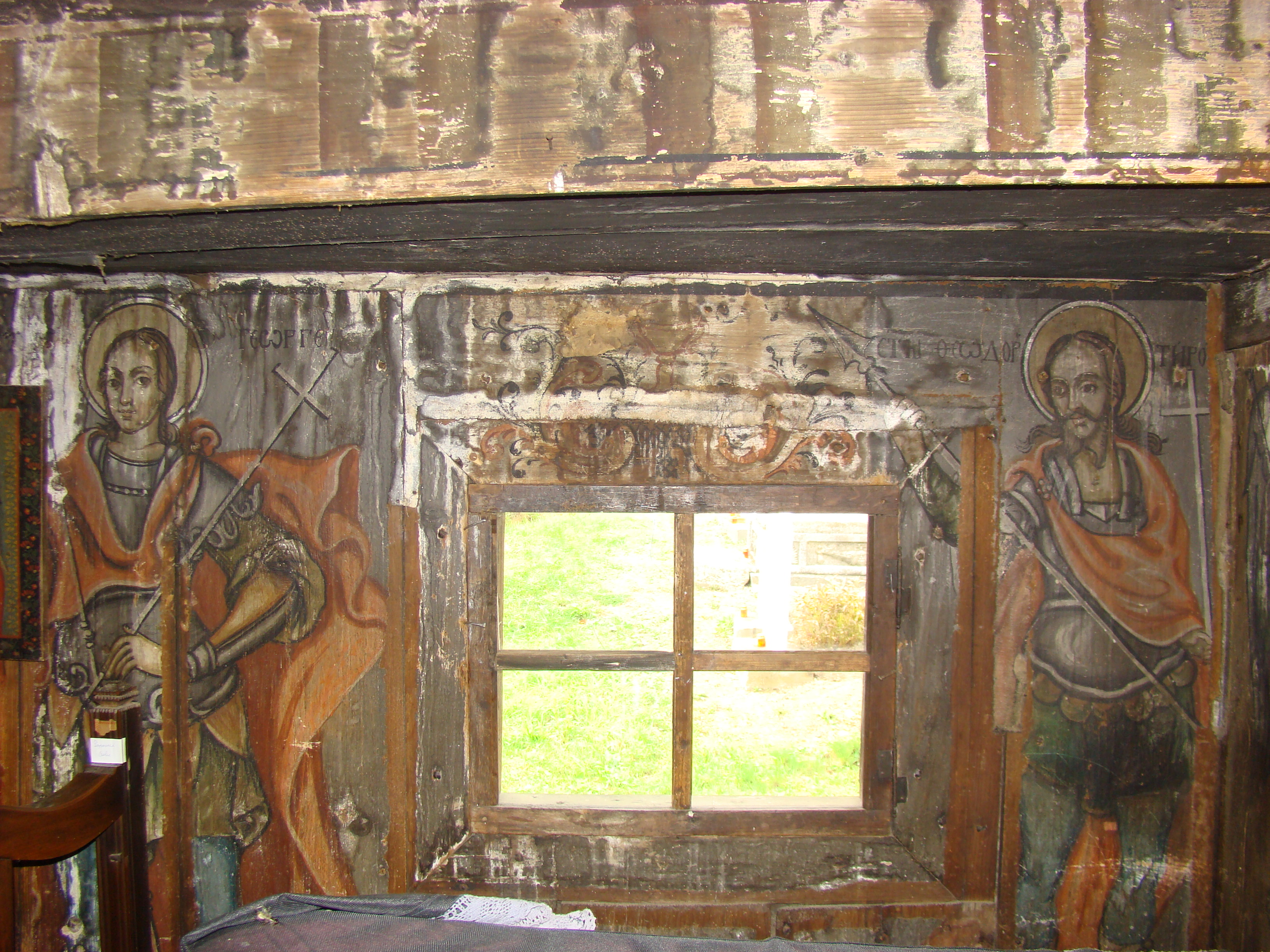
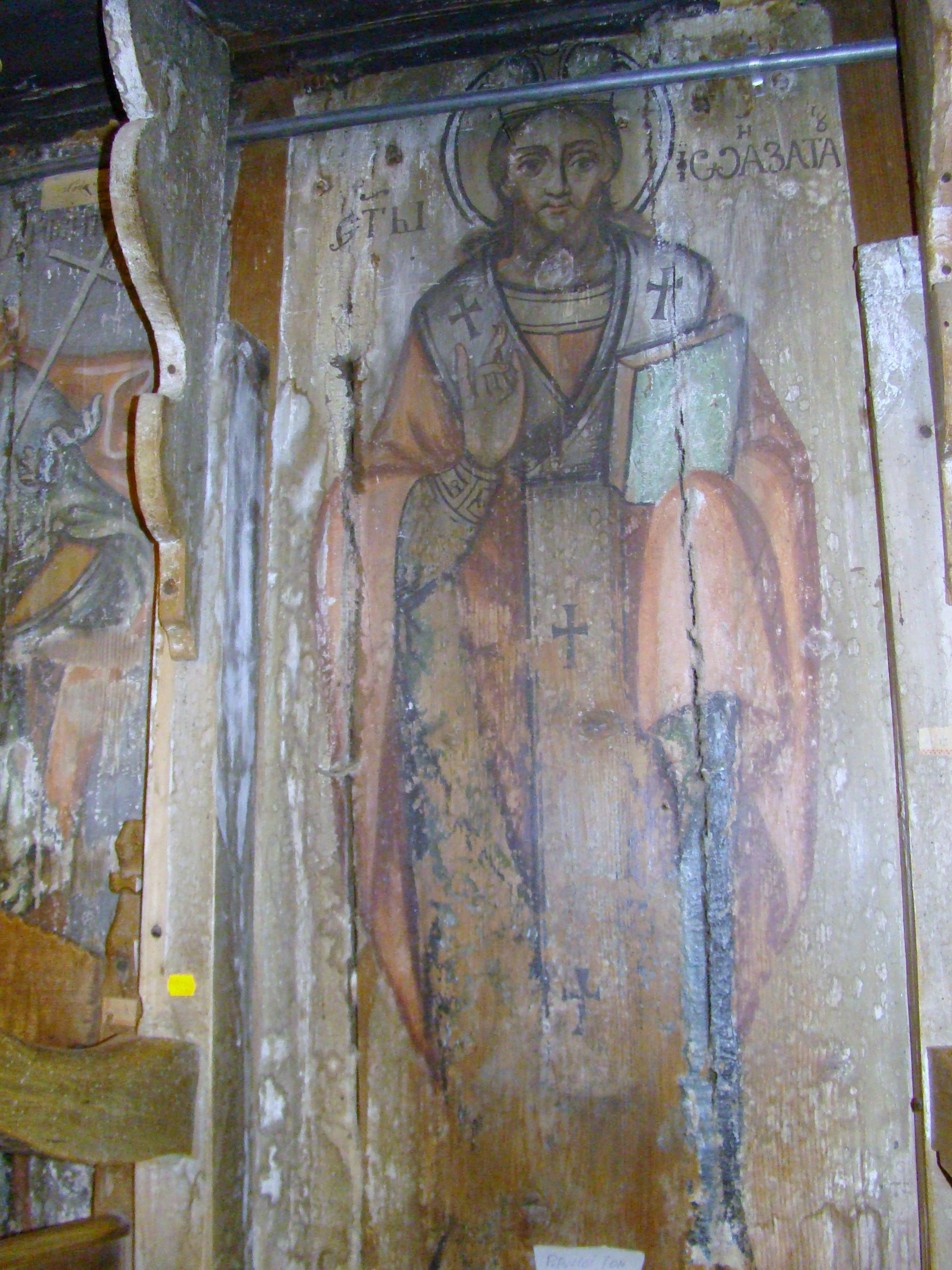
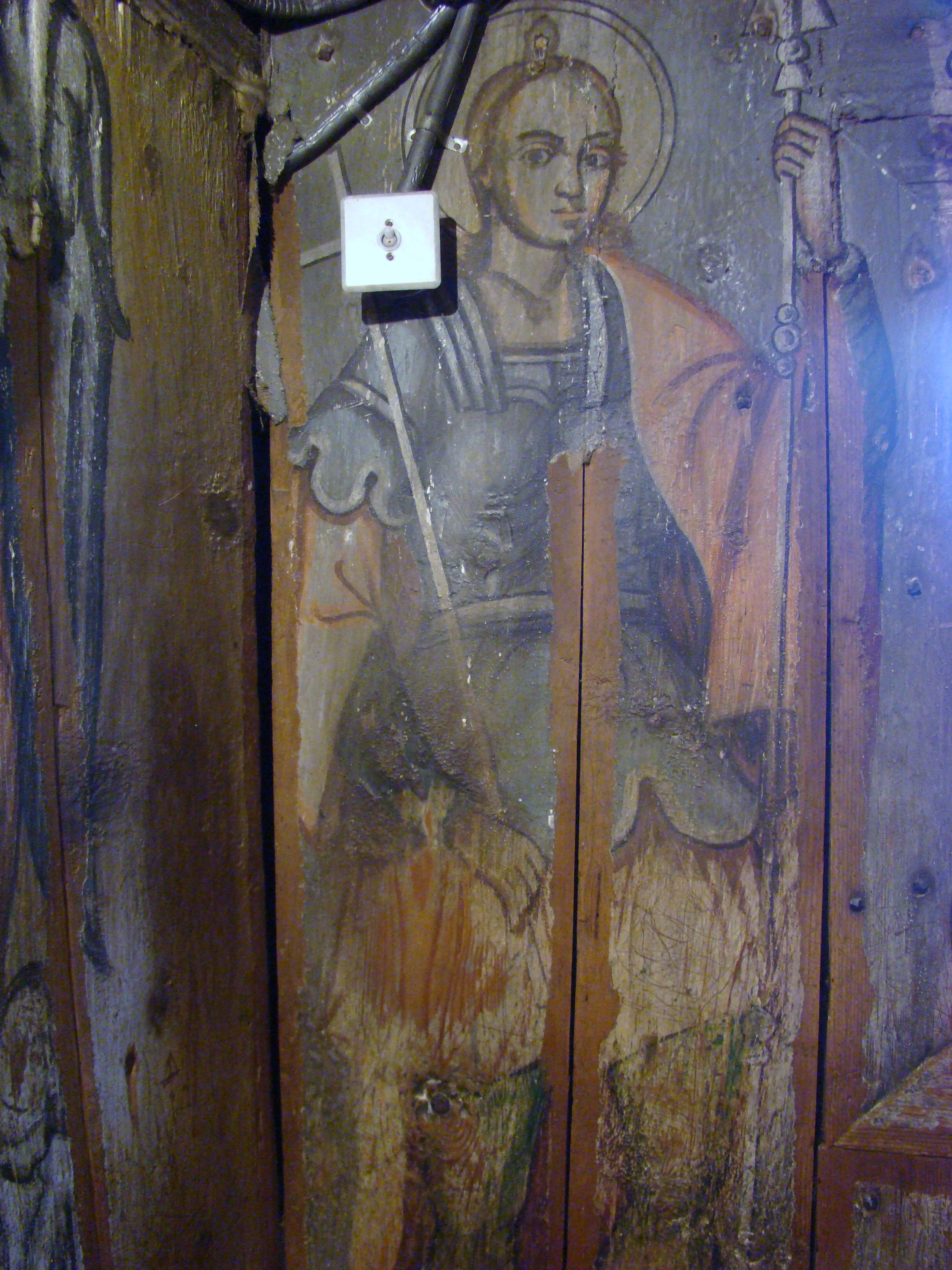
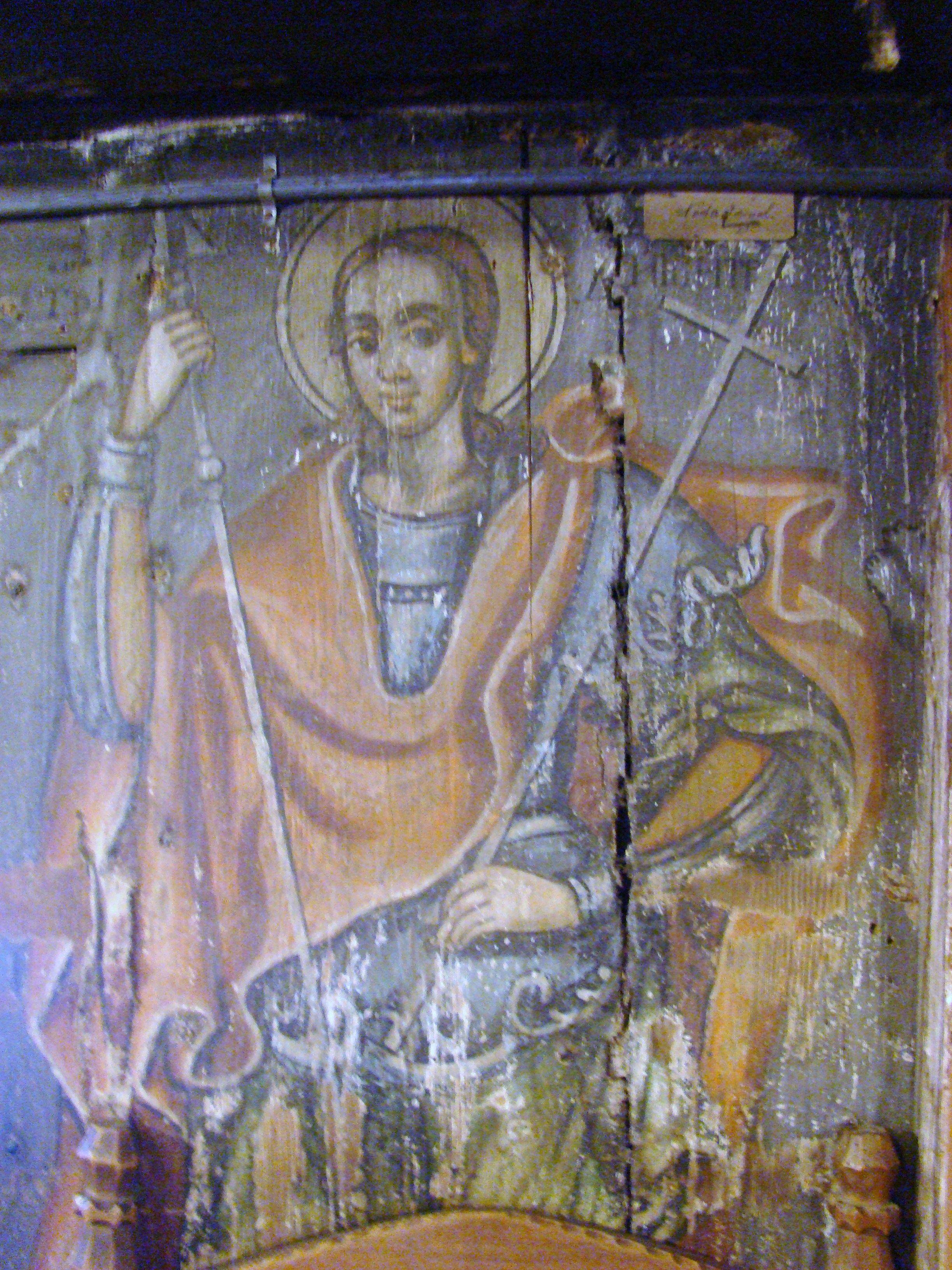
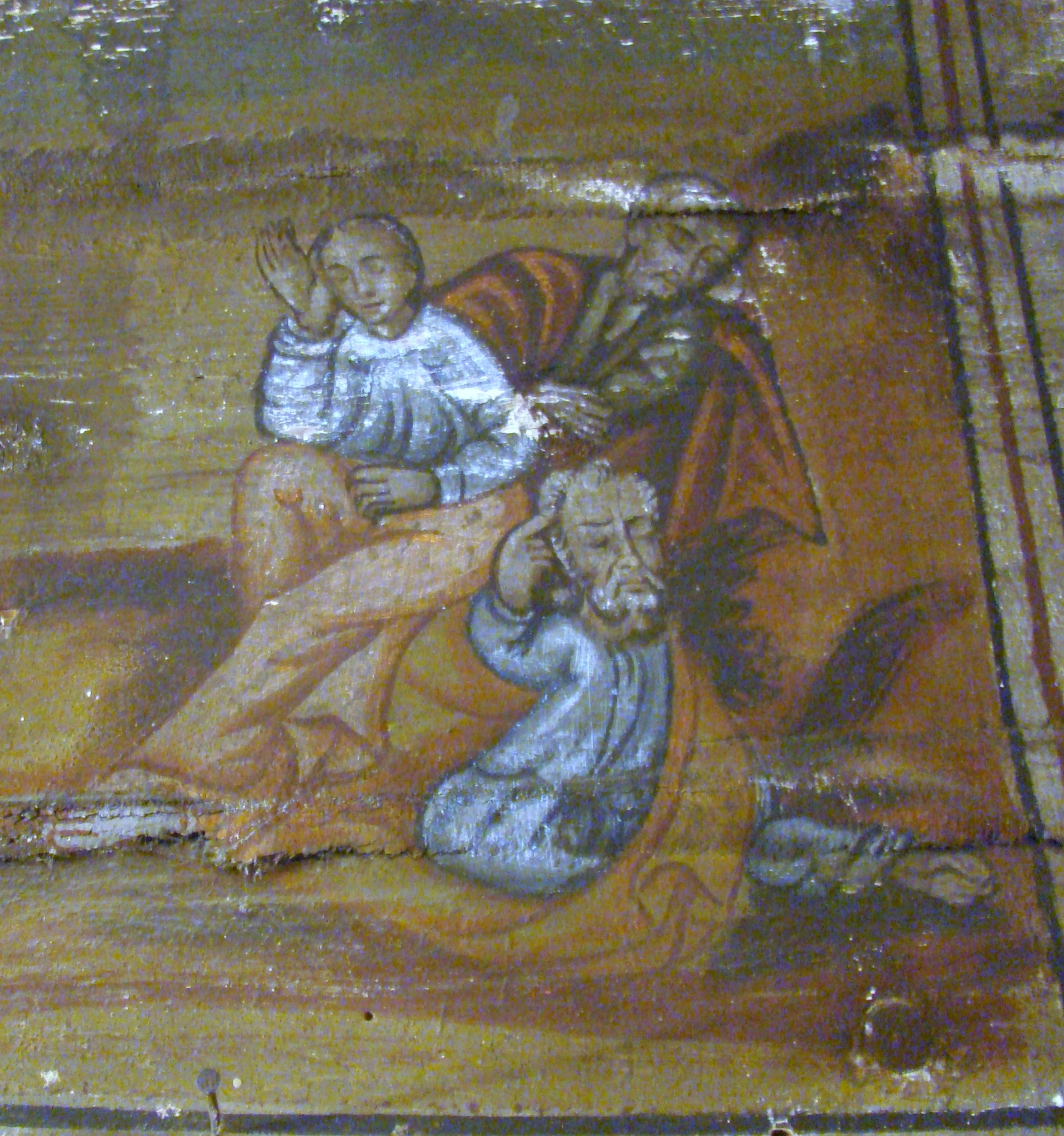
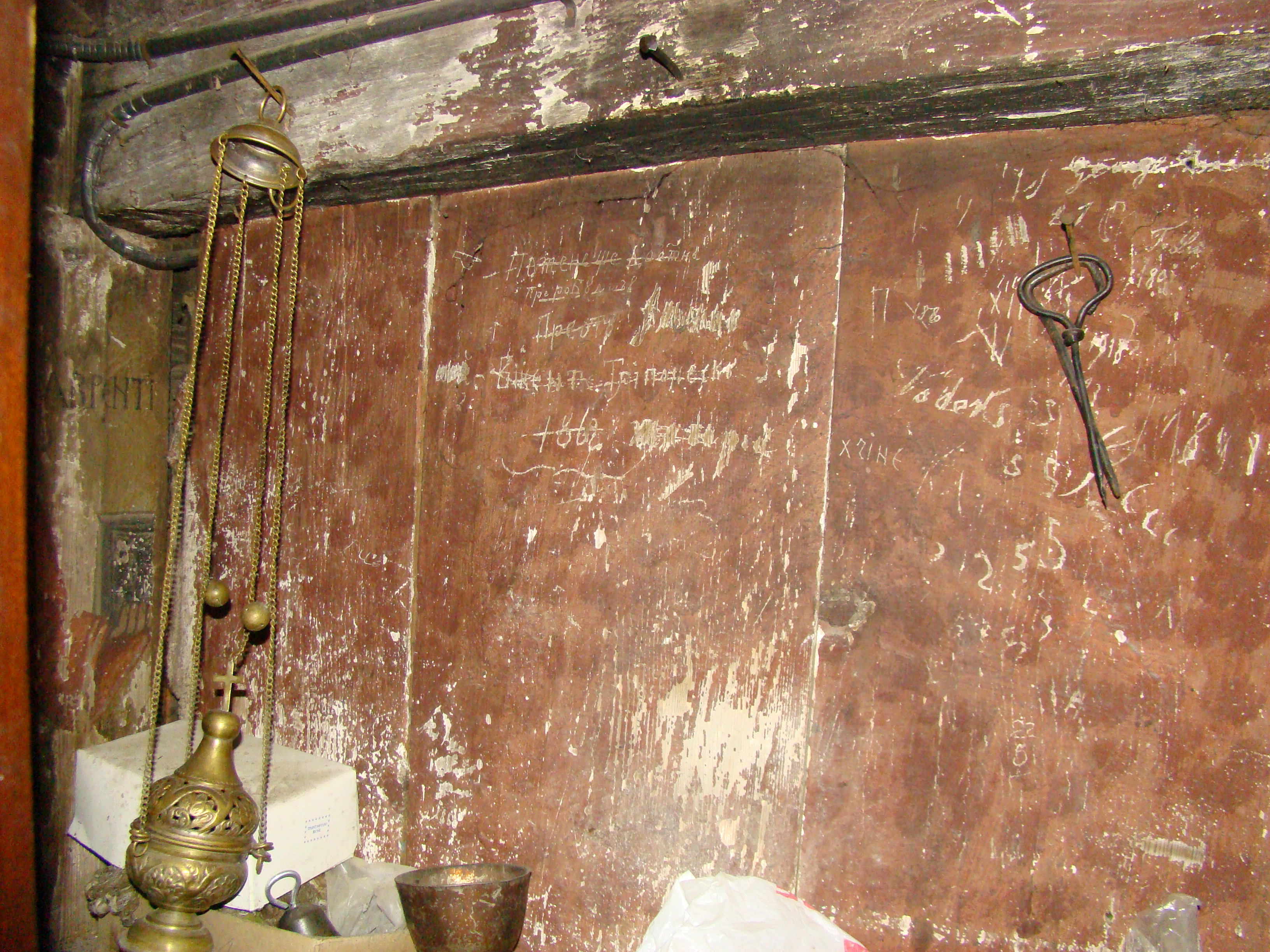
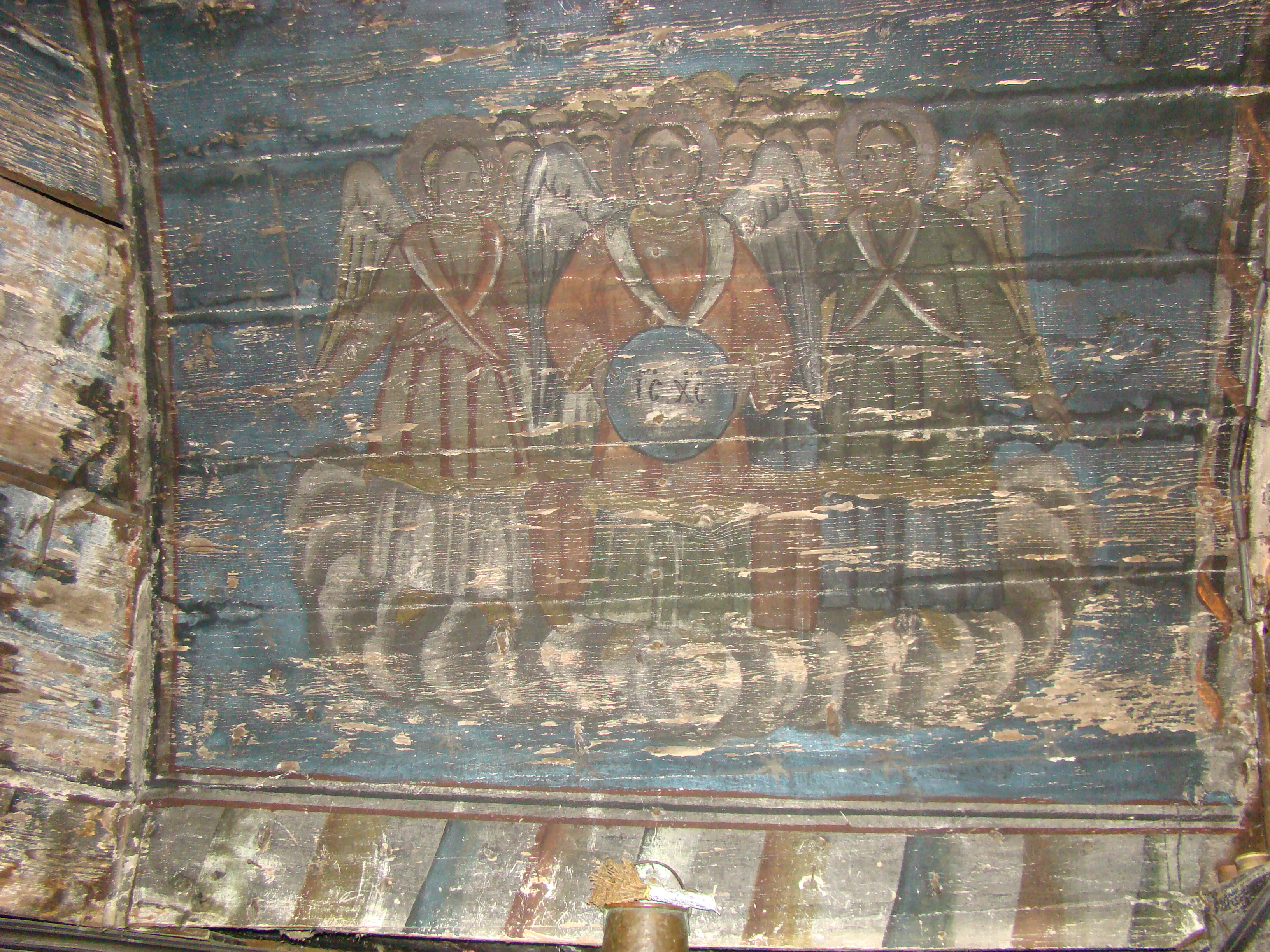
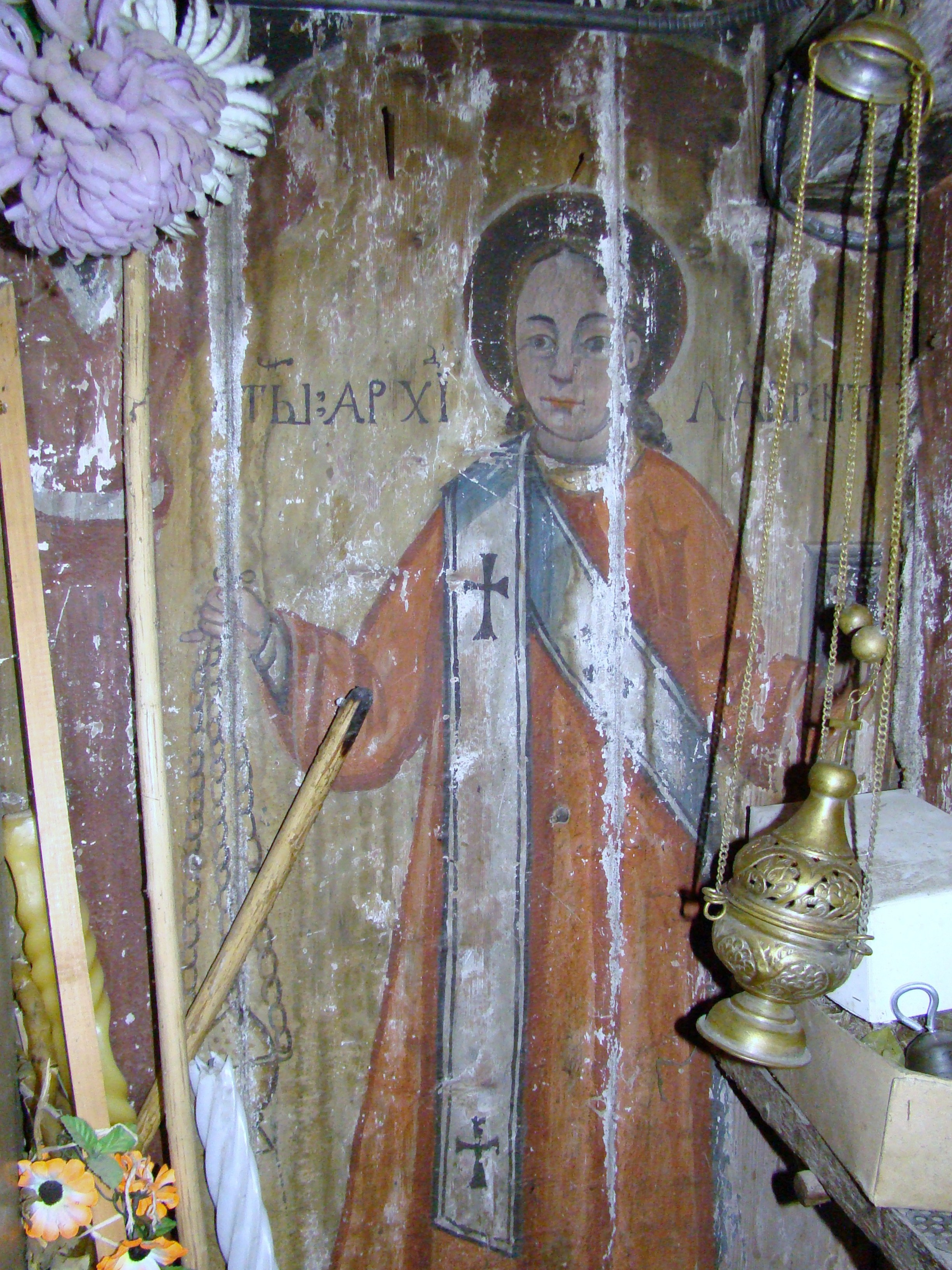
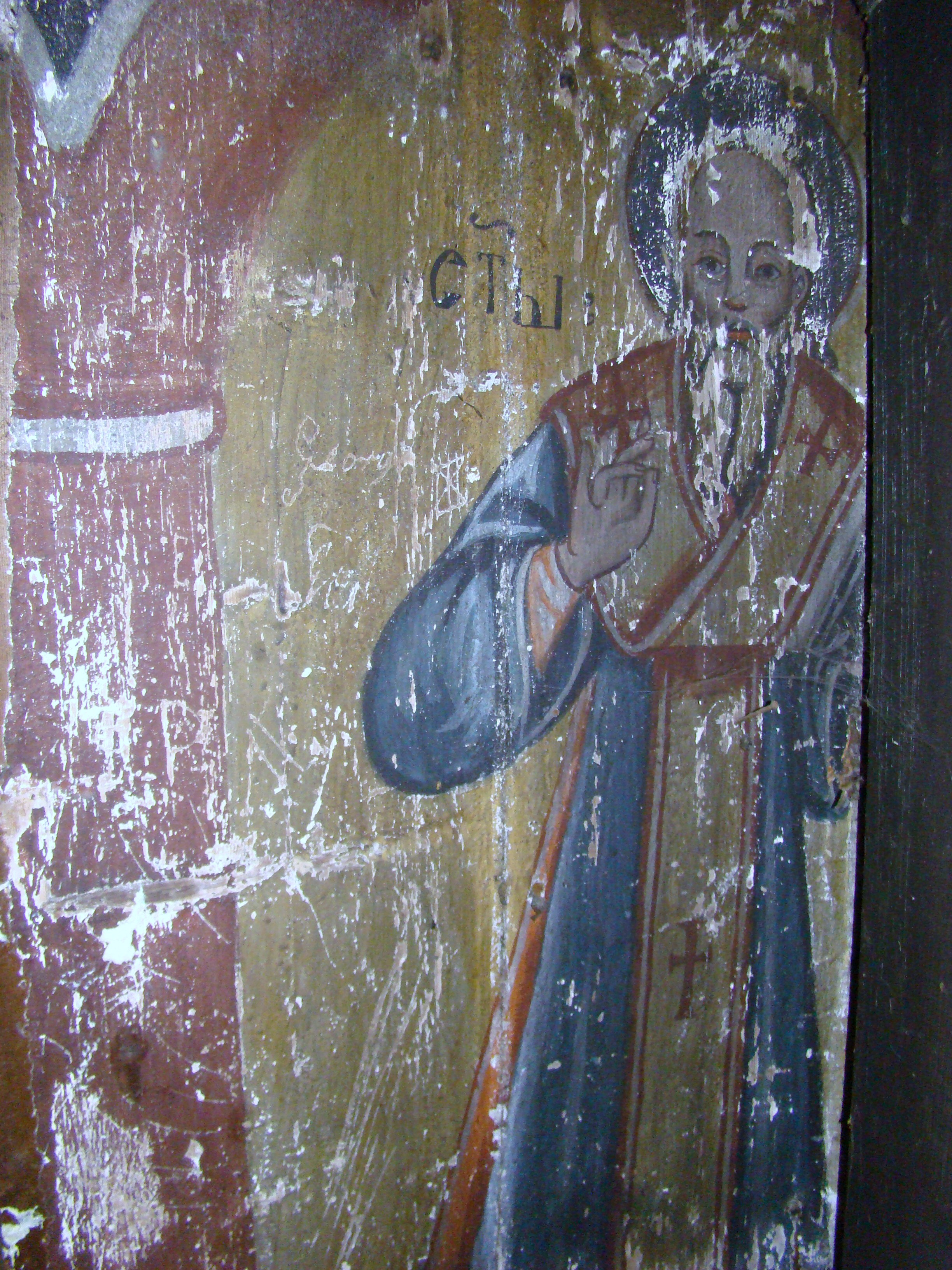
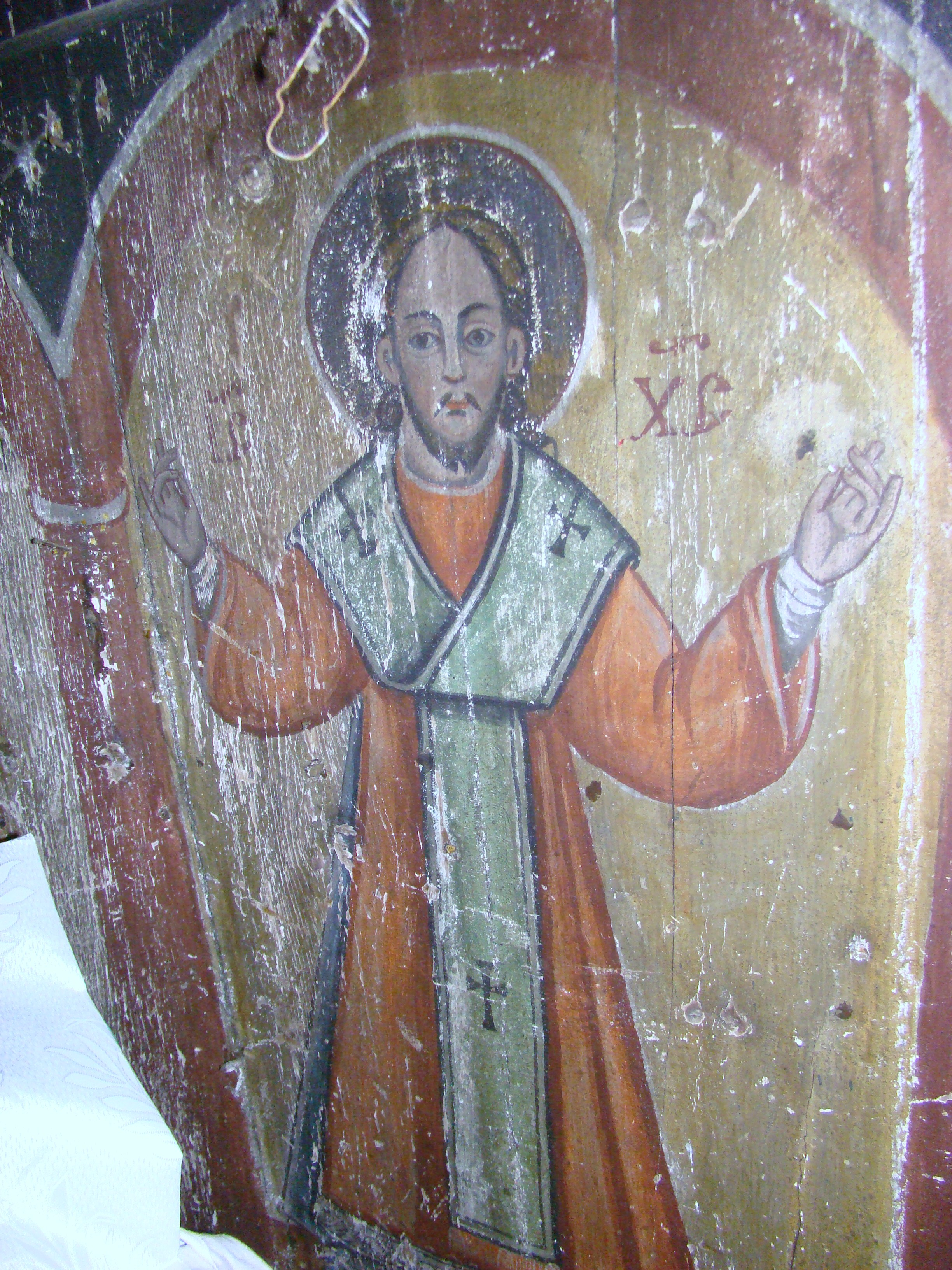
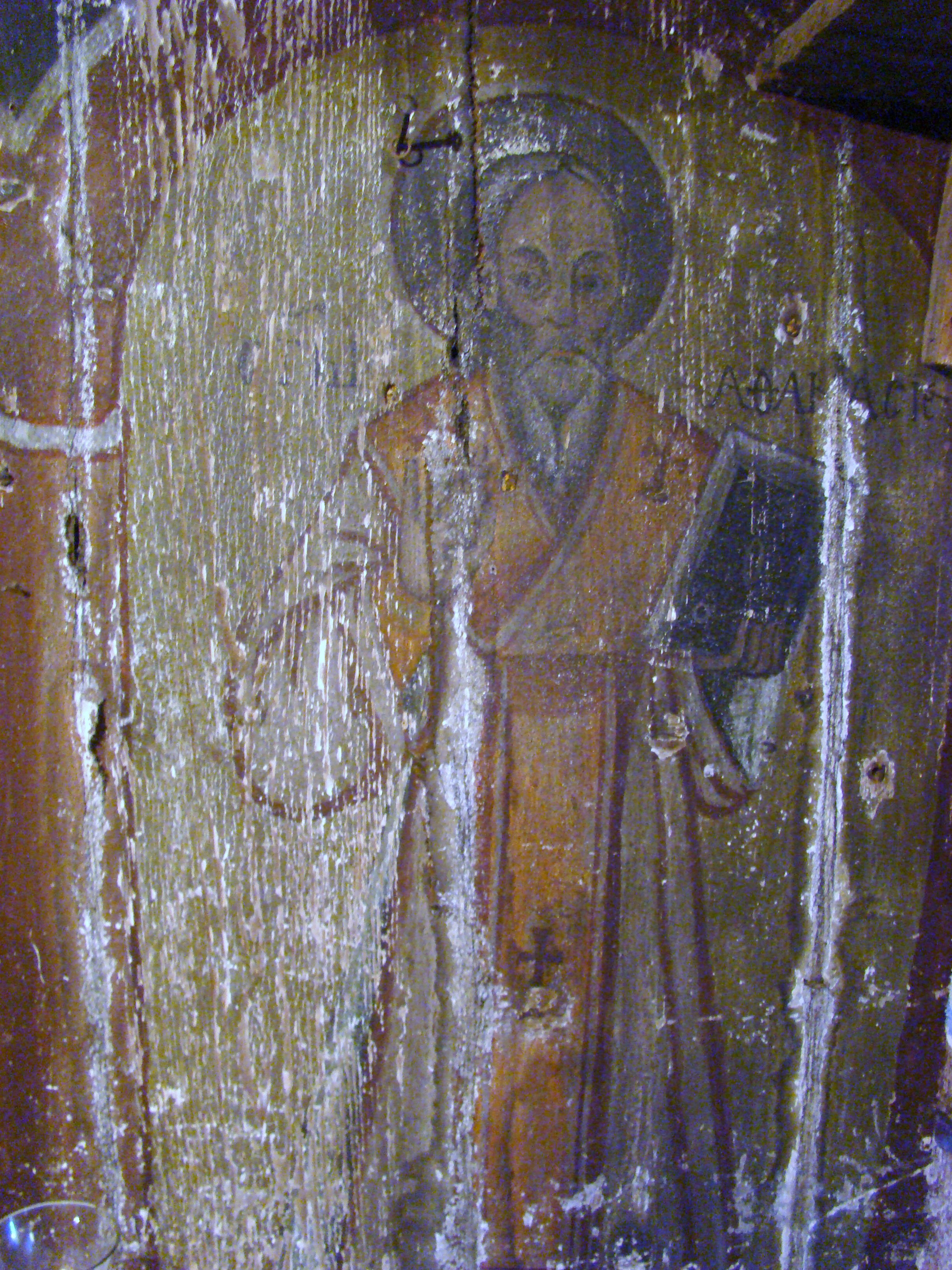
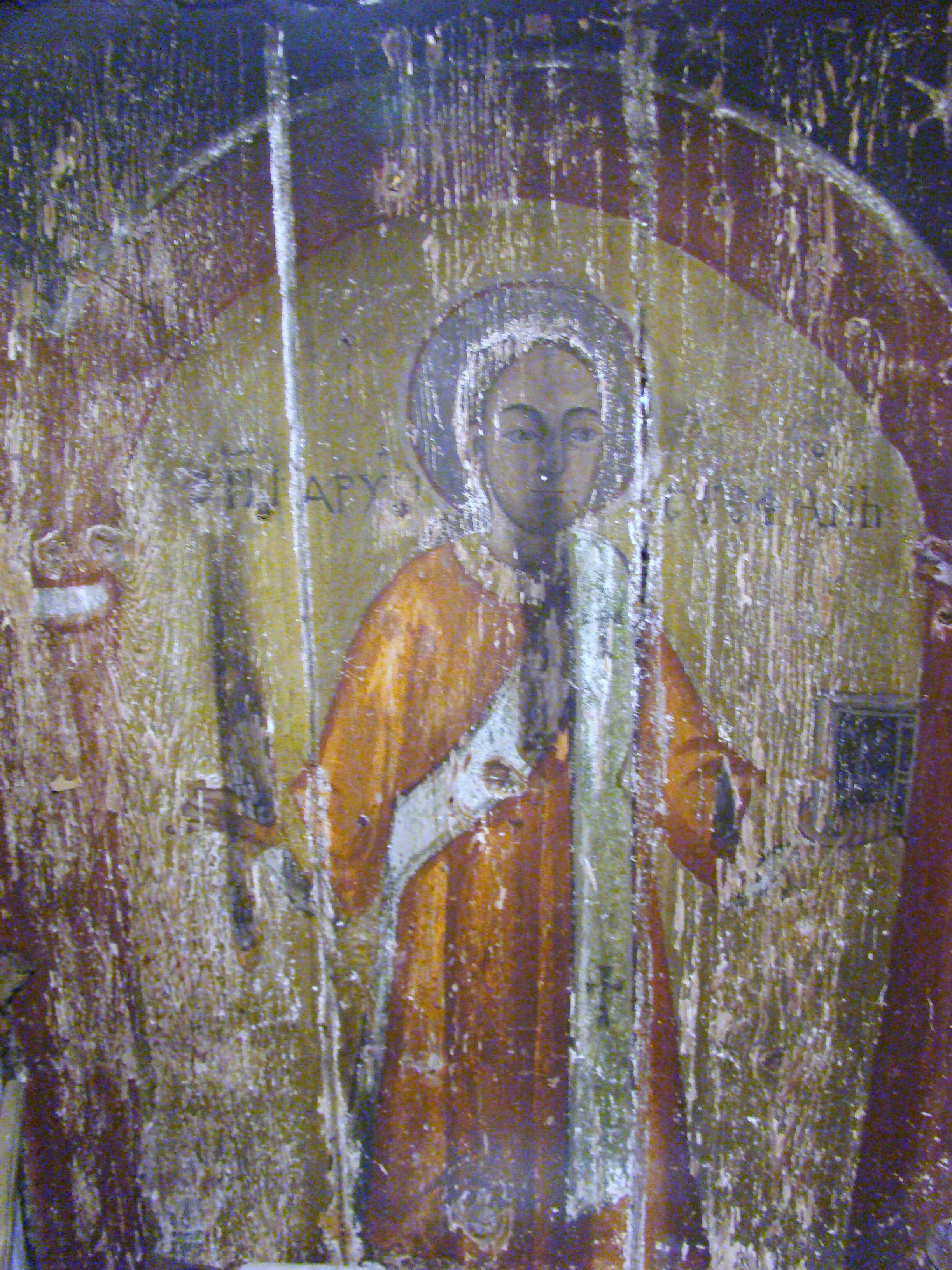
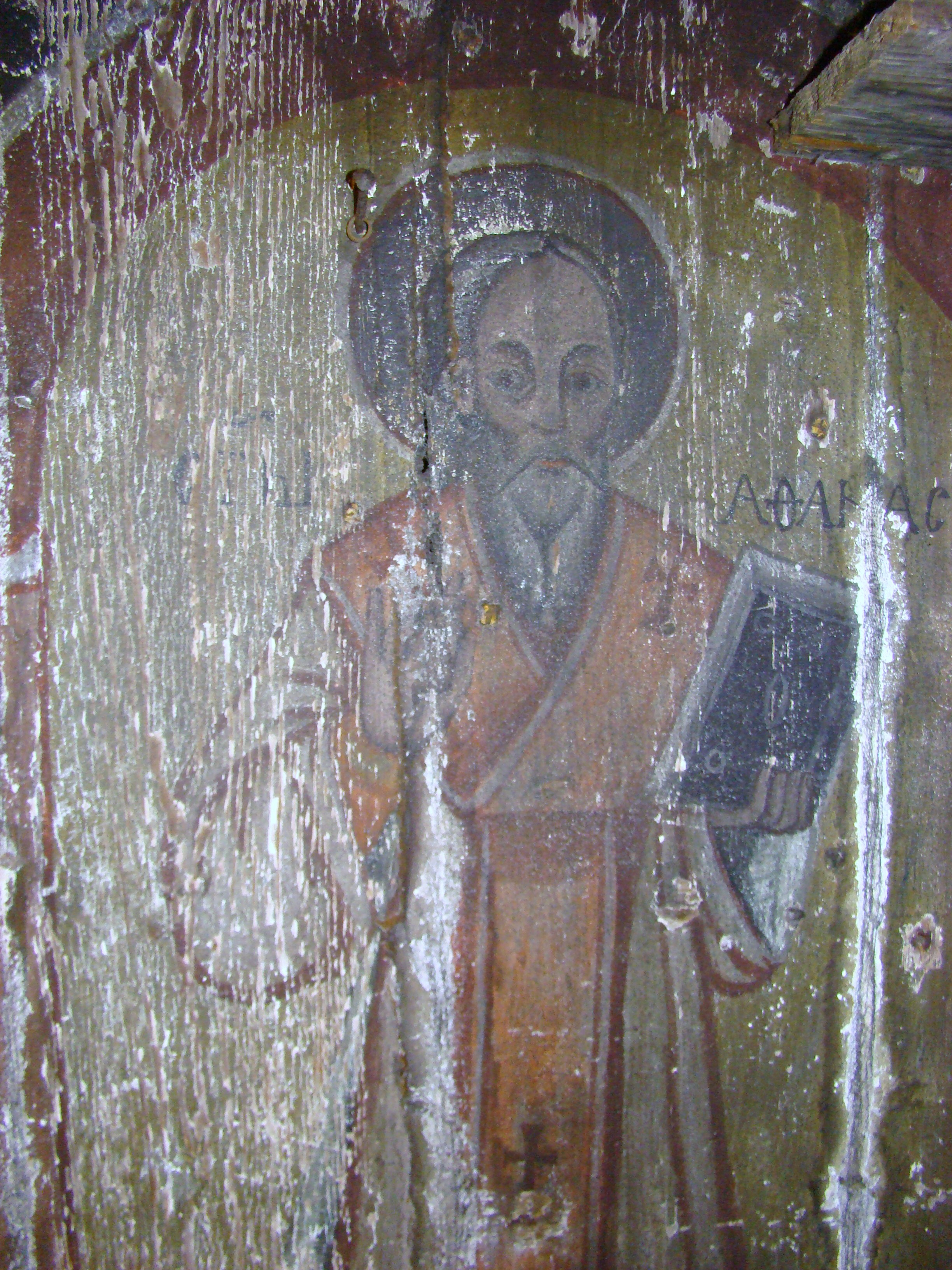
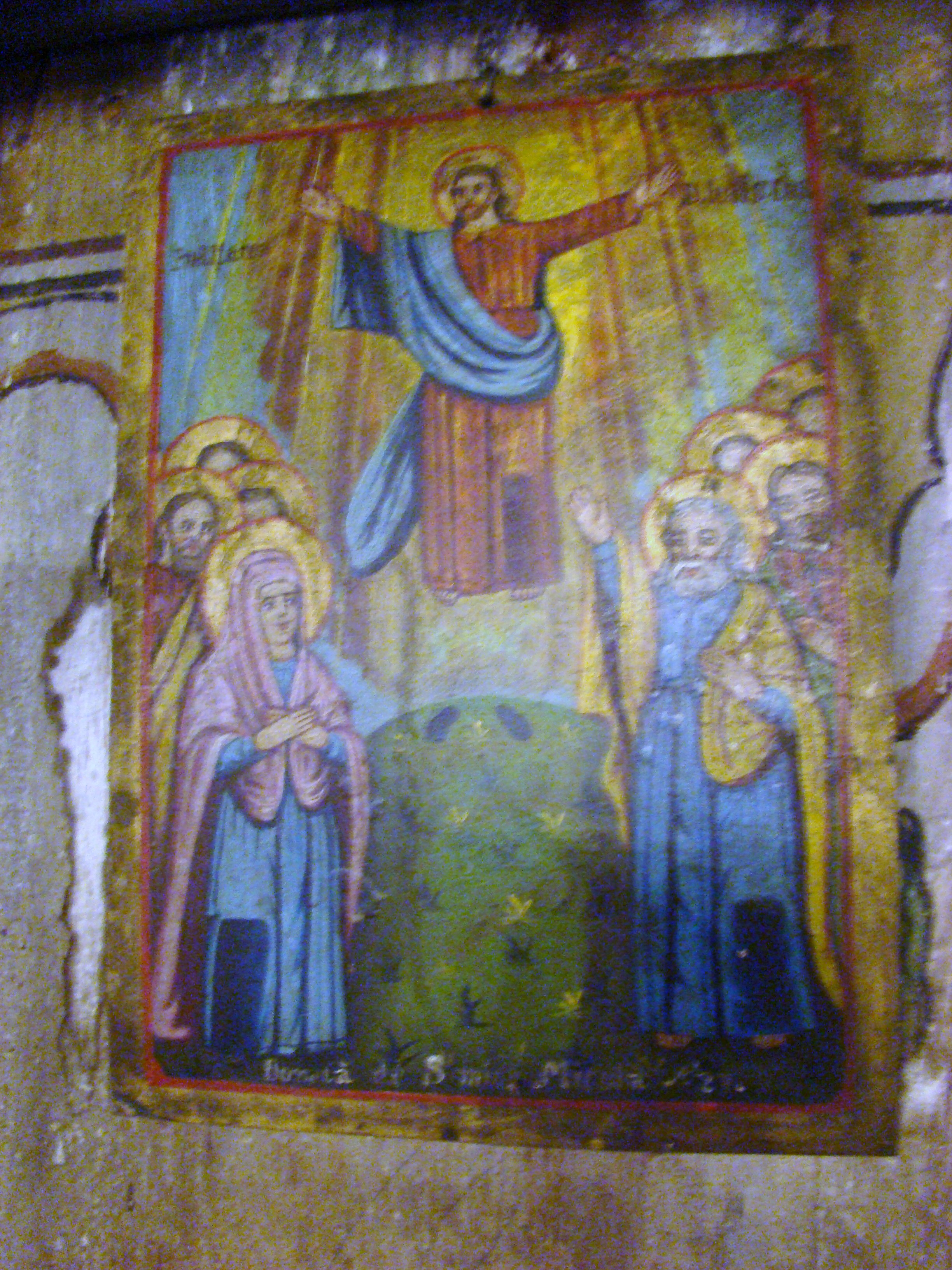
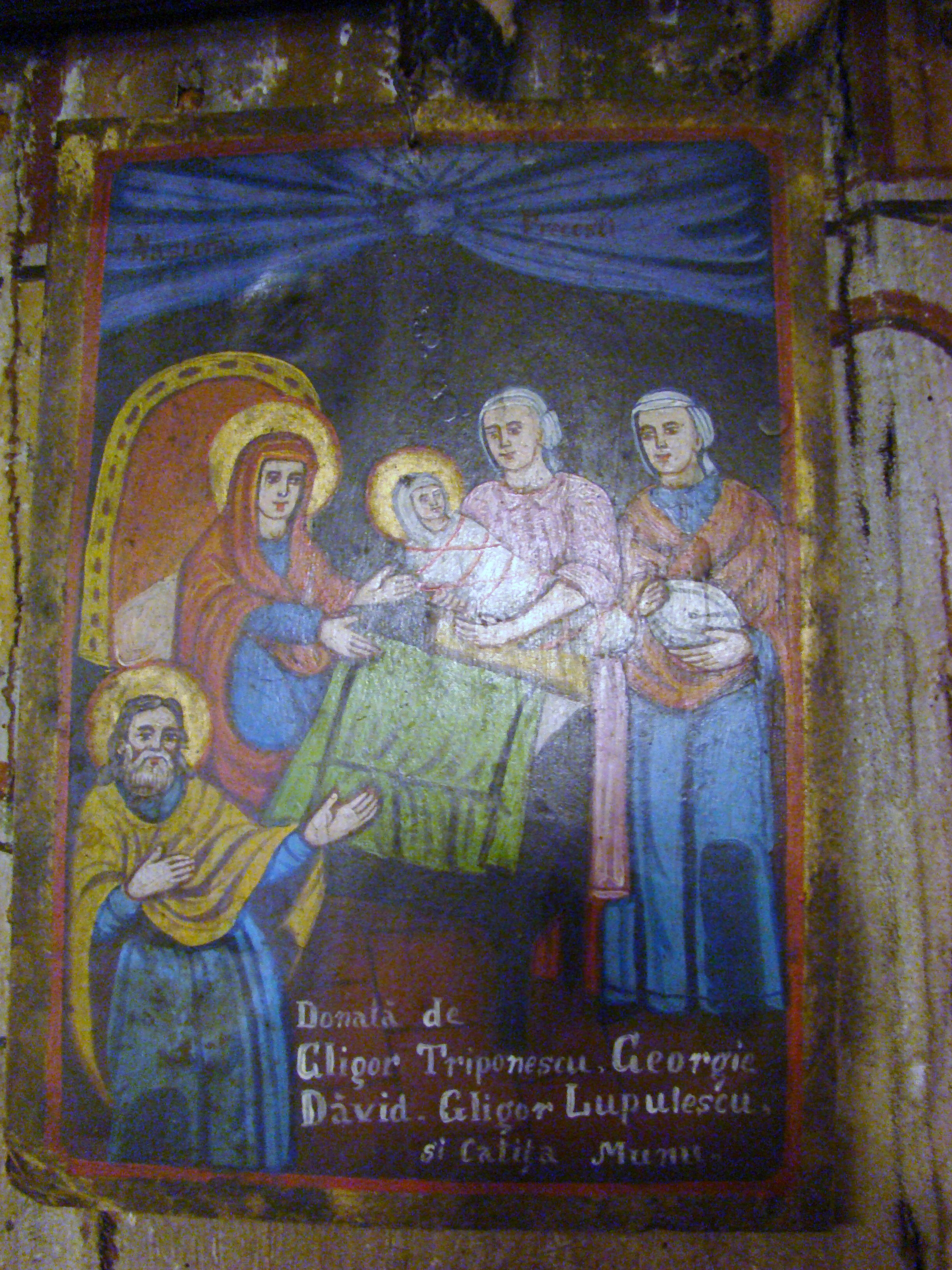
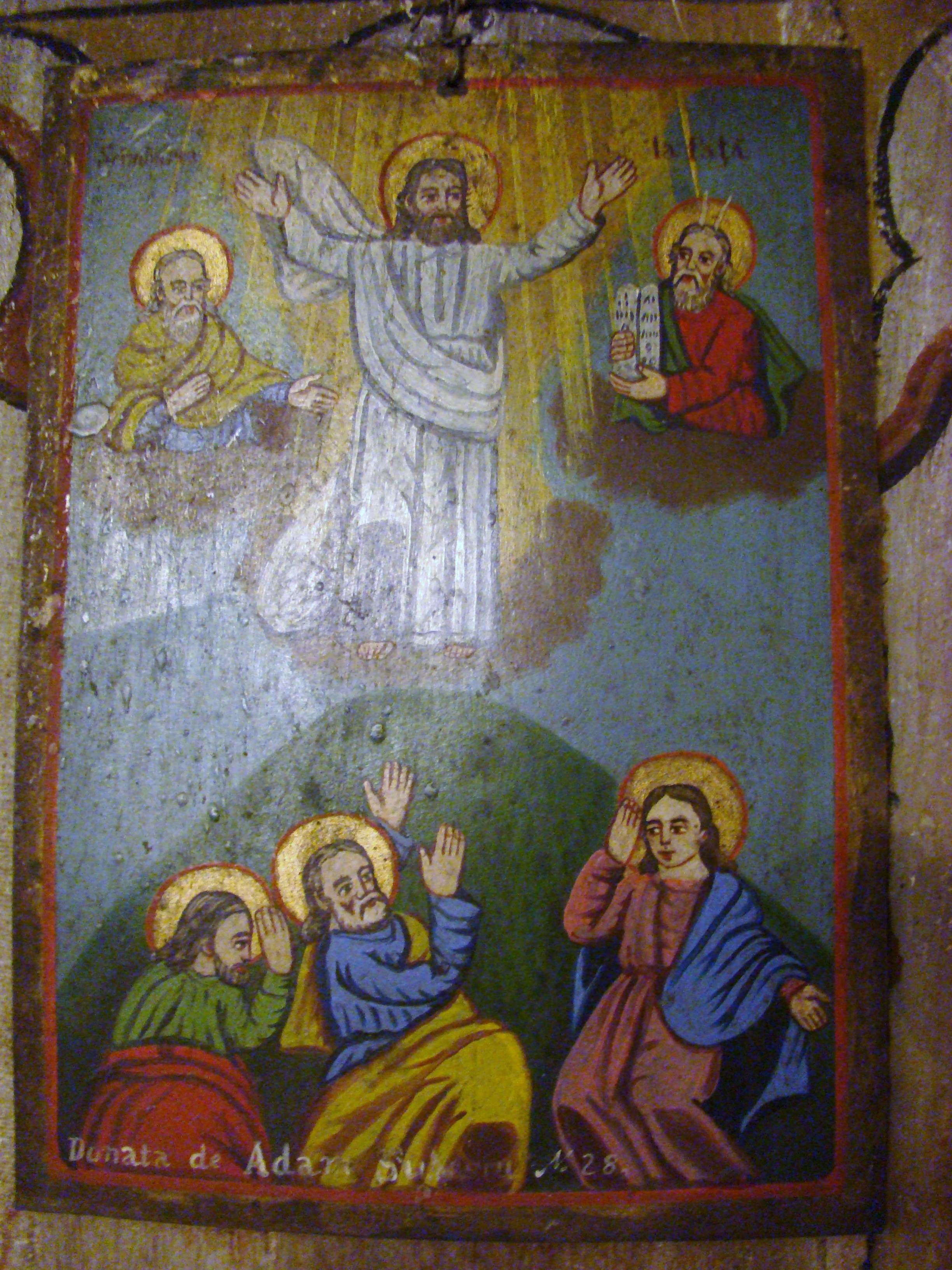
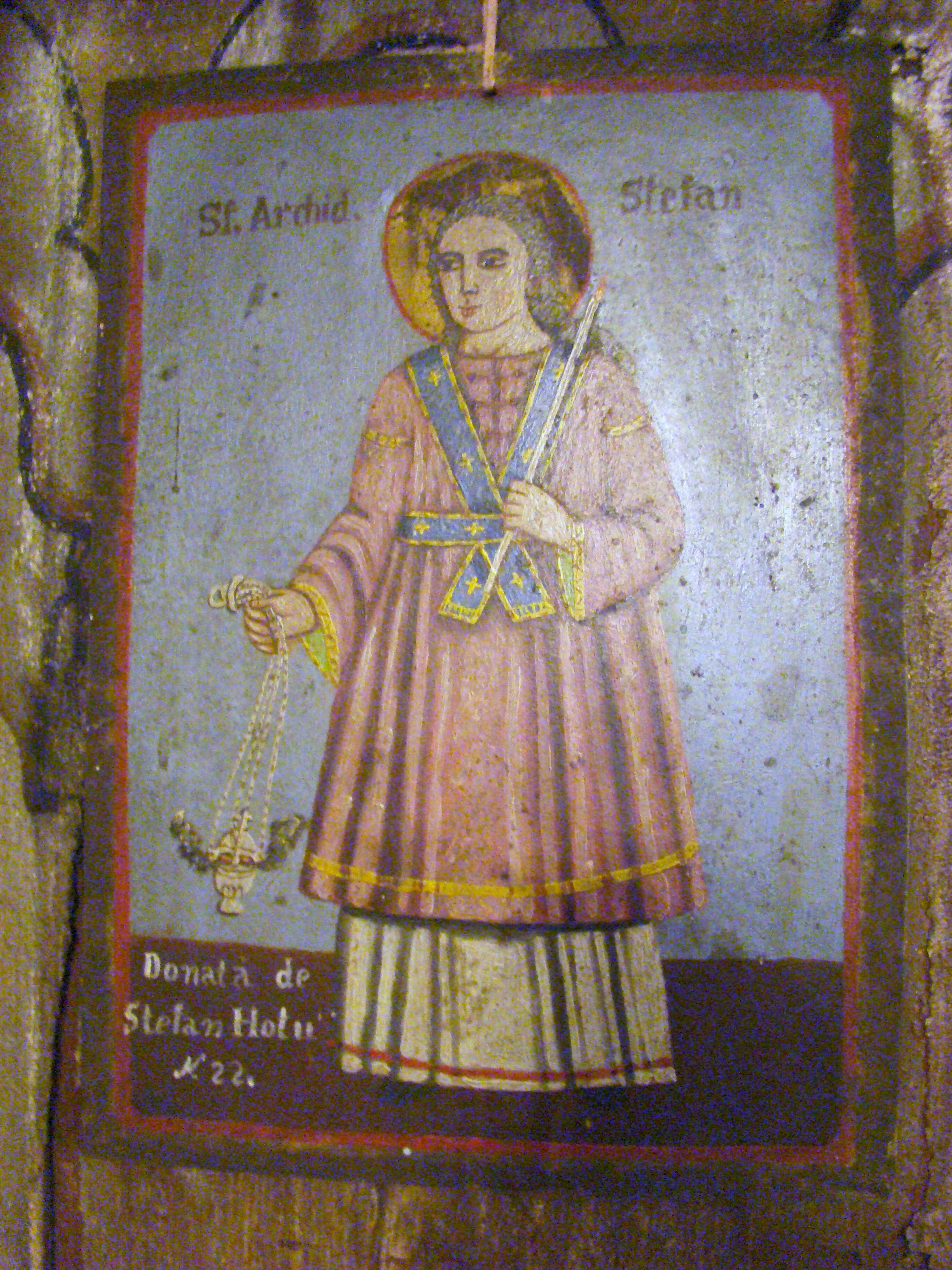
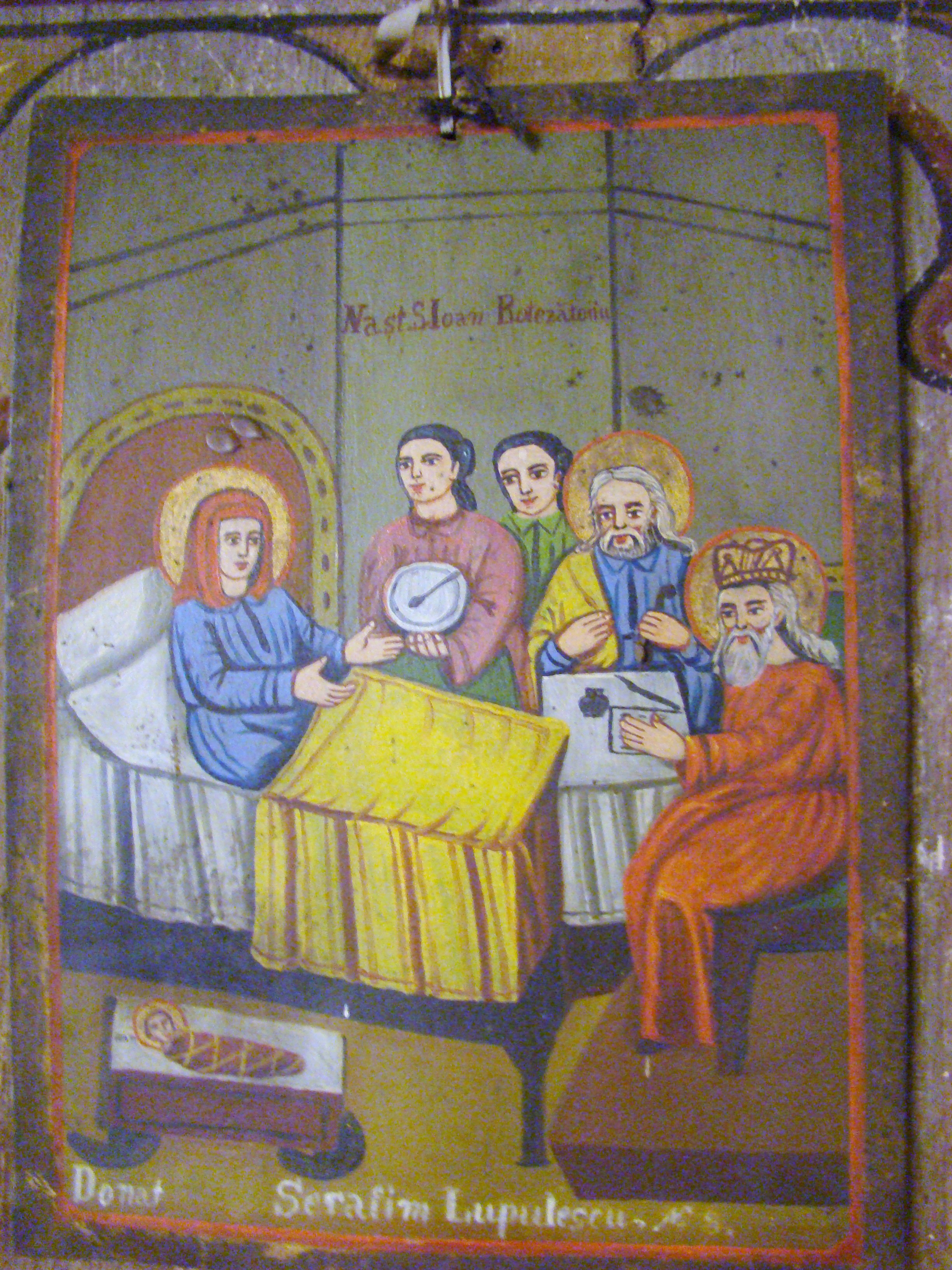
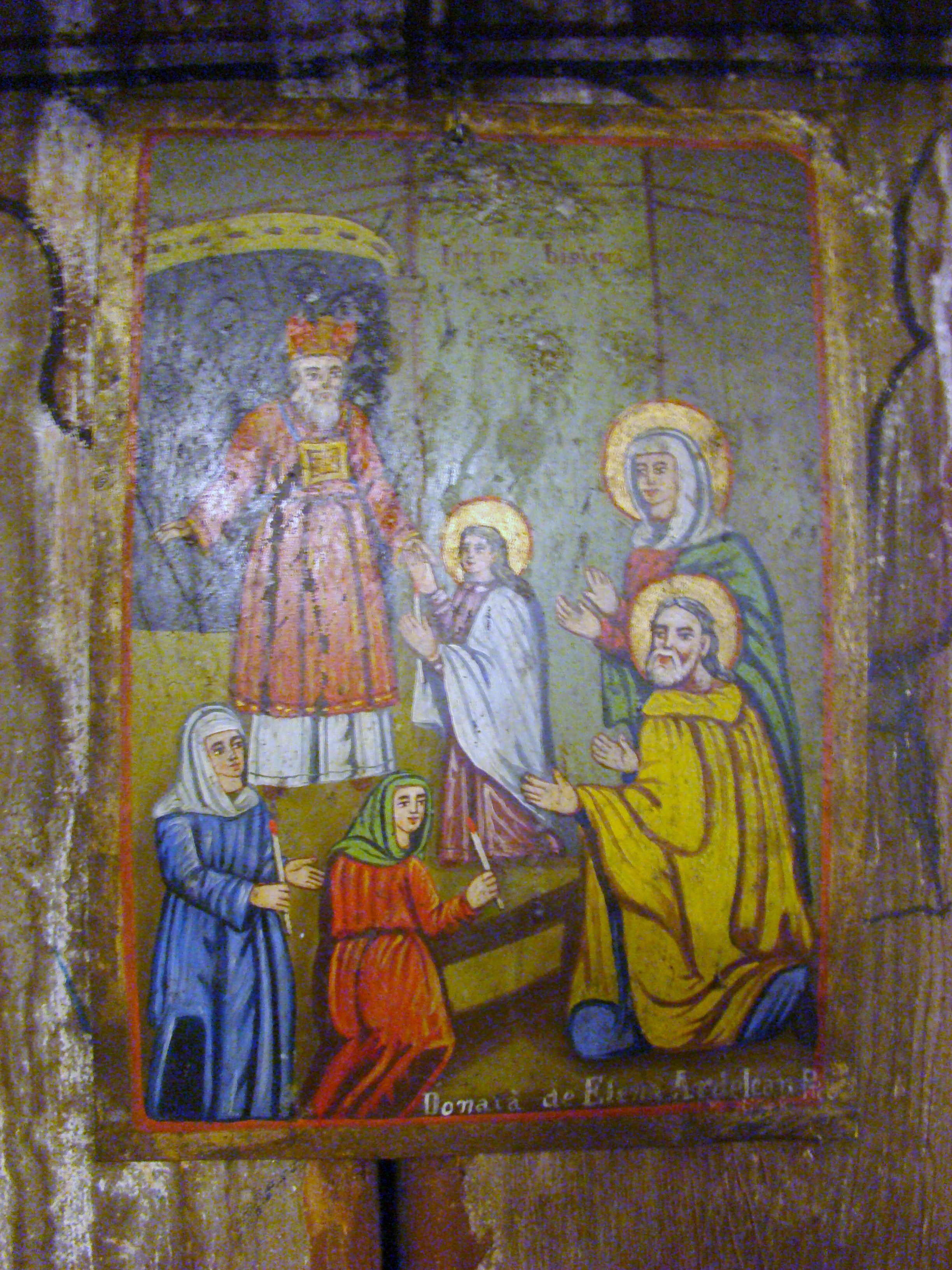
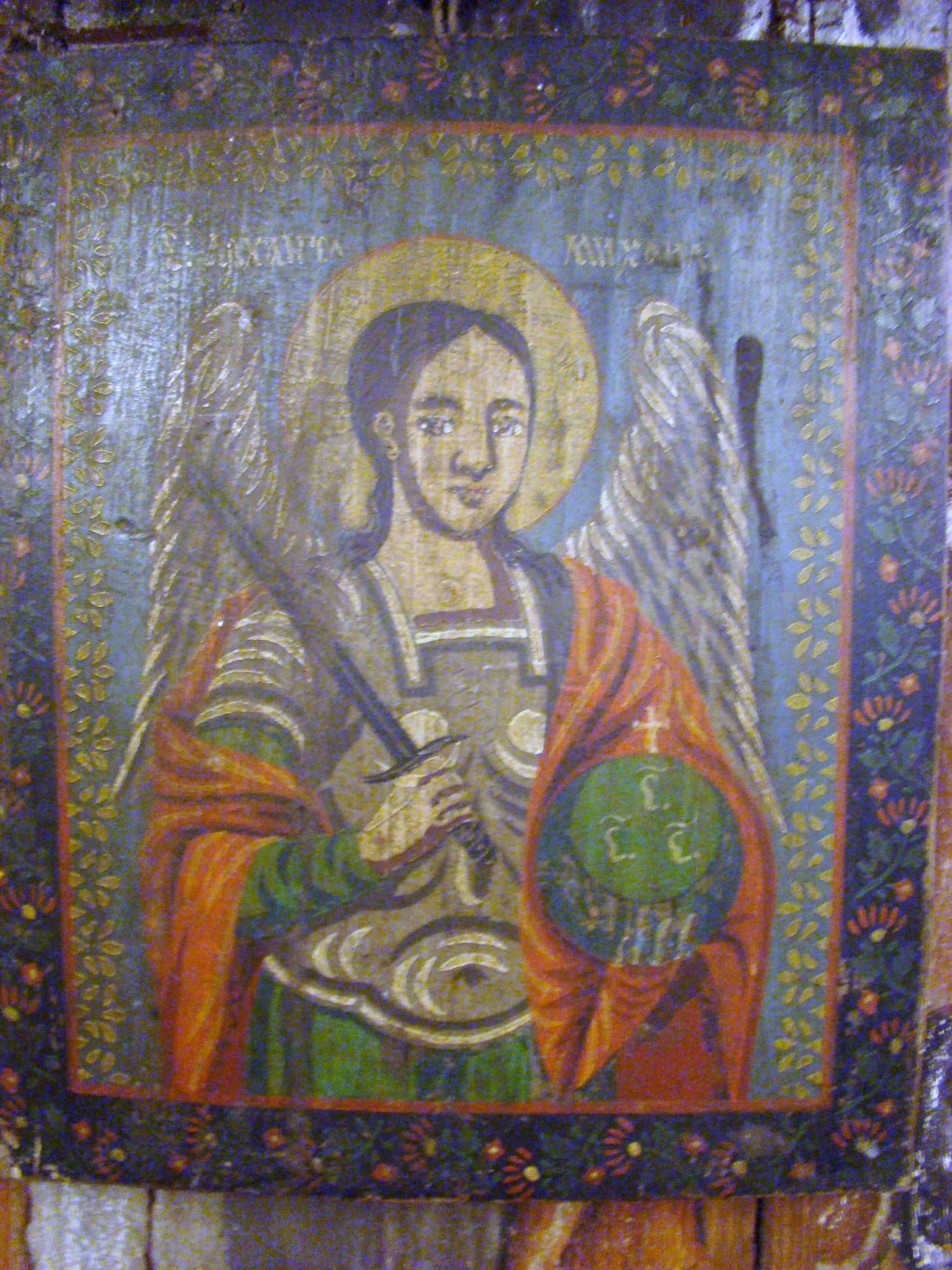
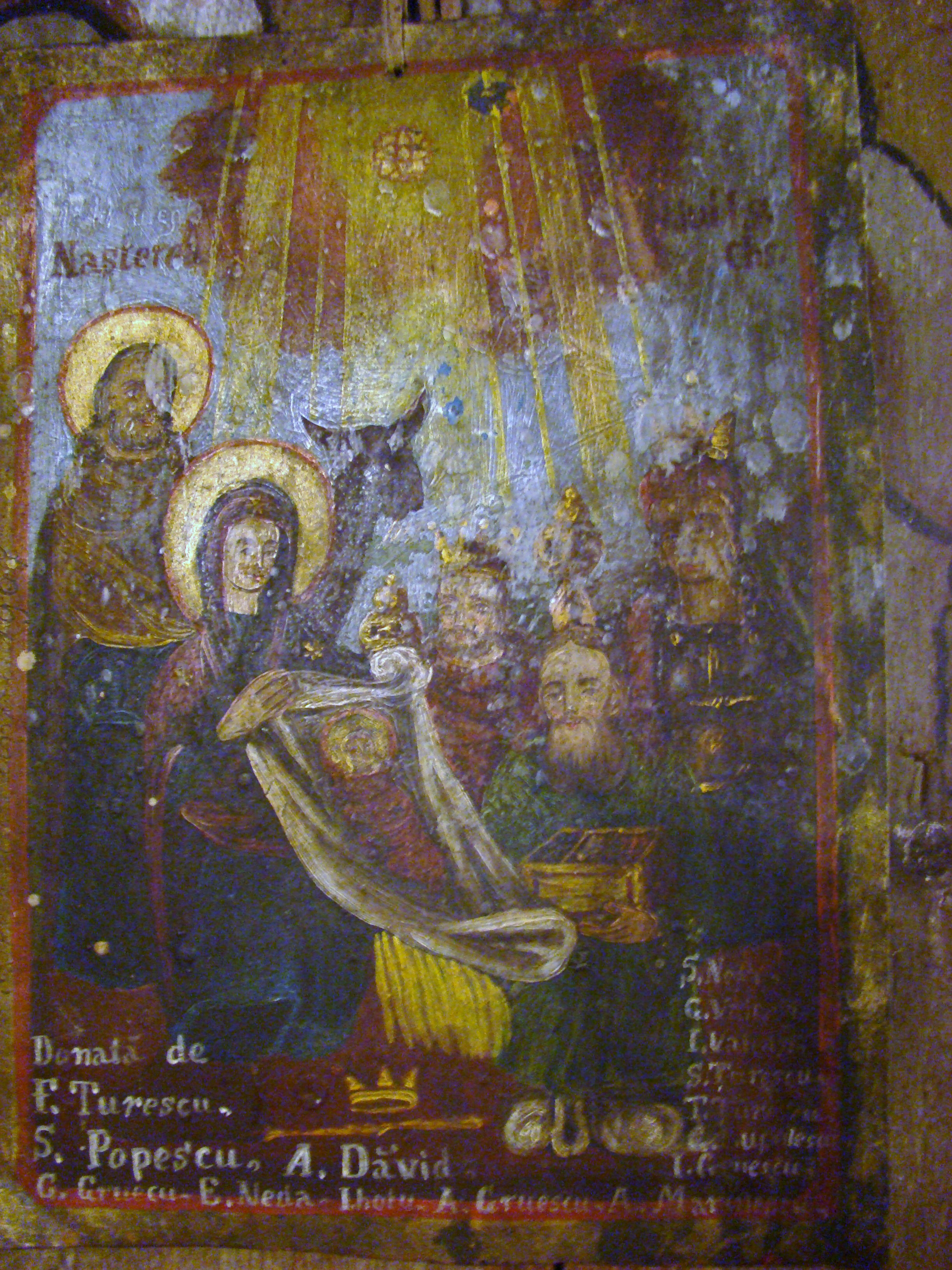